# Histoire militaire des États-Unis pendant la Seconde Guerre mondiale
L'histoire militaire des États-Unis pendant la Seconde Guerre mondiale débute lorsque les États-Unis entrent dans la Seconde Guerre mondiale en déclarant la guerre contre les puissances de l'Axe à la suite de l'attaque japonaise du 7 décembre 1941 contre la base navale de Pearl Harbor.
Au cours des deux premières années du conflit, les États-Unis maintinrent leur neutralité, comme officialisé dans le discours de la quarantaine prononcé par le président américain Franklin D. Roosevelt en 1937, tout en fournissant au Royaume-Uni, à l'Union soviétique et à la Chine du matériel de guerre par le biais d'un prêt-bail, promulguée le 11 mars 1941, ainsi que le déploiement de l'armée américaine pour remplacer les forces d'invasions britanniques en Islande. À la suite de « l'incident de l'USS Greer », Roosevelt confirma publiquement l'ordre de « tirer à vue » le 11 septembre 1941, déclarant effectivement la guerre navale contre le Troisième Reich et le royaume d'Italie lors de la bataille de l'Atlantique. Dans le théâtre du Pacifique, des volontaires américains prirent part au conflit sino-japonais aux côtés des forces chinoises au sein de l'escadrille des Tigres volants bien avant décembre 1941.
Pendant la guerre, quelque 16 millions d'Américains servirent dans les Forces armées américaines, 407 000 y périrent, dont 292 000 sur le champ de bataille, et 671 278 furent blessés. 130 201 soldats furent faits prisonniers de guerre, dont 116 129 rentrèrent chez eux après la guerre. Les principaux conseillers civils du président Roosevelt comprenaient le secrétaire à la Guerre Henry L. Stimson, qui mobilisa les industries du pays pour approvisionner l'armée de terre, commandée par le général George Marshall et les forces aériennes de l'armée sous le commandement du général Hap Arnold. La marine, dirigée par le secrétaire à la marine Frank Knox et l'amiral Ernest J. King, s'est révélée plus autonome. Les priorités générales furent fixées par Roosevelt et les chefs d'état-major interarmées, présidés par William Leahy. Dans la conduite de la guerre, les États-Unis donnèrent la priorité au théâtre du Pacifique et à la lutte contre l'Allemagne, tout en restant sur la défensive dans le Pacifique. Ce mémo jeta les bases de la doctrine L'Allemagne d'abord.
L'amiral King confia à l'amiral Chester Nimitz, basé à Hawaï, la responsabilité de la guerre du Pacifique contre le Japon. Prise par surprise par le « rouleau compresseur » japonais, prenant les Philippines ainsi que les possessions britanniques et néerlandaises, et menaçant l'Australie, durant six mois les États-Unis accumulèrent les défaites. Mais en juin 1942, les principaux porte-avions japonais furent coulés pendant la bataille de Midway, et les Américains prirent l'initiative. La guerre du Pacifique devint une guerre de conquête d'îles en îles, afin de se rapprocher des bases aériennes du Japon. L'armée, basée en Australie sous le commandement de Douglas MacArthur, progressa à travers la Nouvelle-Guinée jusqu'aux Philippines, avec l'intention d'envahir les îles japonaises à la fin de 1945. Sa flotte marchande ayant été anéantie par des sous-marins américains, le Japon manquait de carburant pour l'aviation, tandis que la marine américaine captura en juin 1944 des îles à portée de bombardement des îles japonaises. Les bombardements stratégiques dirigés par le général Curtis LeMay détruisirent toutes les grandes villes japonaises, alors que les États-Unis s'emparèrent d'Okinawa au prix de lourdes pertes au printemps 1945. Les bombardements atomiques d'Hiroshima et de Nagasaki et l'invasion soviétique de la Mandchourie furent les facteurs décisifs de la capitulation du Japon en septembre 1945.
La guerre en Europe impliqua une aide à la Grande-Bretagne, à ses alliés et à l'Union soviétique, les États-Unis fournissant des munitions jusqu'à la préparation d'une force d'invasion. Les forces américaines furent d'abord testées à un degré limité dans la campagne de Tunisie, puis employées de manière plus significative avec les forces britanniques en Italie en 1943-1945, où les forces américaines, représentant environ un tiers des forces alliées déployées, s'enlisèrent après la capitulation de l'Italie. Enfin, la principale invasion de la France se déroula en juin 1944, sous le commandement du général Dwight D. Eisenhower. Pendant ce temps, l'US Army Air Forces et la Royal Air Force lancèrent une campagne de bombardements des villes allemandes, ciblant systématiquement les liaisons de transport allemandes et les usines de pétrole synthétique, en détruisant ce qui restait de la Luftwaffe après leur revers dans la bataille d'Angleterre. Envahie de toutes parts, la défaite de l'Allemagne fut inexorable. Berlin tomba aux mains des Soviétiques en mai 1945, entraînant la capitulation sans condition du Troisième Reich quelques jours après la mort d'Adolf Hitler.
L'effort de guerre a été fortement soutenu par des civils sur l'arrière, qui ont fourni le personnel militaire, les munitions, l'argent et le moral pour mener les États-Unis à la victoire. La Seconde Guerre mondiale a coûté aux États-Unis environ 341 milliards de dollars en 1945, soit 74 % du PIB américain. En dollars de 2015, la guerre coûta au pays plus de 4,5 billions de dollars,.

## Origines
L'opinion publique américaine étant hostile aux forces de l'Axe, la quantité de ressources à apporter aux Alliés fut l'objet d'une controverse. Les États-Unis revinrent à leur politique étrangère isolationniste typique après la Première Guerre mondiale et l'échec du président Woodrow Wilson à faire ratifier le traité de Versailles. Bien que le président Franklin Delano Roosevelt favorisa une politique étrangère plus affirmée, son administration est restée attachée à l'isolationnisme au cours des années 1930 afin d'assurer le soutien du Congrès des États-Unis au New Deal et a permis au Congrès d'adopter les lois sur la neutralité. En conséquence, les États-Unis n'ont joué aucun rôle dans la seconde guerre italo-éthiopienne et la guerre civile espagnole. Après l'invasion allemande de la Pologne et le début de la guerre en septembre 1939, le Congrès autorisa les pays étrangers à acheter du matériel de guerre aux États-Unis sur une base « cash and carry », mais l'aide au Royaume-Uni était encore limitée par les pénuries de devises fortes britanniques et le Johnson Act (en), et les conseillers militaires du président Roosevelt pensaient que les puissances alliées seraient vaincues et que les moyens militaires américains devraient se concentrer sur la défense de l'hémisphère occidental.
En 1940, les États-Unis, bien que toujours neutres, devinrent « l'arsenal de la démocratie » pour les Alliés, fournissant de l'argent et du matériel de guerre. Le Premier ministre Winston Churchill et le président Roosevelt sont convenus d'échanger cinquante destroyers de l’United States Navy en échange de droits fonciers sur des possessions britanniques, notamment des bases militaires à Terre-Neuve et dans les Caraïbes (Destroyers for Bases Agreement). La défaite soudaine de la France au printemps 1940 amena la nation à commencer à étendre ses forces armées, y compris le premier projet de temps de paix. En préparation de l'agression allemande attendue contre l'Union soviétique, des négociations pour de meilleures relations diplomatiques commencèrent entre le sous-secrétaire d'État Sumner Welles (en) et l'ambassadeur soviétique aux États-Unis, Konstantin Umansky (en). Après l'invasion allemande de l'Union soviétique en juin 1941, les États-Unis commencèrent à envoyer de l'aide — via un prêt-bail — à l'Union soviétique ainsi qu'à la Grande-Bretagne et à la Chine. Prévenu d'un effondrement probable de l'Union soviétique face à l'avance nazie en quelques semaines, Franklin D. Roosevelt interdit au Congrès de bloquer l'aide à l'Union soviétique sur les conseils de Harry Hopkins. En août 1941, le président Roosevelt et le premier ministre Churchill se rencontrèrent à bord de l'USS Augusta, établissant la Charte de l'Atlantique pour décrire les objectifs mutuels d'un système international libéralisé d'après-guerre.
L'opinion publique américaine était encore plus hostile à la guerre et il n'y avait guère d'opposition à un soutien accru à la Chine. Après l'invasion japonaise de la Mandchourie en 1931, les États-Unis articulèrent la doctrine Stimson, du nom du secrétaire d'État Henry L. Stimson, déclarant qu'aucun territoire conquis par la force militaire ne serait reconnu. Les États-Unis se retirèrent également du Traité naval de Washington limitant le tonnage naval en réponse aux violations par le Japon du Traité des neuf puissances et du pacte Briand-Kellogg. L'opposition du public à l'expansionnisme japonais en Asie augmenta durant la seconde guerre sino-japonaise lorsque le service aérien de l'Armée impériale japonaise attaqua et coula la canonnière USS Panay sur le fleuve Yangtsé  lors du massacre de Nankin. Bien qu'ayant accepté les excuses et les indemnités officielles japonaises pour cet incident, le gouvernement américain durcit les restrictions commerciales contre le Japon et augmenta les crédits et l'aide à la Chine. Après l’abrogation du Traité de commerce et de navigation de 1911 du pays avec le Japon, ceux-ci ratifièrent le Pacte tripartite et se lancèrent dans une invasion de l'Indochine française. Les États-Unis réagirent en imposant un embargo complet au Japon par le biais de l'Export Control Act (en) de 1940, en gelant les comptes bancaires japonais, en interrompant les négociations avec les diplomates japonais et en approvisionnant la Chine par la route de Birmanie.

### Volontaires américains

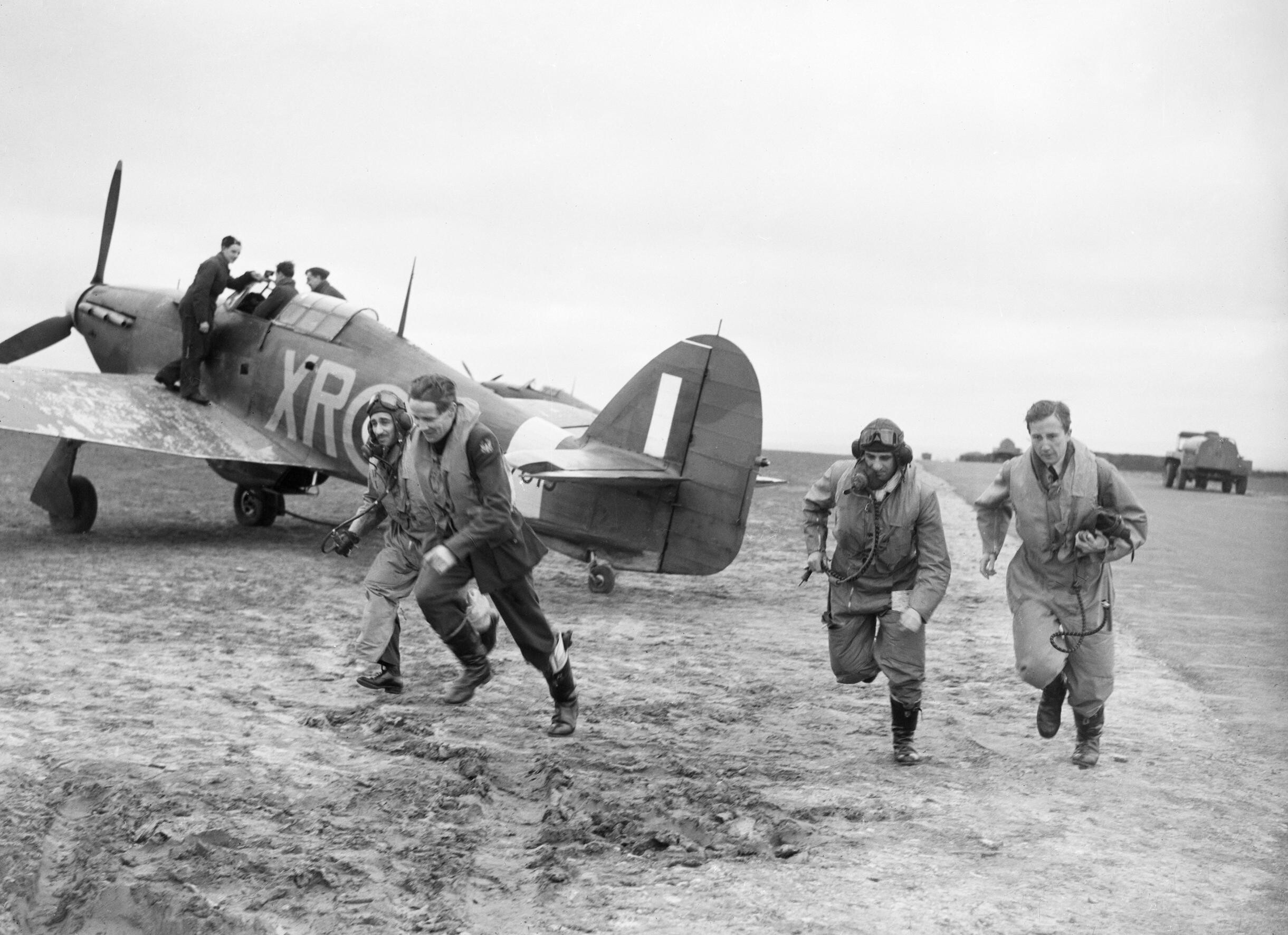
Pilotes américains du 71e escadron Eagle se précipitant vers leurs Hawker Hurricane, 17 mars 1941.

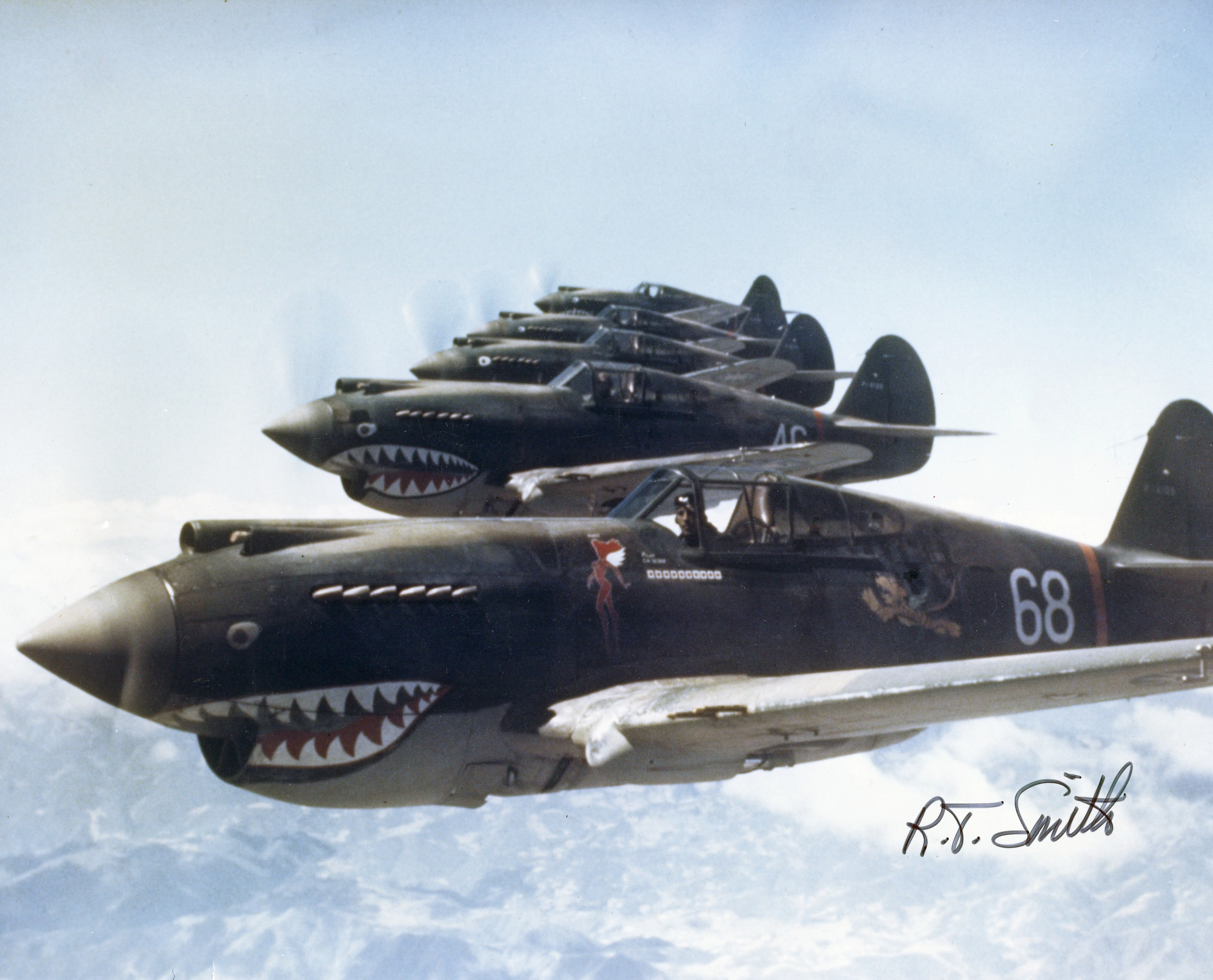
P-40 du 3e escadron, 1er American Volunteer Group (Tigres volants) survolant la Chine, 28 mai 1942.

Avant l'entrée de l'Amérique dans la Seconde Guerre mondiale en décembre 1941, certains Américains se sont portés volontaires pour lutter contre les puissances de l'Axe dans les forces armées d'autres nations. En vertu de la loi américaine, il était interdit aux citoyens des États-Unis de se joindre aux forces armées de nations étrangères et, ce faisant, ils perdaient leur citoyenneté. De nombreux bénévoles américains ont changé leur nationalité en choisissant la canadienne. Cependant, le Congrès adopta un pardon général en 1944. Un mercenaire américain, le colonel Charles Sweeney, vivant à Londres, mit en place un système de recrutement des citoyens américains pour combattre en tant que détachement de volontaires américains dans l'armée de l'air française, mais la France signa l'armistice avant sa mise en œuvre. Pendant la bataille d'Angleterre, 11 pilotes américains ont volé dans la Royal Air Force. Le neveu de Charles Sweeney, également nommé Charles, a formé une unité Home Guard composée de volontaires américains vivant à Londres.
Un exemple notable était les Eagle Squadrons, qui étaient des escadrons de la RAF composés de volontaires américains et de personnel britannique. Le premier à être formé était le 71e escadron le 19 septembre 1940, suivi du 121e escadron le 14 mai 1941 et du 133e escadron le 1er août 1941. 6 700 Américains furent volontaires, mais seulement 244 ont pu servir avec les trois escadrons Eagle ; 16 Britanniques ont également servi comme commandants d'escadron et de vol. Le premier est devenu opérationnel en février 1941 et les escadrons signèrent leur premier succès en juillet 1941. Le 29 septembre 1942, les trois escadrons sont officiellement remis par la RAF à la Huitième Air Force des Forces aériennes américaines et deviennent le 4e Groupe de chasse (Fighter Group). En leur temps avec la RAF, les escadrons prétendent avoir abattu 73½ avions allemands ; 77 Américains et 5 Britanniques ont été tués au combat.
Un autre exemple notable était les Flying Tigers, créés par Claire L. Chennault, un officier à la retraite de l'US Army Air Corps travaillant à Taïwan depuis août 1937, d'abord comme conseiller en aviation militaire auprès du généralissime Tchang Kaï-chek dans les premiers mois du guerre sino-japonaise. Officiellement connu sous le nom de 1st American Volunteer Group (AVG), mais surnommé les Flying Tigers (« Tigres volants »), il s'agissait d'un groupe de pilotes américains déjà en service dans les forces armées américaines et recruté sous l'autorité présidentielle. En tant qu'unité, ils serviraient dans l'armée de l'air chinoise pour lutter contre les Japonais. Le groupe comprenait trois escadrons de chasse d'environ 30 avions chacun. La première mission de combat de l'AVG a eu lieu le 20 décembre 1941, douze jours après l'attaque de Pearl Harbor. Le 4 juillet 1942, l'AVG a été dissous et remplacé par le 23e groupe de chasse de l'USAAF, qui a ensuite été absorbé par la XIV Air Force. Pendant leur séjour dans l'armée de l'air chinoise, ils détruisirent 296 avions ennemis tout en ne perdant que 14 pilotes au combat.

### Système de commande
En 1942, le président Franklin D. Roosevelt a mis en place une nouvelle structure de commandement pour assurer le leadership dans les forces armées américaines tout en conservant l'autorité en tant que commandant en chef avec l'aide du secrétaire à la guerre Henry Stimson avec l'amiral Ernest King en tant que chef des Opérations navales en contrôle complet de la marine et du Corps des Marines par l'intermédiaire de son commandant, puis du lieutenant-général Thomas Holcomb (en) et de son successeur à titre de commandant du Corps des Marines, du lieutenant-général Alexander Vandegrift, du général George C. Marshall en charge de l'armée, et en valeur nominale le contrôle de l'Air Force, qui en pratique était commandée par le général Hap Arnold au nom de Marshall. King était également aux commandes de la garde côtière américaine sous la direction de son amiral Russell R. Waesche (en). Roosevelt a formé un nouvel organe, les Joint Chiefs of Staff, qui a pris les décisions finales sur la stratégie militaire américaine et en tant que principal organe décisionnel des forces armées. Les Joint Chiefs étaient une agence de la Maison-Blanche présidée par l'amiral William Leahy, qui est devenu le conseiller militaire en chef du FDR et le plus haut officier militaire des États-Unis à l'époque.
À mesure de la progression de la guerre, Marshall devint la voix dominante du JCS dans l'élaboration de la stratégie. En ce qui concerne l'Europe, les chefs d'état-major ont rencontré leurs homologues britanniques et ont formé les Combined Chiefs of Staff. Contrairement aux dirigeants politiques des autres grandes puissances, Roosevelt a rarement outrepassé ses conseillers militaires,. Roosevelt évita le Département d'État et mena une diplomatie de haut niveau par le biais de ses collaborateurs, en particulier Harry Hopkins. Étant donné que Hopkins contrôlait également 50 milliards de dollars de fonds de prêt-bail accordés aux Alliés, ceux-ci lui prêtèrent attention.

## Prêt-bail et occupation de l'Islande
« Sans l'effort de guerre américain, les Nations Unies n'auraient jamais pu gagner la guerre. »

 L'année 1940 marque un changement d'attitude aux États-Unis. Les victoires allemandes en France, en Pologne et ailleurs, combinées à la bataille d'Angleterre, ont conduit de nombreux Américains à penser qu'une intervention serait nécessaire. En mars 1941, le programme prêt-bail marque le début de l'expédition d'argent, munitions et vivres vers la Grande-Bretagne, la Chine et (d'ici l'automne) l'Union soviétique.
En 1941, les États-Unis prenaient une part active à la guerre, malgré leur neutralité nominale. Au printemps, les sous-marins allemands ont mis en place leur tactique de « meute de loups » qui menaçait de couper la ligne d'approvisionnement transatlantique ; Roosevelt a étendu la zone de sécurité panaméricaine vers l'est, presque jusqu'à l'Islande. Les patrouilles de neutralité de la marine américaine n'étaient pas réellement neutres car, en pratique, leur fonction était de signaler les mouvements des navires et sous-marins de l'Axe aux marines britannique et canadienne. À partir d'avril, la marine américaine débuta l'escorte des convois alliés du Canada jusqu'au point de rendez vous au milieu de l'Atlantique au sud de l'Islande, où les navires marchands furent remis à la Royal Navy.
Le 16 juin 1941, après négociations avec Churchill, Roosevelt ordonne à l'occupation américaine de l'Islande de remplacer les forces d'invasion britanniques. Le 22 juin 1941, la marine américaine déploya la Task Force 19 (TF 19) de Charleston, en Caroline du Sud, pour se réunir à Argentia, à Terre-Neuve. La TF 19 comprenait 25 navires de guerre et la 1re brigade maritime provisoire de 194 officiers et 3 714 hommes de San Diego, en Californie, sous le commandement du brigadier-général John Marston. La TF 19 appareilla d'Argentia le 1er juillet. Le 7 juillet, la Grande-Bretagne persuada l'Althing d'approuver une force d'occupation américaine dans le cadre d'un accord de défense américano-islandais, qui vit débarquer la force au large de Reykjavik le soir-même. Les Marines américains débarquèrent sur l'île du 8 au 12 juillet. Le 6 août, l'US Navy a établi une base aérienne avec l'arrivée des escadrons de patrouille VP-73 PBY Catalina et VP-74 PBM Mariner. Le personnel de l'armée américaine arriva en Islande en août, et les Marines furent transférés dans le Pacifique en mars 1942. Jusqu'à 40 000 militaires américains furent stationnés sur l'île, surpassant en nombre les hommes islandais adultes (à l'époque, l'Islande comptait environ 120 000 habitants). Selon l'accord, l'armée américaine devait rester jusqu'à la fin de la guerre (bien que la présence militaire américaine en Islande fut effective jusqu'en 2006, l'Islande d'après-guerre étant devenue membre de l'OTAN).
Des navires de guerre américains escortant des convois alliés dans l'Atlantique Ouest eurent plusieurs escarmouches avec des sous-marins. Le 4 septembre, un sous-marin allemand a attaqué le destroyer USS Greer au large de l'Islande. Une semaine plus tard, ordre est donné aux navires de guerre américains de ne pas hésiter à attaquer des sous-marins à vue. Un sous-marin fit feu sur l'USS Kearny alors qu'il escortait un convoi marchand britannique. L'USS Reuben James fut quant à lui coulé par l'U-552 le 31 octobre 1941.

## Théâtres européens et nord-africains

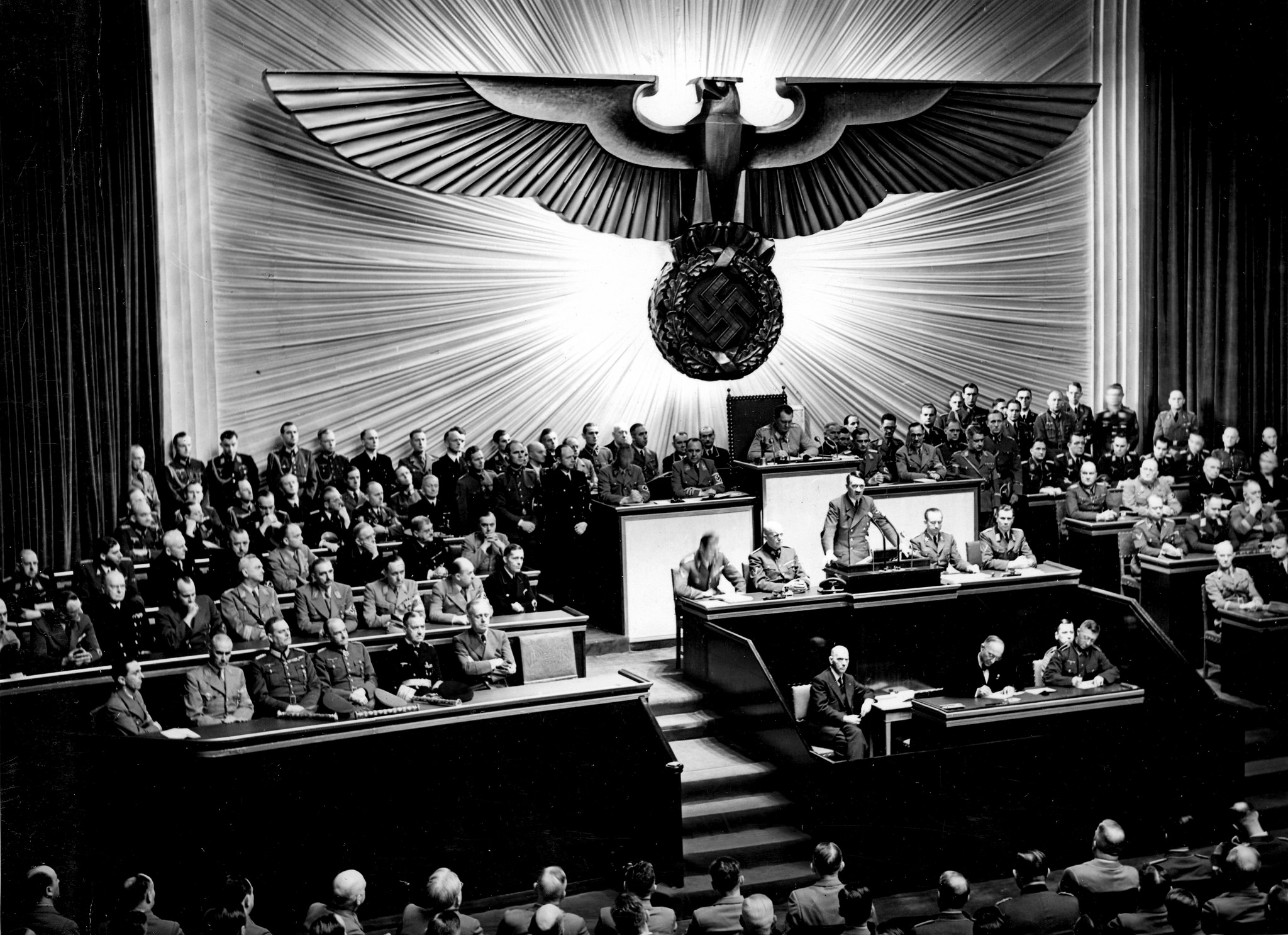
Discours d’Hitler devant les députés du Reichstag réunis à l’opéra Kroll, le 11 décembre 1941, déclarant la guerre aux États-Unis.

Le 11 décembre 1941, l'Allemagne nazie d'Adolf Hitler et l'Italie de Benito Mussolini déclarent la guerre aux États-Unis.

### L'Europe d'abord

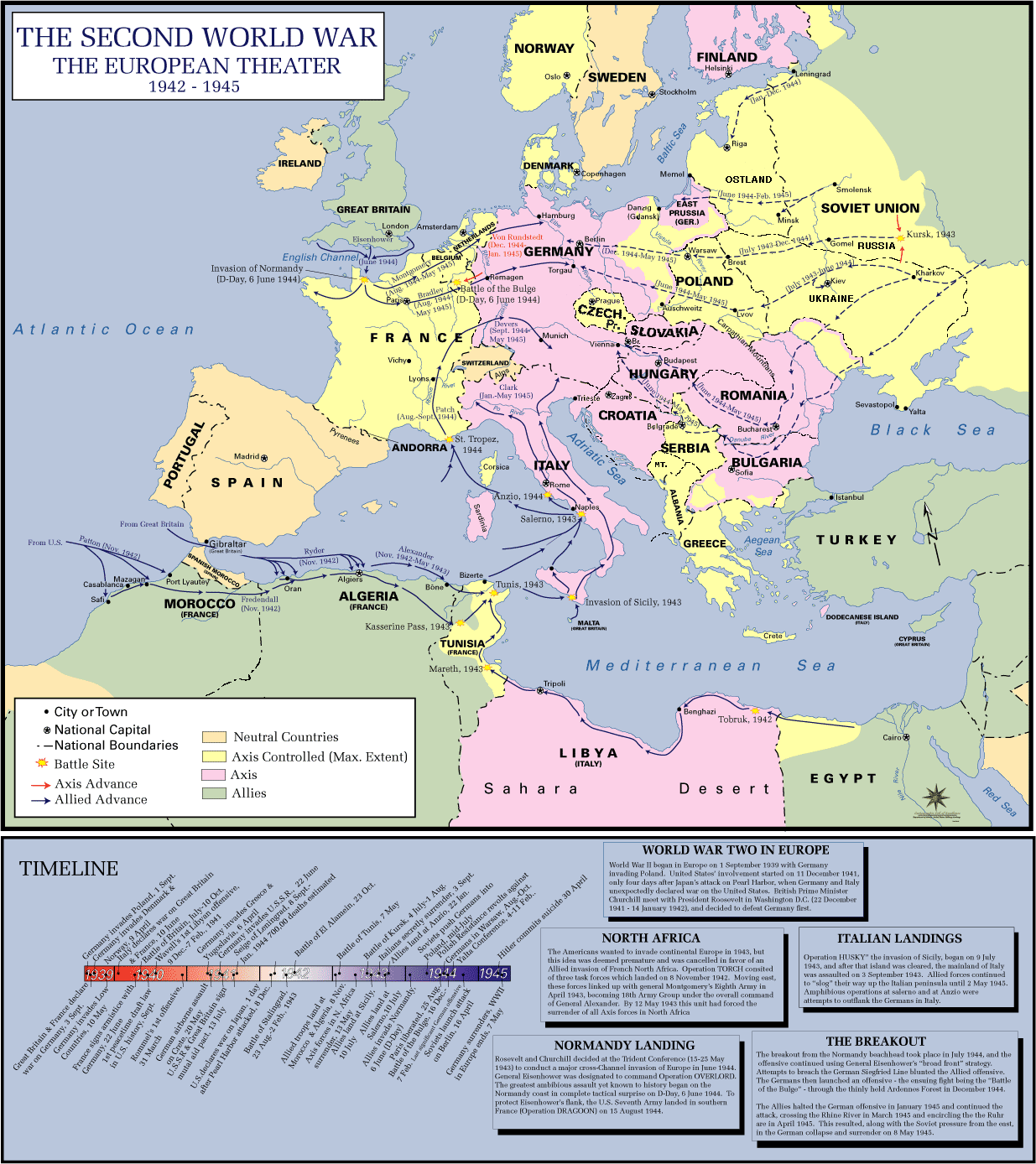
Les conquêtes alliés de l'Europe sous domination nazie.

La grande stratégie établie des Alliés vise dans un premier temps à vaincre l'Allemagne et ses alliés en Europe, pour ensuite se focaliser sur le Japon. En effet, deux des capitales des forces alliées, Londres et Moscou, sont sous la menace directe de l'expansion territoriale allemande ininterrompue depuis septembre 1939, tandis qu'aucune des grandes capitales alliées en Asie n'est menacée par l'Empire japonais. Le Troisième Reich s'avère être la principale menace du Royaume-Uni, particulièrement après la chute de la France en 1940, qui vit celui-ci envahir la plupart des pays d'Europe occidentale, laissant le Royaume-Uni seul dans la lutte contre le nazisme. L'opération Sea Lion, plan d'invasion allemand de la Grande-Bretagne, est évité notamment grâce à la supériorité aérienne britannique acquise lors de la bataille d'Angleterre. Dans le même temps, une guerre avec le Japon en Asie de l'Est semble de plus en plus inévitable. Bien avant l'officialisation de la guerre contre les forces de l'Axe, les États-Unis et le Royaume-Uni se rencontrèrent à plusieurs reprises pour formuler des stratégies conjointes.
Dans le rapport du 29 mars 1941 de la conférence ABC-1, les Américains et les Britanniques font part de leurs objectifs stratégiques principaux : #1 « La défaite précoce de l'Allemagne en tant que membre prédominant de l'Axe, l'effort militaire principal des États-Unis étant exercée dans la zone atlantique et européenne » ; et #2 « Une défense stratégique en Extrême-Orient ». Ainsi, Américains et Britanniques se mirent d'accord d'opter pour la stratégie de « l'Europe d'abord » (ou « l'Allemagne d'abord ») pour mener à bien des opérations militaires conjointes.
Le Royaume-Uni craint un possible désengagement des États-Unis en Europe vers le Pacifique, ce qui permettrait à Hitler de s'emparer à la fois l'Union soviétique et la Grande-Bretagne, afin d'établir définitivement sa domination en Europe. Cependant, le revers infligé aux États-Unis par le Japon à Pearl Harbor le 7 décembre 1941 n’entraînera aucun changement de la politique étrangère américaine. Le Premier ministre Winston Churchill se précipita à Washington peu de temps après l'attaque pour la conférence Arcadia, enterrant ainsi les doutes sur le plan Europe First. Il cite : « nonobstant l'entrée du Japon dans la guerre, l'Allemagne demeure toujours notre ennemi principal. Sa défaite est la clé de la victoire. Une fois celle-ci vaincue, l'effondrement de l'Italie et la défaite du Japon suivra ».

### Bataille de l'Atlantique
La bataille de l'Atlantique est la plus longue campagne militaire continue de la Seconde Guerre mondiale, s'étalant de 1939 à la défaite de l'Allemagne en 1945. Son principal objectif résida dans un blocus naval allié de l'Allemagne, annoncé le lendemain de la déclaration de guerre, et le contre-blocus ultérieur de celle-ci. Les affrontements atteignent leurs apogées du milieu des années 1940 jusqu'à la fin de 1943.
La bataille de l'Atlantique a opposé des U-Boots et autres navires de guerre de la Kriegsmarine et des avions de la Luftwaffe aux navires de la Marine royale canadienne, la Royal Navy, l'US Navy et la marine marchande alliée. Les convois, transitant principalement d'Amérique du Nord au Royaume-Uni et l'Union soviétique, étaient pour la plupart protégés par les marines et les forces aériennes britanniques et canadiennes. Ces forces furent assistées par des navires et des avions américains à partir du 13 septembre 1941. Les Allemands furent quant à eux rejoints par des sous-marins de la Marine royale italienne après l'entrée en guerre de leur allié le 10 juin 1940.

### OpérationTorch

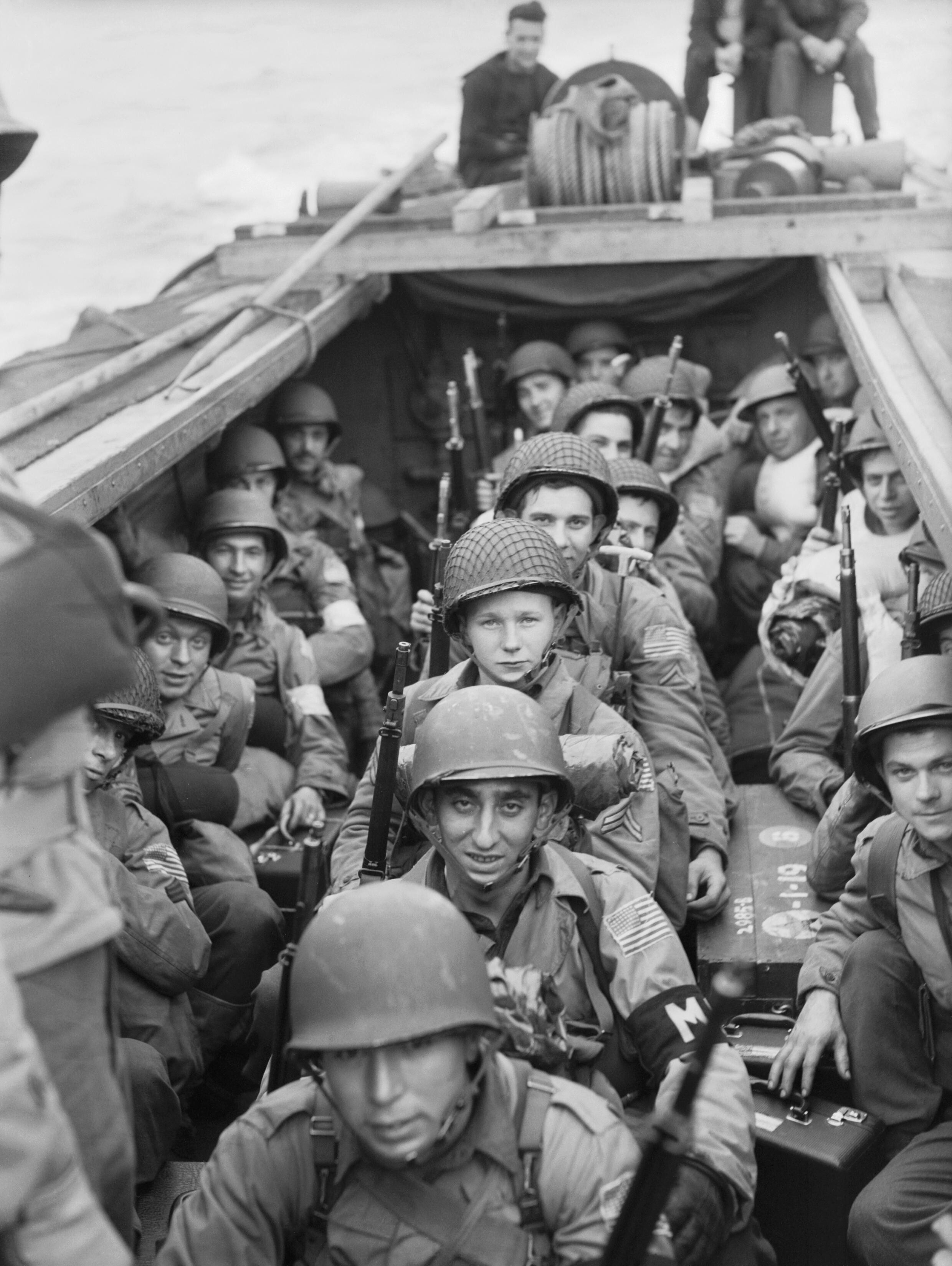
Troupes américaines à bord d'une péniche de débarquement à Oran en novembre 1942.

Les États-Unis connurent leur baptême du feu sur le front de l'Ouest lors de l'opération Torch le 8 novembre 1942, après l'ouverture d'un deuxième front contre les Allemands à la demande de leur allié soviétique. Le général Dwight Eisenhower supervisa l'assaut en l'Afrique du Nord et le général de division George Patton commanda ensuite le débarquement de 24 000 hommes autour de Casablanca, au Maroc, le 8 novembre 1942.

### Victoire alliée en Afrique du Nord
Les forces américaines furent mis à dure épreuve dès le début de la campagne d'Afrique du Nord. Au début de 1943, l'armée américaine a subi une cinglante défaite lors de la bataille de Kasserine en février. La haute direction alliée, principal responsable de l'échec, subit des querelles internes entre le général américain Lloyd Fredendall et les Britanniques qui ont conduit à la méfiance et à peu de communication, provoquant un placement inadéquat des troupes. L'étude de ce premier engagement désastreux entraîne une réaction immédiate. Le commandant du 2e corps américain, Lloyd Fredendall, est relevé de son commandement et ne prendra plus part à une action militaire jusqu'à la fin de la guerre. Dwight Eisenhower se rend compte que le général Omar Bradley et d'autres subordonnés de Fredendall n'avaient aucune confiance en son commandement. Ce jugement fut confirmé par le commandant de la première armée britannique, le lieutenant général Kenneth Anderson qui le qualifia d'incompétent. Le 6 mars, le général George Patton prend le commandement du 2e corps américain avec pour mission d'en améliorer l'efficacité. Bradley est nommé assistant du commandant de corps.
Lentement, les Alliés parviennent à stopper l'avance allemande en Tunisie, finissant par les repousser au mois de mars. À la mi-avril, sous la direction du général britannique Bernard Montgomery, les Alliés franchissent la ligne Mareth et brisent la défense de l'Axe en Afrique du Nord. Le 13 mai 1943, la reddition des troupes de l'Axe en Afrique du Nord permettent aux Alliés la capture de 275 000 prisonniers de guerre. Les efforts alliés se tournent alors vers l'Italie, et plus particulièrement la Sicile.

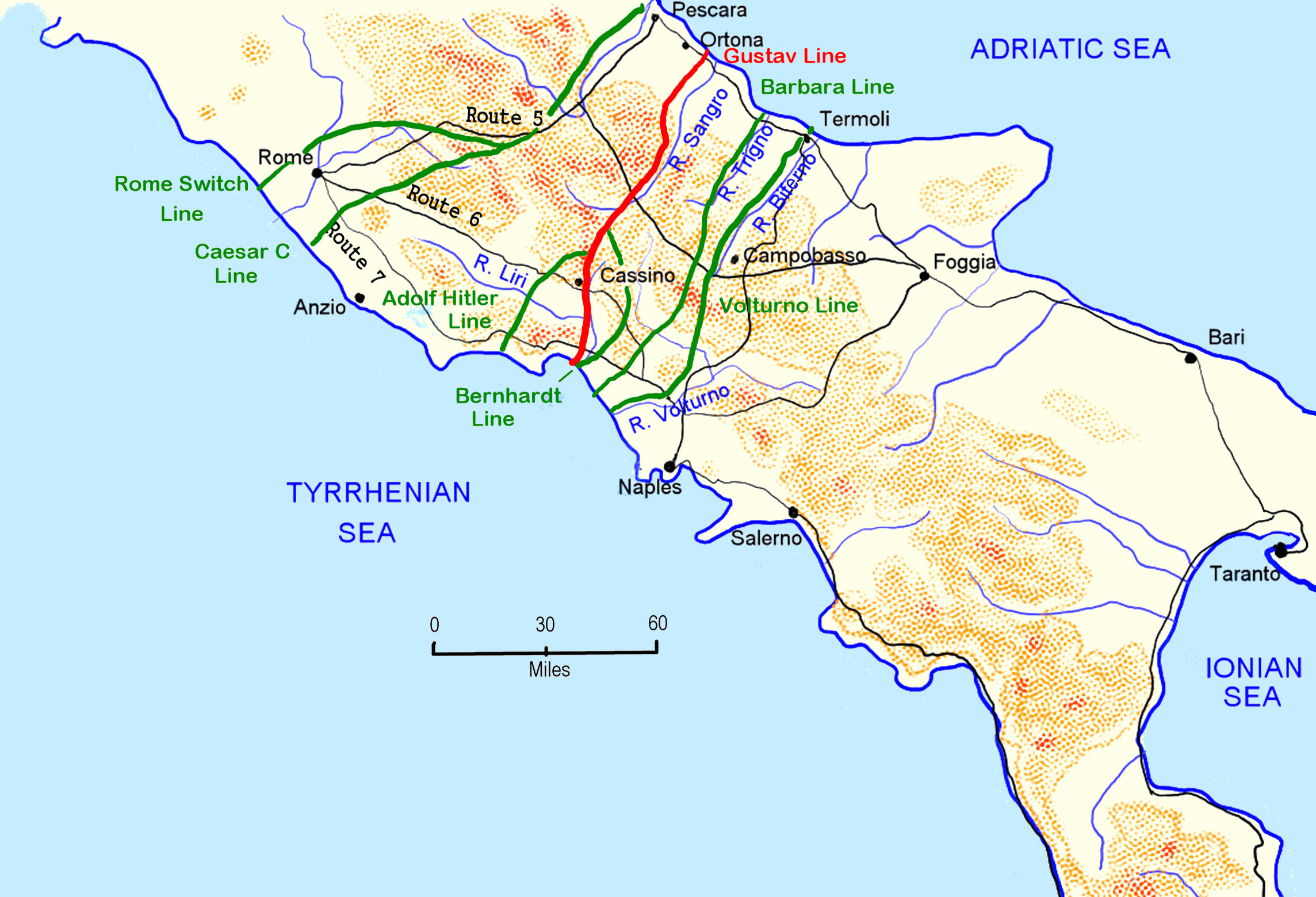
La situation au sud de Rome montrant les lignes défensives mises en place par les Allemands.

### Invasion de la Sicile et de l'Italie
Le premier tremplin pour la libération alliée de l'Europe a été d'envahir l'Europe par l'Italie. Lancée le 9 juillet 1943, l'opération Husky était, à l'époque, la plus grande opération amphibie jamais entreprise. L'assaut maritime américain de la 7e armée américaine a mis pieds à terre sur la côte sud de la Sicile entre la ville de Licata à l'ouest, et Scoglitti à l'est et des unités de la 82e division aéroportée parachutées avant le débarquement.
Malgré le mauvais temps, l'opération fut un succès au cours duquel les Alliés exploitèrent immédiatement leurs acquis. Le 11 août, face à la situation dramatique, les soldats de l'Axe sont évacués vers le continent italien, via Messine. Le 17 août marque le contrôle total de l'île par les Alliés, la 7e armée américaine ayant perdu au cours de cette bataille 8 781 hommes (2 237 tués ou disparus, 5 946 blessés et 598 capturés).
Après la victoire alliée en Sicile, l'avis de la population italienne bascule en faveur de l’arrêt de la guerre tout en rejetant le Duce Benito Mussolini. Celui-ci est démis de ses fonctions, après un vote de défiance du Grand Conseil du fascisme, par le roi Victor-Emmanuel III peu après ; cette opportunité est saisie par les Alliés, espérant une résistance italienne affaiblie. Les troupes débarquent sur la péninsule italienne le 3 septembre 1943 et la radio italienne annonce la capitulation sans condition de l'Italie cinq jours après. Cependant l'État fantoche fasciste établi par Benito Mussolini, la République sociale italienne, est mis en place à la fin du mois.
Les premières troupes américaines, la 5e armée, débarquèrent à Salerne le 9 septembre 1943. Les troupes allemandes en Italie, s'étant préparées à une éventuelle opération amphibie, lancèrent de violentes contre-attaques après la consolidation d'une tête de pont par les troupes alliées à Salerne. L'opération de l'Axe fut un échec et les Allemands battirent en retraite le 16 septembre, mettant en place à partir d'octobre 1943 des lignes défensives à travers le centre de l'Italie, la principale étant connue sous le nom de Ligne Gustave. La 5e armée américaine a franchi les deux premières lignes en octobre et novembre 1943. À l'approche de l'hiver, les Alliés progressent lentement en raison des conditions météorologiques et du terrain difficile contre la ligne d'hiver allemande fortement défendue ; parvenant cependant à percer la ligne Bernhardt en janvier 1944. Au début de 1944, l'attention des Alliés s'étant tournée vers le front occidental, ceux-ci subirent de lourdes pertes en essayant de franchir la ligne d'hiver à Monte Cassino. Ils ont débarqué à Anzio le 22 janvier 1944 dans le but de déborder la ligne Gustav et d'en retirer les forces de l'Axe pour permettre aux troupes alliées une percée. Après une trop lente progression de leur part, les Allemands ont contre-attaqué en février, mais sans grand succès ; après des mois d'impasse, l'offensive alliée réussit en mai 1944 et Rome tombe aux mains des Alliés le 4 juin 1944.
Après l'invasion de la Normandie le 6 juin 1944, l'équivalent de sept divisions américaines et françaises quittent l'Italie pour participer à l'opération Dragoon : les débarquements alliés dans le sud de la France. Cependant, les forces américaines restantes en Italie se heurtent à la ligne gothique dans le nord de l'Italie, dernière ligne défensive majeure. D'août 1944 à mars 1945, malgré le franchissement laborieux des défenses, les Alliés n'ont pas réussi à avancer convenablement dans les plaines de Lombardie avant que la météo hivernale ne rende de nouvelles progressions impossibles. En avril 1945, les troupes ont franchi les positions restantes de l'Axe pendant l'opération Grapeshot, mettant fin à la campagne d'Italie le 2 mai 1945. Les forces américaines en Italie continentale déplorent à la fin de la campagne de 114 000 à 119 000 morts.

### Bombardements stratégiques

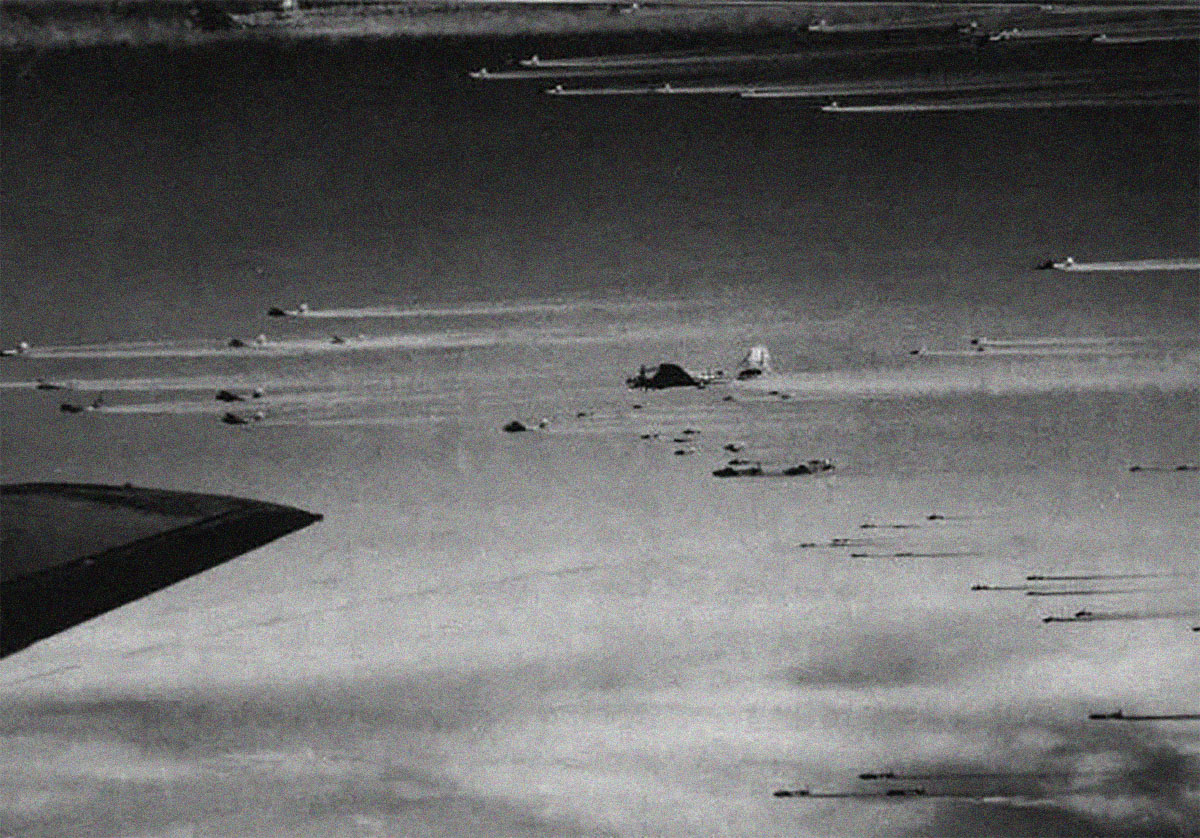
Flot de bombardiers américains B-17.

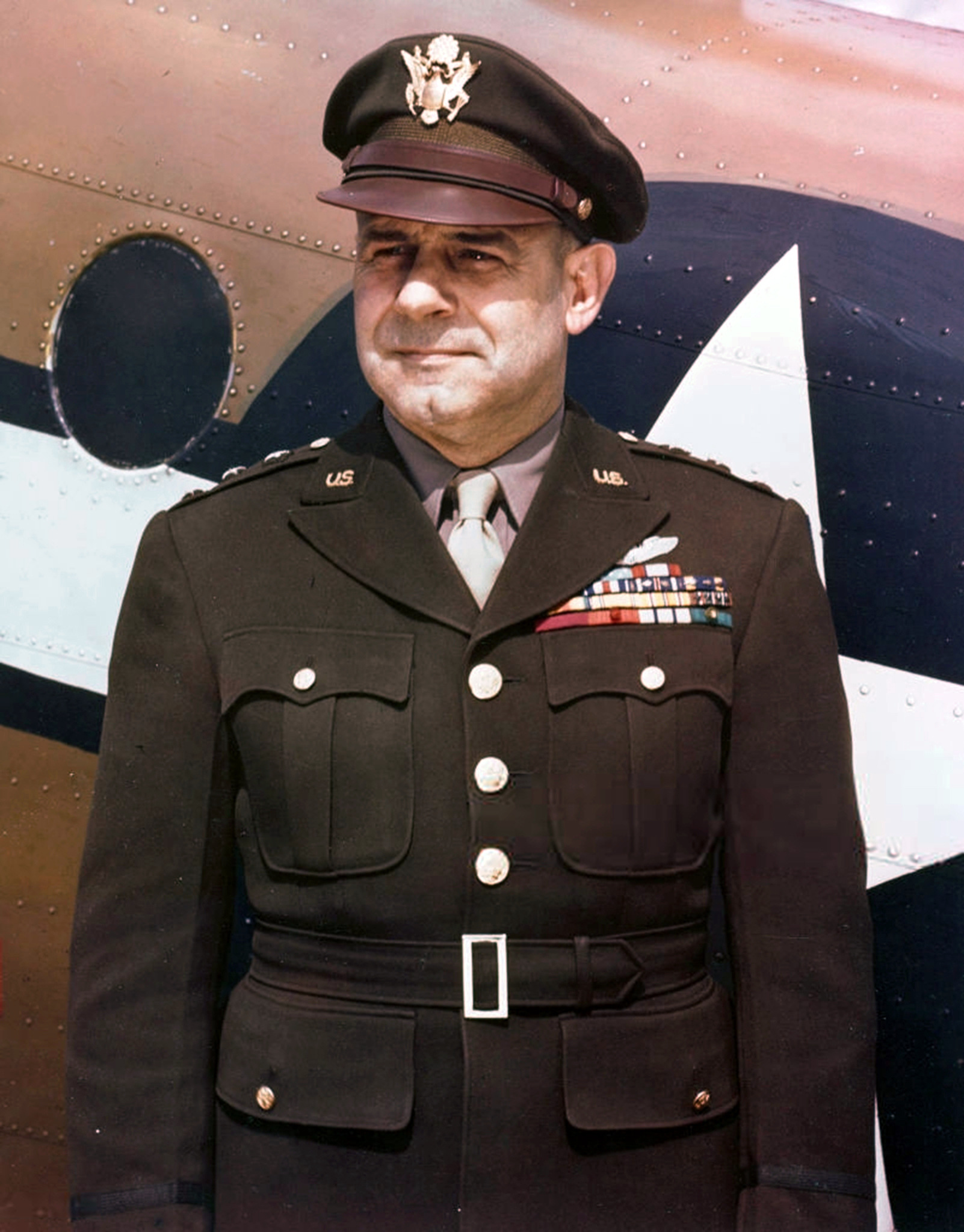
Jimmy Doolittle, commandant de la huitième Force aérienne de janvier 1944 à mai 1945.

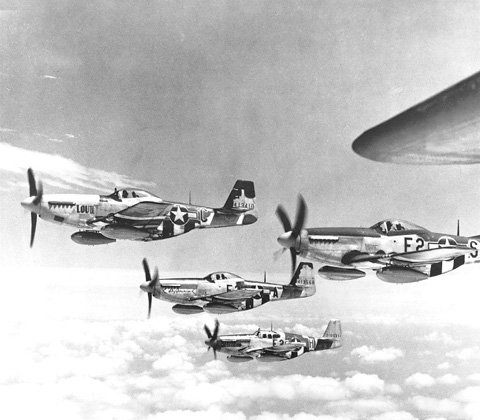
Un groupe de trois P-51D et un P-51B (en arrière-plan) du 375th Fighter Squadron (361st Fighter Group) équipés de réservoirs largables de 420 litres, le 26 juillet 1944.

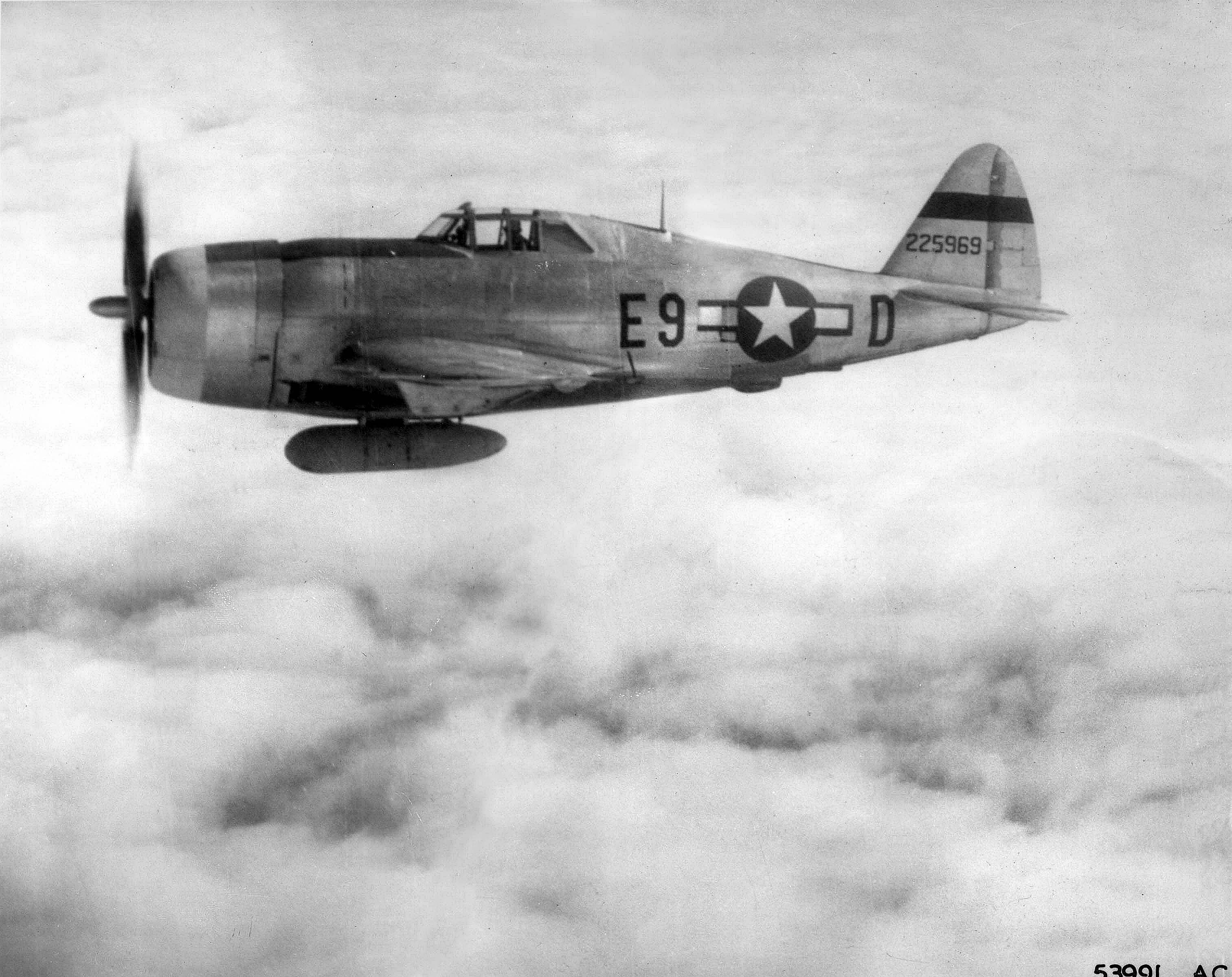
Republic P-47 Thunderbolt, 1944.

De nombreux bombardements ont été lancés par les États-Unis visant le cœur industriel de l'Allemagne. En utilisant la haute altitude du B-17, les raids furent menés en plein jour afin d'avoir une précision optimale.
L'escorte de chasseurs adéquate étant rarement disponible, les bombardiers volaient en formations serrées, permettant à chaque bombardier un tir nourri de mitrailleuse M2 chevauchant la défense antiaérienne. Cependant, ce type de formations ne permettait pas d'échapper au feu des chasseurs de la Luftwaffe, subissant de lourdes pertes parmi les équipages de bombardiers, notamment lors de l'opération Double Strike. L'introduction du P-51 Mustang à long rayon d'action permettra de limiter les pertes lors des grands raids de bombardiers stratégiques de jour au-dessus de l'Allemagne.
Au milieu de 1942, les forces aériennes de l'armée américaine (USAAF) ont rejoint le Royaume-Uni afin d'effectuer des raids à travers la Manche. Les bombardiers B-17 de la huitième Force aérienne de l'USAAF étaient appelés « forteresses volantes » en raison de leur armement défensif lourd de dix à douze mitrailleuses et de leur blindage. En revanche, cette amélioration ne permettait qu'un transport de charges de bombes plus faible qu'un chasseur bombardier britannique.
De plus, les commandants de l'USAAF à Washington DC et en Grande-Bretagne ont adopté la stratégie d'affrontement de front face à la Luftwaffe, lors de raids aériens de plus en plus imposants menés par des bombardiers se défendant mutuellement, survolant l'Allemagne, l'Autriche et la France à haute altitude en plein jour. En outre, le gouvernement américain et l'état-major des forces aériennes de l'armée furent réticents à bombarder aveuglément les villes et villages ennemis. Face à l'utilisation du B-17 équipé du viseur Norden, ceux-ci estimèrent que l'USAAF devait être en mesure d'effectuer des « bombardements de précision » sur des sites vitaux de l'effort de guerre allemand : usines, bases navales, chantiers navals, gares de chemin de fer, jonctions ferroviaires, centrales électriques, aciéries, aérodromes, etc.
En janvier 1943, lors de la conférence de Casablanca, les opérations de la RAF Bomber Command contre l'Allemagne furent renforcées par l'USAAF dans un plan d'opérations combinées offensives appelé opération Pointblank. Le chef d'état-major de la British Air Staff MRAF, Charles Portal, a été chargé de la « direction stratégique » des bombardements anglo-américains. Le texte de la directive de Casablanca fut rédigé comme suit : « Votre objectif principal sera la destruction et la dislocation progressives du système militaire, industriel et économique allemand et l'affaiblissement du moral du peuple allemand au point où sa capacité de résistance armée est fatalement affaiblie ». Au début de l'offensive de bombardement stratégique combinée du 4 mars 1943, ils purent compter sur 669 bombardiers lourds de la RAF et 303 de l'USAAF disponibles.
Les dirigeants de l'USAAF ont fermement maintenu la revendication de « bombardements de précision » de cibles militaires pendant une grande partie de la guerre, rejetant les allégations selon lesquelles les villes furent visées. La 8e Air Force reçut les premiers radars H2X en décembre 1943. Cependant, les deux semaines suivant l'arrivée de ces six premiers radars, le commandement leur donnèrent la permission de bombarder une ville à l'aide de H2X et continua d'autoriser, en moyenne, une attaque de ce type par semaine jusqu'à la fin de la guerre en Europe.
En réalité, le bombardement en journée était un « bombardement de précision » uniquement dans le sens où la plupart des bombes tombaient quelque part près d'une cible désignée spécifique telle qu'une gare de triage. Classiquement, les forces aériennes désignent comme « la zone cible » un cercle ayant un rayon de 1 000 pieds autour du point d'attaque visé. Bien qu'ayant amélioré leur précision tout au long de la guerre, les études d'enquêtes montrent que, dans l'ensemble, seulement 20 % des bombes visant des cibles de précision se trouvaient en effet dans cette zone ciblée. À l'automne 1944, seulement 7% des bombes larguées par la 8e Force aérienne explosèrent à moins de 1 000 pieds de leur point de visée. La seule munition offensive auto-guidée possédée par l'USAAF, le VB-1 Azon, eut un service très limité en Europe et au théâtre CBI à la fin de la guerre.
Néanmoins, le tonnage d'explosifs largué de jour comme de nuit a finalement été suffisant pour causer des dommages considérables et, plus important encore d'un point de vue militaire, a forcé l'Allemagne à détourner des ressources pour y faire face. Cela fut la véritable signification de la campagne de bombardement stratégique alliée — l'allocation des ressources. Dans le but d'améliorer les capacités de bombardement de feu de l'armée de l'air américaine, un village allemand sous forme de maquette a été construit et incendié à plusieurs reprises. Il contenait des répliques à grande échelle de maisons résidentielles allemandes. Les attaques à la bombe incendiaires se sont avérées très efficaces, lors d'une seule attaque contre la ville de Hambourg en 1943, environ 50 000 civils ont été tués et pratiquement toute la ville détruite.
Avec l'arrivée de la toute nouvelle Fifth Air Force, basée en Italie, le commandement des US Air Forces en Europe a été consolidé au sein des United States Strategic Air Forces (USAFE). Avec la mise en service de l'aéronef P-51, l'offensive combinée de bombardiers reprit de plus belle. Les planificateurs prirent pour cible la Luftwaffe lors d'une opération connue sous le nom de « grande semaine » (20-25 février 1944) qui fut un succès — les pertes considérables ont contraint les planificateurs allemands à une dispersion hâtive de l'industrie, la cadence de production ne fut jamais complètement redressée.
Le limogeage du général Ira Eaker fin 1943 en tant que commandant de la Eighth Air Force et son remplacement par la légende de l'aviation américaine, le major-général James H. Doolittle signala un changement dans la façon dont l'effort de bombardement américain s'est déroulé en Europe. L'influence majeure de Doolittle sur la guerre aérienne européenne fut démontré au début de l'année lorsqu'il changea de politique en exigeant aux chasseurs d'escorte d’opérer avec les bombardiers à tout moment. Avec sa permission, initialement effectuée avec des P-38 et P-47, les deux types précédents furent progressivement remplacés par des P-51 à longue portée au fil du printemps 1944, les pilotes de chasse américains en mission de défense des bombardiers volaient principalement loin devant les formations « box de combat » (type de formation tactique) : chargés de « dégager le ciel » de tout chasseur de la Luftwaffe se dirigeant vers la cible afin d'avoir la suprématie aérienne. Dans le cadre de cette stratégie révolutionnaire, en particulier après que les bombardiers eurent atteint leurs cibles, les chasseurs de l'USAAF étaient alors libres de mitrailler les aérodromes et les transports allemands tout en retournant à la base, contribuant de manière significative à la réalisation de la supériorité aérienne des forces aériennes alliées sur l'Europe.
Le 27 mars 1944, les chefs d'état-major combinés ont donné des ordres accordant le contrôle de toutes les forces aériennes alliées en Europe, y compris les bombardiers stratégiques, au général Dwight D. Eisenhower, le commandant suprême des forces alliées, qui délégua le commandement à son adjoint au SHAEF, l'Air Chief Marshal Arthur Tedder. Certains, notamment Winston Churchill, Harris et Carl Spaatz firent part de leur désaccord lors d'un débat, mais celui-ci passa finalement sous contrôle du quartier général SHAEF le 1er avril 1944. Lorsque l'offensive combinée de bombardiers prit officiellement fin le 1er avril, les aviateurs alliés étaient en bonne voie d'atteindre la supériorité aérienne sur toute l'Europe. Alors qu'ils poursuivaient certains bombardements stratégiques, l'USAAF et la RAF tournèrent leur attention vers la bataille aérienne tactique à l'appui de l'invasion de la Normandie. Ce n'est qu'à la mi-septembre que la campagne de bombardements stratégiques de l'Allemagne redevint la priorité de l'USAFE.
Les campagnes jumelles — l'USAAF le jour, la RAF la nuit — se sont transformées en bombardements massifs de zones industrielles allemandes, notamment de la Ruhr, suivis d'attaques directes contre des villes telles que Hambourg, Cassel, Pforzheim, Mayence et le bombardement souvent critiqué de Dresde.

### OpérationOverlord

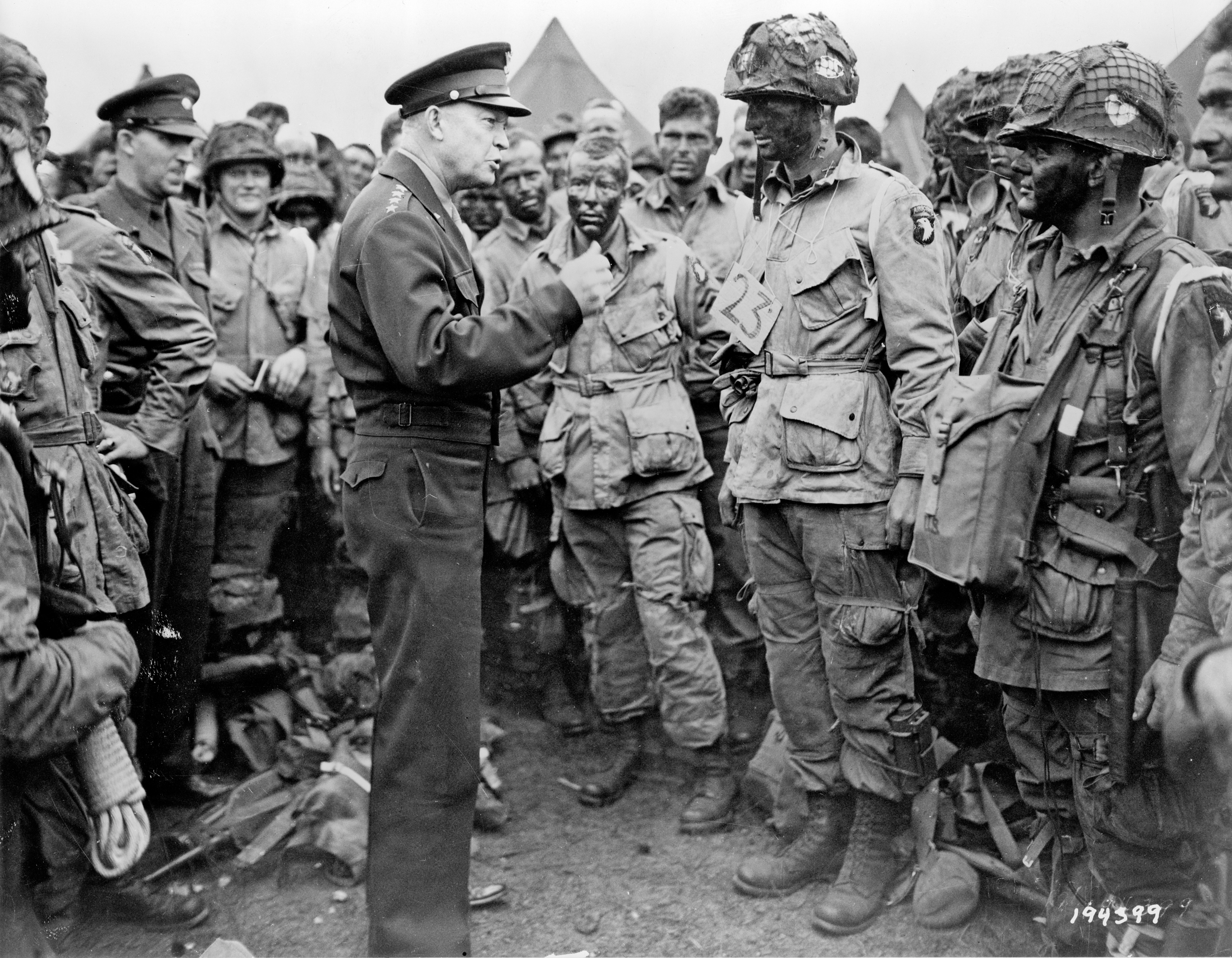
Eisenhower s'entretenant avec les hommes du PIR (Parachute Infantry Regiment) de la division Aéroportée quelques heures avant leurs parachutages. Aérodrome de Greenham Common, Angleterre (5 juin 1944).

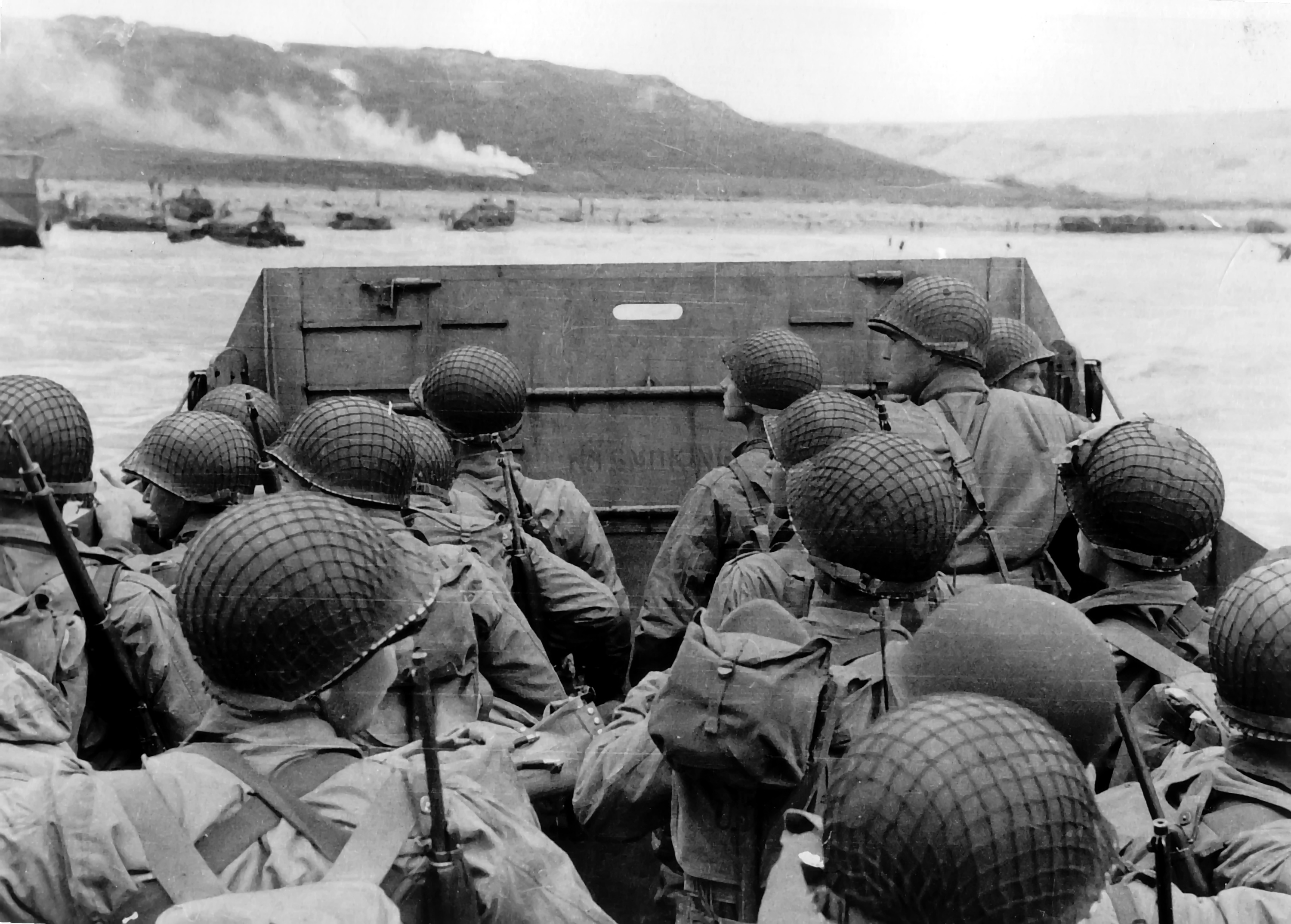
Troupes américaines approchant d'Omaha Beach.

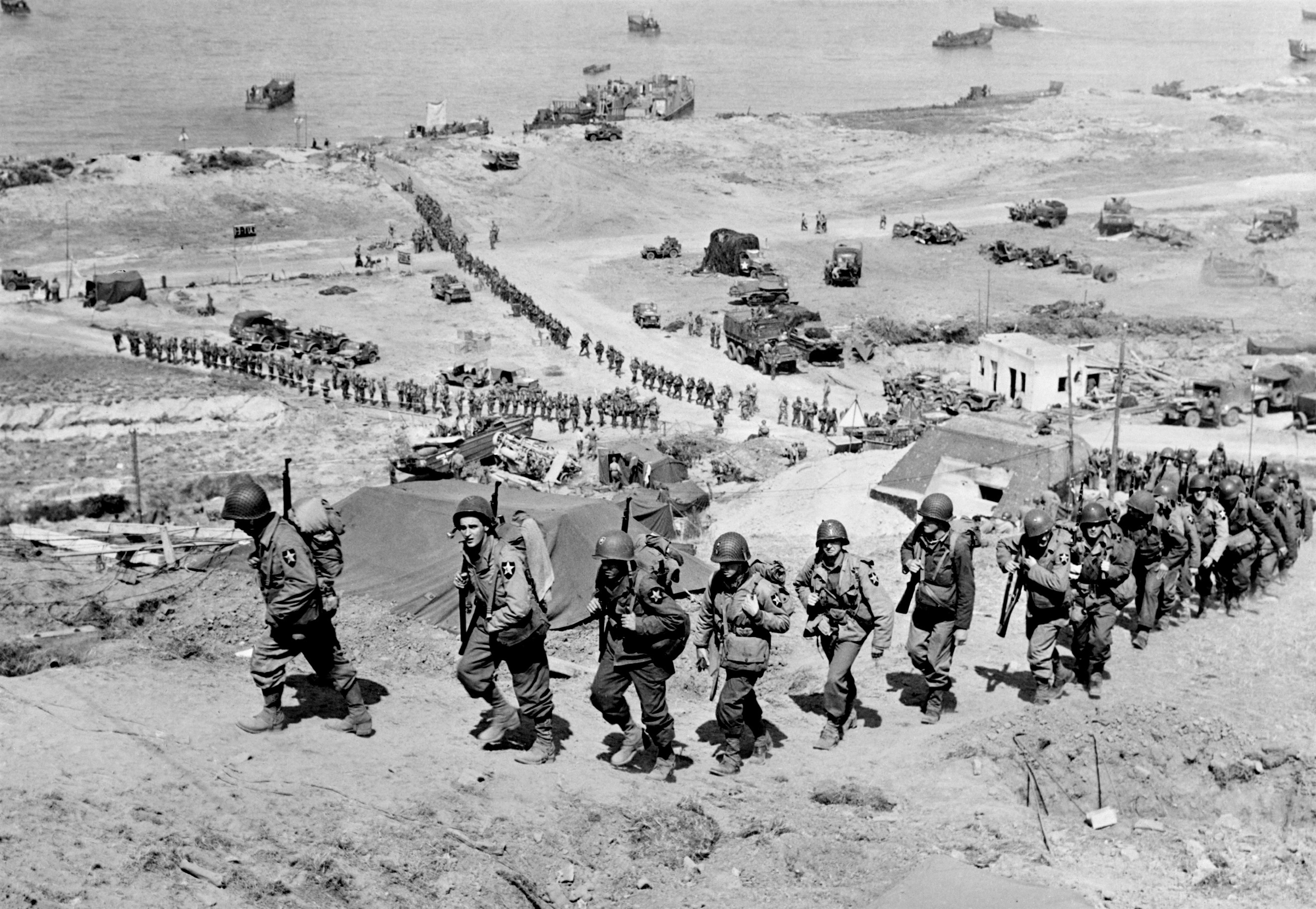
Troupes de la 2e division d'infanterie remontant Omaha Beach à Saint-Laurent-sur-Mer (J + 1, le 7 juin 1944).

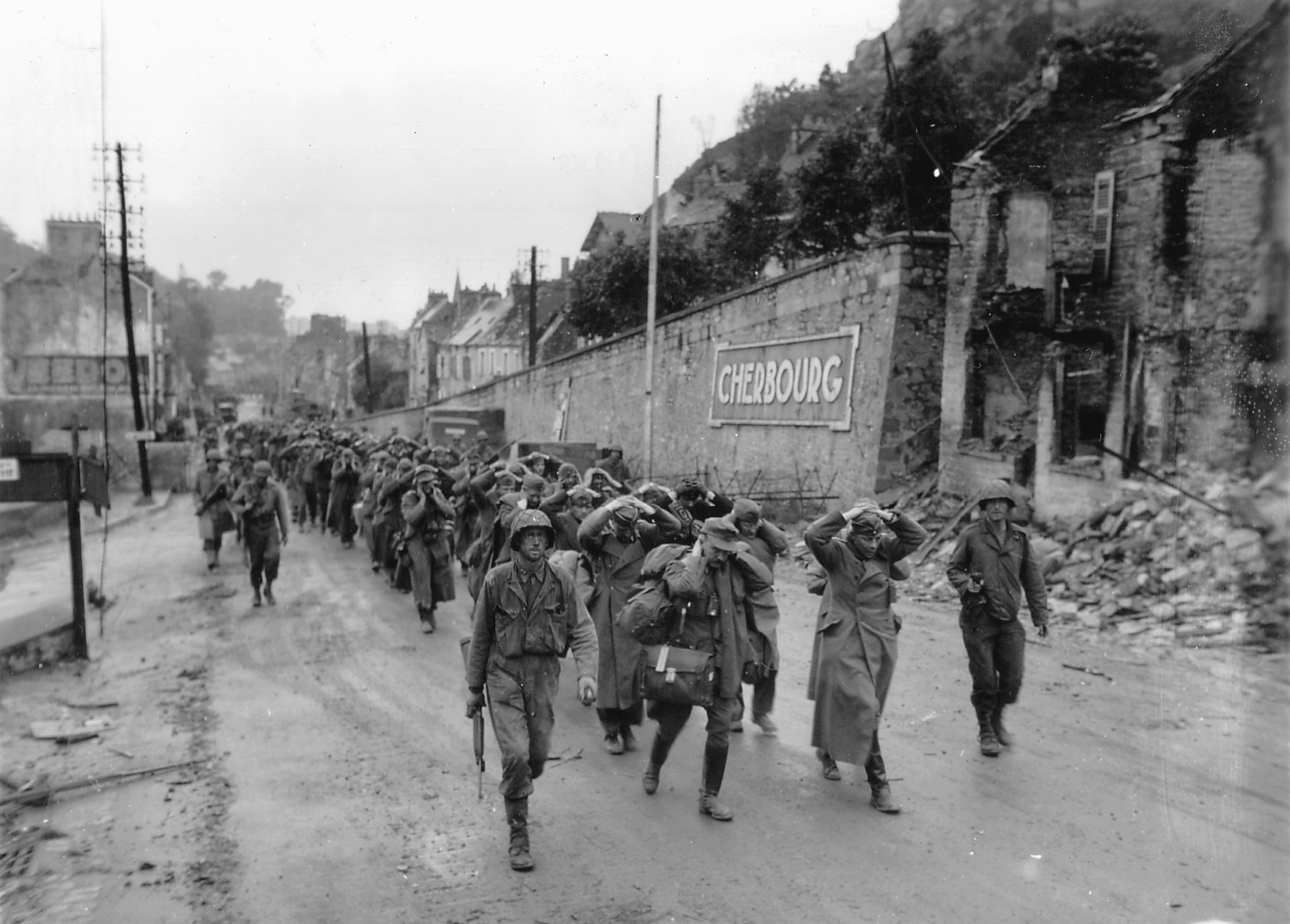
Prisonniers de guerre allemands escortés par des soldats américains à Cherbourg, 1944.

Le deuxième front européen que les Soviétiques avaient réclamé fut finalement établi le 6 juin 1944, lorsque les Alliés lancèrent l'invasion de la Normandie. Le commandant suprême des forces alliées, le général Dwight D. Eisenhower, avait retardé l'attaque en raison du mauvais temps, puis finalement ordonné le lancement du plus grand assaut amphibie de l'histoire.
Après des bombardements prolongés sur la côte française par l'armée de l'air, 225 Rangers escaladèrent les falaises de la Pointe du Hoc sous un feu ennemi intense. Également, avant le début de l'assaut, les 82e et 101e divisions aéroportées américaines furent parachutées derrière les plages de la France occupée, dans le but de protéger les débarquements à venir. Beaucoup de parachutistes n'ont pas été largués sur leurs zones d'atterrissage prévues et ont été dispersés dans toute la Normandie.
Pendant que les parachutistes se frayaient un chemin à travers les haies, les principaux débarquements amphibies ont débuté. Les Américains débarquèrent sur les plages appelées « Omaha » et « Utah ». Les embarcations de débarquement à destination d'Utah, comme tant d'autres unités, ont dévié du bon cap, débarquant à deux kilomètres de la cible. La 4e division d'infanterie a fait face à une faible résistance lors du débarquement et, dans l'après-midi, s'est jointe à des parachutistes s'étant frayé un chemin vers la côte.
À Omaha, les Allemands avaient préparé les plages avec des mines terrestres, des hérissons tchèques et des portes belges en prévision d'une invasion. Ironie du sort, les renseignements allemands avaient confié à la 714e division, novice en la matière, la responsabilité de la défense de la plage, avant d'être remplacée par une division plus entraînée et expérimentée, la 352e, quelques jours avant les débarquements. En conséquence, les soldats des 1re et 29e divisions d'infanterie ont été immobilisés par des tirs ennemis immédiatement après avoir quitté leur péniche de débarquement. Dans certains cas, des péniches de débarquement encore remplies d'hommes ont été fauchées par les défenses allemandes bien positionnées. Les pertes étant de plus en plus importantes, les soldats ont formé des unités impromptues en avançant dans le chaos à l'intérieur des terres.
De petites unités parviennent alors à se frayer un chemin à travers les champs de mines surplombant les fortifications allemandes équipées de mitrailleuses. Certains parviennent à se faufiler en les attaquant par l'arrière, qui, en nettoyant le blockhaus, permettent aux unités suivantes de débarquer en toute sécurité.
À la fin de la journée, les Américains déplorent 6 000 victimes. Omaha Beach est le nom de code de l'un des cinq secteurs de l'invasion alliée de la France occupée par les Allemands au débarquement en Normandie le 6 juin 1944. La plage de 8 km de long est située sur la côte de la Normandie, en France, face à la Manche, à l'est de Sainte-Honorine-des-Pertes, à l'ouest de Vierville-sur-Mer, sur la rive droite de l'estuaire de la Douve. Les débarquements dans cette zone furent nécessaires afin de relier les débarquements britanniques à l'est à Gold Beach avec le débarquement américain à l'ouest à Utah Beach, offrant ainsi un hébergement continu sur la côte normande de la baie de Seine. Prendre Omaha fut la responsabilité principale des troupes de l'armée américaine, avec le transport maritime et le soutien de l'artillerie navale fournis par la marine américaine et des éléments de la marine royale britannique.
Le jour J, la 29e division d'infanterie, rejointe par la 1re division d'infanterie et neuf compagnies de Rangers redirigés depuis la Pointe du Hoc, a pour objectif d'attaquer la moitié ouest de la plage. La 1re division d'infanterie, endurcie au combat, reçut elle la moitié est. Les vagues d'assaut initiales, composées de chars, d'infanterie et de forces du génie de combat, furent soigneusement planifiées pour réduire au silence les défenses côtières et permettre aux chalands de débarquement les plus imposant de débarquer par vagues en toute sécurité.
Le principal objectif à Omaha était de sécuriser une tête de pont d'environ cinq milles (huit kilomètres) de profondeur, entre Port-en-Bessin et le fleuve Vire, reliant les débarquements britanniques à Gold Beach à l'est et atteignant la région d'Isigny à l'ouest pour relier au 7e corps d'armée débarquant à Utah Beach. Coté adversaire fut déployé la 352e division d'infanterie allemande, composée en grande partie d'adolescents, complétés par des vétérans du front de l'Est. La 352e n'avait jamais eu d'entraînement au bataillon ou au régiment. Des 12 020 hommes que composait la division, seuls 6 800 d'entre eux étaient des troupes de combat expérimentées, chargées de défendre un front de 53 kilomètres. Les Allemands étaient en grande partie déployés dans les points forts le long de la côte — la stratégie allemande étant basée sur la défense pure et simple face à tout assaut maritime sur la plage. Néanmoins, d'après les calculs alliés, ceux-ci estimèrent les défenses d'Omaha comme trois fois supérieures à celles rencontrées pendant la bataille de Kwajalein dans le Pacifique, et ses défenseurs étant quatre fois plus nombreux.
Le plan initialement prévu ne s'est pas déroulé admirablement bien lors du débarquement à Omaha Beach. Des difficultés de navigation provoquent le naufrage d'une dizaine de barges, des LCT commencent à « lâcher » les tanks du 741e bataillon à cinq kilomètres de la côte. Recouverts par la forte houle (creux de 1,5 m), plusieurs d'entre-eux coulent assez rapidement. 329 bombardiers lourds, Liberators et forteresses volantes de la 8e force aérienne américaine, vont larguer dans la demi-heure précédant le débarquement près de 13 000 bombes. Mais les aviateurs, craignant de toucher les leurs, les larguent trop tard. Aucune bombe ne touche les obstacles de la plage, les champs de mines ou les bunkers sur le talus. Les bombes tombent au-delà de la crête côtière, voire beaucoup plus à l'intérieur des terres, et les postes de défense allemands restent intacts.
Sous un feu nourri, les soldats ont eu du mal à franchir les obstacles de la plage ; les débarquements ultérieurs se regrouperont autour des quelques canaux déblayés. Affaiblies par les pertes subies juste dès le débarquement des LCVP, les troupes d'assaut survivantes n'ont pas pu dégager les sorties lourdement défendues de la plage. Cela a causé de nouveaux problèmes et des retards importants pour les débarquements ultérieurs. De petites avancées ont finalement été réalisées par des groupes épars effectuant des assauts improvisés, escaladant les falaises entre les points les plus défendus. À la fin de la journée, deux petits points d'appui isolés avaient été capturés, ensuite exploités contre des défenses plus faibles vers l'intérieur des terres, atteignant ainsi les objectifs du jour J au cours des jours suivants．
Après la sécurisation des plages, les Alliés devaient mettre en place un port en eau profonde pour permettre l'apport de renforts, notamment des forces américaines à la base de la presqu'île du Cotentin, l'objectif étant Cherbourg. Le 7e corps d'armée commença immédiatement à faire pression après la sécurisation des plages le 6 juin, face à un mélange de régiments désordonnés et de groupements tactiques de plusieurs divisions utilisant le terrain du bocage, les champs inondés et les routes étroites, ralentissant ainsi l'avance américaine. Après avoir été renforcé, le 7e corps a pris le contrôle de la péninsule après des combats acharnés le 19 juin, lançant finalement son assaut sur Cherbourg le 22 juin. La garnison allemande finit par se rendre le 29 juin, après avoir détruit les installations portuaires, pleinement opérationnelles qu'à partir de septembre.

### Bataille de Saint-Lô
La bataille de Saint-Lô est l'un des trois conflits de la bataille des Haies, qui s'est déroulée du 9 au 24 juillet 1944, juste avant l'opération Cobra. Saint-Lô conquis par les allemands en 1940, fut la cible des Américains lors de l'invasion de la Normandie. Celle-ci servant de carrefour stratégique, les bombardements lui causèrent de lourds dégâts (jusqu'à 95% de la ville fut détruite). Face au nombre élevé de victimes, la ville martyre fut dénommée « La capitale des ruines », popularisée dans un rapport de Samuel Beckett.

### Bataille de Carentan
La bataille de Carentan fut un engagement entre les forces aéroportées de l'armée américaine et la Wehrmacht pendant la bataille de Normandie. La bataille s'est déroulé du 10 au 15 juin 1944, aux abords et à l'intérieur de la ville de Carentan.
L'objectif des troupes américaines était la consolidation des têtes de pont d'Utah et d'Omaha Beach, et l'établissement d'une ligne défensive continue en vue de contre-attaques allemandes. Les troupes allemandes tentèrent de défendre la ville assez longtemps pour permettre l'arrivée de renforts alors en route plus au sud, tout en empêchant ou retardant la fusion des troupes US et de contrer toute attaque du Premier groupe d'armées américain contre Lessay-Périers, qui, mené à bien, couperait la péninsule du Cotentin en deux.
Carentan était défendue par deux bataillons du 6e régiment de parachutistes de la 2e division et deux bataillons des légions de l'Est. La 17e division SS Panzergrenadier, envoyée en renfort, essayait tant bien que mal d'arriver mais était retardée à cause du manque de carburant ainsi que par les attaques aériennes alliés. La 101e division aéroportée américaine, parachutée le Jour J non loin de Carentan, reçut l'ordre de prendre la ville aux Allemands.
Les assauts américains sur Carentan débutent le 10 juin. Deux jours plus tard, le 12 juin, les forces allemandes, à court de munitions, sont contraintes de se retirer de la ville. Le lendemain, la 17e Panzer grenadier division SS Götz von Berlichingen contre-attaque vers les positions de la 101e aéroportée. Cet assaut sera d'abord un succès, avant que les forces de la 2e division blindée américaine viennent mettre en déroute les unités allemandes.

### OpérationCobra
Après l'assaut amphibie, les forces alliées restèrent au point mort en Normandie pendant un certain temps, progressant beaucoup plus lentement que prévu avec des batailles d'infanterie intenses marqué par ses innombrables haies. Cependant, le lancement de l'opération Cobra, lancée le 24 juillet comprenant principalement des troupes américaines, permet aux Alliés de briser les lignes allemandes et de pénétrer en France avec l'aide des divisions blindées rapides. La réussite de cette opération, suivie de la percée d'Avranches, puis le contournement des lignes allemandes dans la poche de Falaise (400 000 soldats y seront piégés), en fait le tournant majeur de l'offensive alliée en Normandie.

### OpérationLüttich
L'opération Lüttich était un nom de code donné à une contre-attaque allemande pendant la bataille de Normandie, qui s'est déroulée autour des positions américaines près de Mortain du 7 au 13 août 1944. (Le nom Lüttich (Liège en allemand), fait référence à une offensive similaire que le général Ludendorff avait lancée sur cette ville belge, pendant la Première Guerre mondiale, exactement trente ans auparavant.) L'offensive est également mentionnée dans les histoires américaine et britannique de la bataille de Normandie comme la contre-offensive de Mortain.
Décidée par Hitler contre l'avis de son état-major qui préconisait un repli des troupes, elle fait suite à la percée d'Avranches par les troupes américaines qui ont réussi à pénétrer en Bretagne.
La principale force de frappe allemande était le 47e corps de blindés, assisté par une SS Panzerdivision et deux Wehrmacht Panzerdivision. Bien qu'ayant fait des gains initiaux contre le 7e corps américain en défensive, ils furent rapidement arrêtés et subirent de lourdes pertes par l'aviation alliée, qui détruisit près de la moitié des chars allemands impliqués dans l'attaque. Les combats se poursuivirent autour de la ville pendant six jours, les forces américaines ayant repris l'initiative dès la journée qui suivit le début de l'attaque allemande.
Ce fut une bataille importante dans la mesure où la Wehrmacht démontra son incapacité à agir efficacement avec des forces exposées à l'aviation ennemie. Elle préfigura aussi l'ultime contre-offensive allemande qui sera menée sur le front ouest.

### Poche de Falaise
Après l'opération Cobra et la percée de la tête de pont en Normandie, des avancées rapides ont été menées vers le sud et le sud-est par la troisième armée américaine sous le commandement du général George Patton. Malgré le manque de ressources et les offensives simultanées britanniques et canadiennes au sud de Caumont et Caen, le maréchal Günther von Kluge, commandant du groupe d'armées B, essuie un refus de la part d'Hitler concernant toute retraite, qui reçoit l'ordre de mener une contre-offensive à Mortain contre la percée américaine. Les quatre divisions de Panzer épuisées ne firent pas le poids pour vaincre la 1re armée. L'opération Lüttich fut un désastre, repoussant les Allemands encore plus profondément en tenaille de la poche de Falaise.
Le 8 août, le commandant des forces terrestres alliées, le général Bernard Montgomery, ordonne aux armées alliées de converger sur la région de Falaise-Chambois pour envelopper le groupe d'armées B, la première armée américaine formant le bras sud, la deuxième armée britannique la base et la première Armée canadienne le bras nord de l'encerclement. Les Allemands ont commencé à se replier du 17 au 19 août tandis que les Alliés se sont réunis à Chambois. Des lacunes ont été détectées dans les lignes alliées par des contre-attaques allemandes, la plus importante étant une percée devant la 1re Division blindée polonaise sur la colline 262, une position de commandement à l'embouchure de la poche. Le 21 août au soir, la poche fut néanmoins scellée, environ 50 000 Allemands étant piégés. Nombreux d'entre eux parviennent à s'échapper mais les pertes en hommes et en équipement furent considérables. Deux jours plus tard, la libération de Paris mit un terme à quatre années d'occupation de la capitale française et le 30 août, les restes du groupe d'armées B battaient en retraite sur la Seine, achevant ainsi l'opération Overlord.

### OpérationDragoon
Le 15 août 1944, la 3e et la 36e division d'infanterie de la 7e armée américaine, accompagnée des forces britanniques et françaises libres, débarquent dans le sud de la France entre Cannes et Hyères. Le but de l'opération étant de sécuriser la moitié sud de la France, l'objectif principal se concentra sur la prise de Marseille comme principal port de ravitaillement des Alliés en France.
L'opération est un succès et contraint le groupe d'armées G à abandonner le sud de la France et à battre en retraite sous les attaques constantes des Alliés dans les Vosges. À la fin de l'opération, le 14 septembre 1944, les forces américaines déplorent 2 050 morts, capturés ou disparus et 7 750 blessés. Le 15 septembre 1944, les forces alliées de l'opération furent renommées 6e groupe d'armées et placées sous le commandement d'Eisenhower.

### OpérationMarket Garden

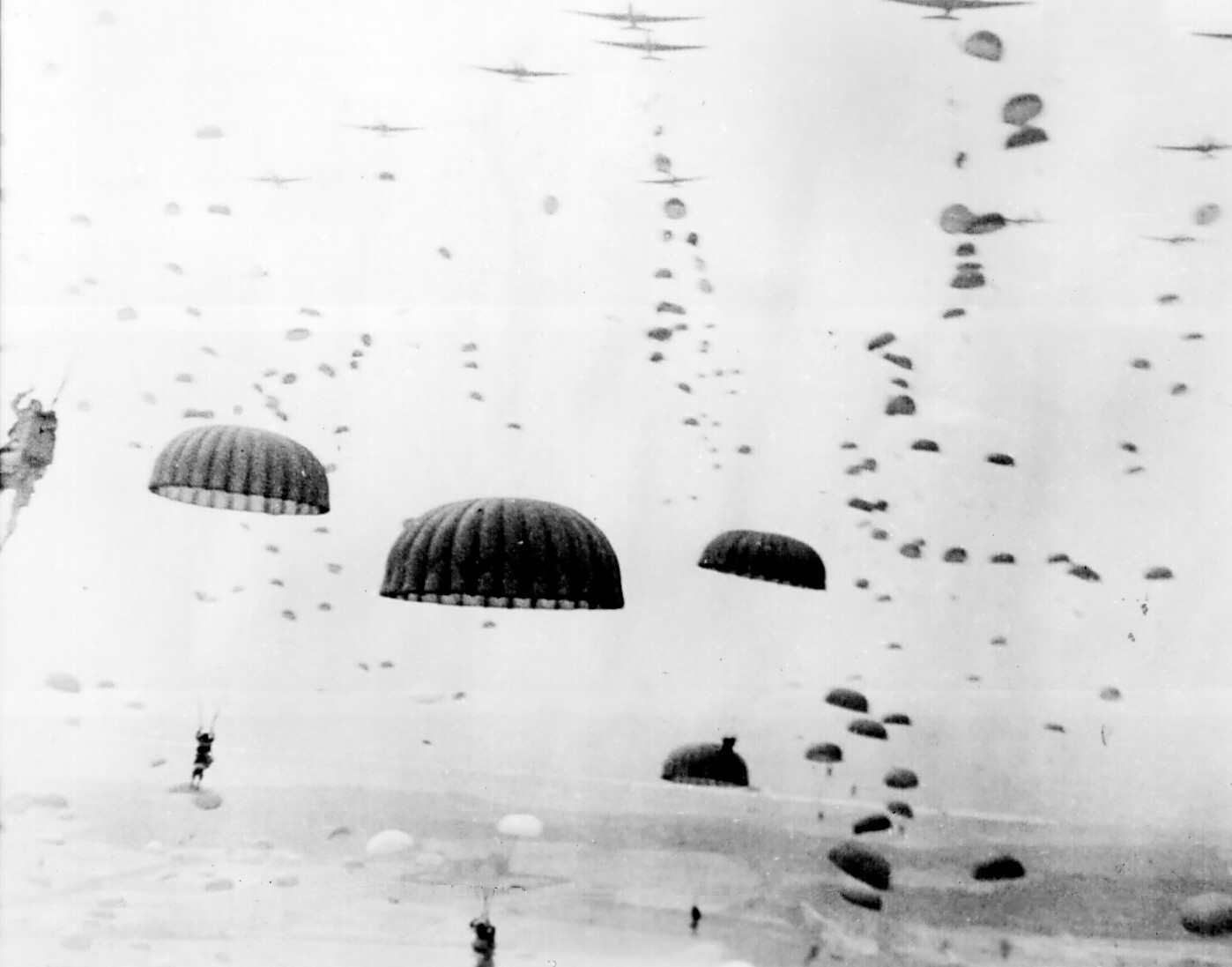
Parachutistes débarquant aux Pays-Bas en septembre 1944.

La prochaine grande opération alliée a eu lieu le 17 septembre. Mis en œuvre par le général britannique Bernard Montgomery — celle-ci avait rencontré l'opposition des généraux américains Patton et Bradley, qui voulaient continuer leur offensive au sud — l'objectif principal était de prendre des ponts franchissant les principaux fleuves des Pays-Bas occupés par les Allemands. Forts de leurs succès en Normandie, les Alliés furent optimistes quant à une attaque contre les Pays-Bas occupés par les nazis, qui aurait permis une percée à travers le Rhin et sur la plaine d'Allemagne du Nord. Une telle ouverture aurait permis une offensive vers le nord pour rejoindre le Danemark et, finalement, Berlin.
Le plan prévoyait un largage en plein jour des 82e et 101e divisions aéroportées américaines. Le 101e devait capturer les ponts à Eindhoven, la 82e prenant ceux de Grave et Nimègue. Après la capture des ouvrages, la force terrestre, également connue sous le nom de 30e corps, aurait emprunté la route principale pour une jonction avec les parachutistes.
L'opération a échoué car les Alliés n'ont pas pu libérer le pont le plus au nord à Arnhem. La 1re division aéroportée britannique avait découvert à l'atterrissage la présence d'une unité SS Panzer allemande très expérimentée garnissant la ville. Les parachutistes n'étaient que légèrement équipés en matière d'armes antichars et ont rapidement perdu du terrain. L'incapacité du 30e corps à renforcer rapidement les troupes de la 1re division ayant réussi à s'emparer du pont d'Arnhem signifiait que les Allemands étaient en mesure de contrecarrer toute l'opération.
En fin de compte, la nature ambitieuse de la mission, l'état de guerre instable et les échecs des services de renseignement alliés (ainsi qu'une défense allemande tenace) furent les principaux raisons de l'échec de l'opération Market Garden. Cette opération fut la dernière mission aéroportée de la guerre des troupes des 82e et 101e divisions.

### OpérationQueen
Dans l'incapacité d'effectuer une offensive vers le nord aux Pays-Bas, les Alliés ont été contraints d'envisager d'autres options pour entrer en Allemagne. À l'été 1944, les Alliés ont souffert d'une importante crise d'approvisionnement, avant d'être résolu à l'automne 1944 par le Red Ball Express. Dans le cadre de la campagne de la ligne Siegfried, les Alliés tentèrent une pénétration en Allemagne vers le Rhin. Dans un premier temps, Aix-la-Chapelle a été libérée lors d'une coûteuse bataille. Les Allemands bénéficiaient désormais de leur ancien système de fortifications, la ligne Siegfried. Pendant la bataille de la forêt de Hürtgen, les Alliés ont mené une longue bataille d'usure contre leur adversaire, qui s'est terminée dans une impasse, le commandement ne prit pas la mesure de l'impénétrable forêt et ses effets sur la réduction de l'efficacité de l'artillerie et l'impossibilité d'un soutien aérien. De plus, la stratégie sous-estima la force et la détermination des soldats allemands, croyant que leur esprit de combat s'était effondré totalement après les durs combats de Normandie et le stress de la fuite lors de la réduction de la poche de Falaise.
L'échec de bataille de la forêt de Hürtgen a ensuite été gommé par une offensive de plus grande ampleur, l'opération Queen. Au cours de cette mission, les Alliés avaient l'intention de progresser vers la Roer, comme point d'arrêt en vue d'une offensive ultérieure jusqu'au Rhin, en Allemagne. Cependant, face à une résistance allemande sous-estimée et renforcée, les Alliés progressèrent lentement. À la mi-décembre, ceux-ci avaient enfin atteint la région, les Allemands ayant préparé leur contre-offensive à travers les Ardennes, lancée au moment d'une attaque alliée infructueuse contre les barrages de la Ruhr.

### Bataille des Ardennes

Carte des mouvements lors de la bataille des Ardennes.

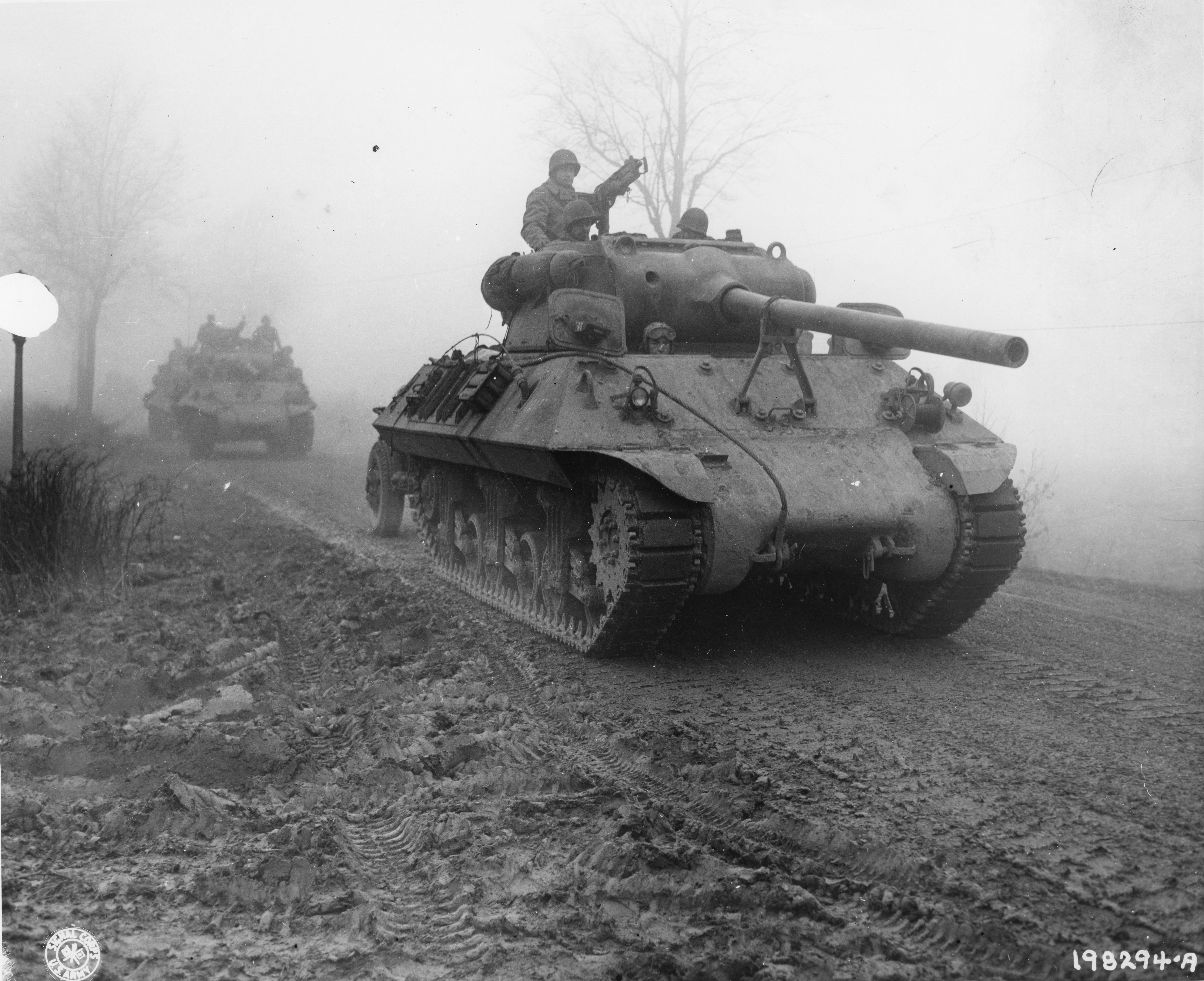
Chars américains progressant dans un épais brouillard pour endiguer le fer de lance allemand près de Werbomont, Belgique, 20 décembre 1944.

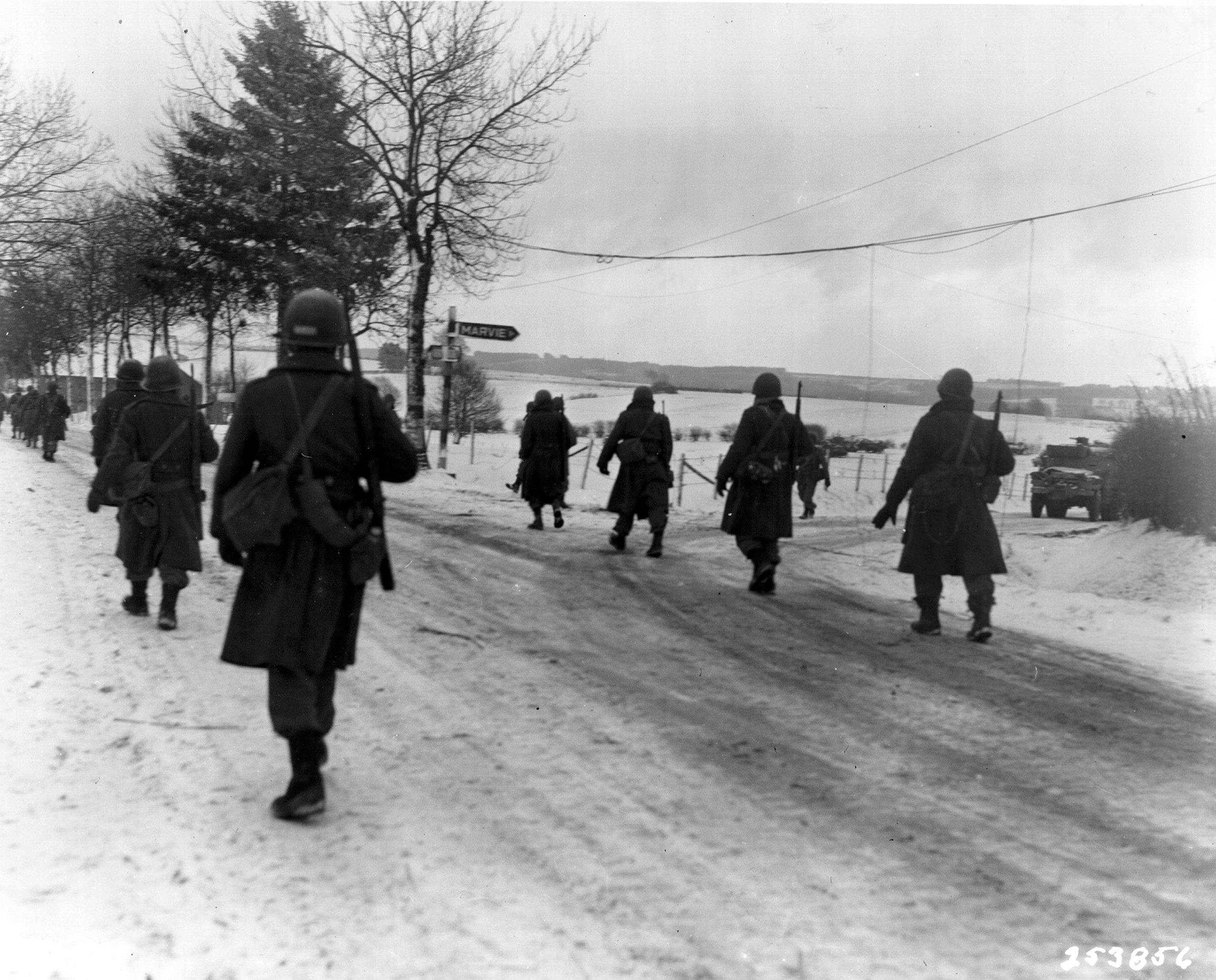
Parachutistes de la division en direction de Bastogne assiégée. Belgique, 31 décembre 1944.

Le 16 décembre 1944, les Allemands lancent une attaque massive vers l'ouest dans la forêt ardennaise, le long d'un front de bataille s'étendant du sud de Montjoie à Echternach, dans l'espoir d'une percée dans les lignes de front alliées tout en prenant la ville belge d'Anvers. En fin d'après-midi, Eisenhower et Bradley qui sont en réunion à Versailles, sont informés de l'attaque. Ils n'en mesurent pas encore l'ampleur et réagissent tardivement, le mauvais temps empêchant les reconnaissances aériennes. Au début de l'offensive, des prisonniers de guerre américains furent notamment exécutés lors du massacre de Malmedy par les SS et Fallschirmjäger.
Les Allemands avançant vers l'ouest, le général Eisenhower ordonne finalement à la 101e division aéroportée et à des éléments de la 10e division blindée de pénétrer dans la ville de Bastogne, au carrefour, pour préparer une défense. La ville fut rapidement coupée et encerclée. Le temps hivernal ralentit le soutien aérien allié et les défenseurs étaient en infériorité numérique et manquaient de ravitaillement. Lors d'une allocution proposant de se rendre aux Allemands, le général Anthony McAuliffe, commandant par intérim de la 101e, répondit « Nuts ! ». Le 19 décembre, le général Patton fit part à Eisenhower de l'arrivée de son armée à Bastogne en 48 heures, avant de la redéployer sur le front luxembourgeois en direction du nord, pour avancer jusqu'à Bastogne. Celle-ci rejoint la ville le 26 décembre, mettant ainsi fin au siège. Il s'agit de la bataille au cours duquel le plus grand nombre de soldats américains fut déployé dans un engagement de toute l'histoire militaire américaine.
Le 31 décembre, les Allemands mettent en œuvre leur dernière grande offensive de la guerre sur le front occidental, l'opération Nordwind, en Alsace et en Lorraine dans le nord-est de la France. Face aux forces américaines affaiblies, les Allemands réussissent à les repousser sur la rive sud de la rivière Moder le 21 janvier. Le 25 janvier, l'offensive allemande est stoppée après l'arrivée de renforts alliés des Ardennes et, à la suite de combats acharnés, la poche de Colmar est éliminée.
L'offensive allemande était appuyée par plusieurs opérations subordonnées appelées Unternehmen Bodenplatte, Greif et Währung. Le but de l'Allemagne était de diviser la ligne alliée britannique et américaine en deux, capturant Anvers, puis encerclant et détruisant quatre armées alliées, qui forcerait les Alliés occidentaux à négocier un traité de paix séparée en faveur des puissances de l'Axe. Une fois acté, Hitler pouvait ainsi se concentrer pleinement sur le théâtre de guerre oriental.
L'offensive a été planifiée dans le plus grand secret, minimisant le trafic radio et déplaçant les troupes et l'équipement sous couvert de l'obscurité. Le personnel du renseignement de la 3e armée américaine prédira une offensive allemande majeure, sur la base de données Ultra, indiquant qu'une opération « substantielle et offensive » était attendue ou « dans le vent » [opération leurre], bien qu'une date ou un point d'attaque précis ne puisse être donné. Le mouvement des avions du front soviétique vers les Ardennes et le transport des forces par chemin de fer vers les Ardennes ont été remarqués mais n'ont pas été suivis d'effet, selon un rapport écrit plus tard par Peter Calvocoressi (en) et F. L. Lucas (en) au centre de décryptage Bletchley Park.
La surprise fut presque complète, notamment par une combinaison d'excès de confiance des Alliés, de préoccupation en vue des plans offensifs et un manque de reconnaissance aérienne. Les Allemands ont attaqué une section faiblement défendue de la ligne alliée, profitant d'un temps couvert, afin de ne pas avoir affaire aux forces aériennes alliées, nettement supérieures à ce stade-là du conflit. Une résistance féroce du côté nord de l'offensive (autour de la crête d'Elsenborn) et au sud (alentours de Bastogne) bloqua l'accès allemand aux routes clés à l'ouest sur lesquelles reposait la victoire de l'opération. De plus, le terrain à l'avantage de leurs adversaires provoqua un retard sur le calendrier allemand, permettant aux Alliés de renforcer leurs troupes dispersées. L'amélioration des conditions météorologiques permis à l'aviation de mener des raids contre les forces et les lignes d'approvisionnement allemandes, scellant ainsi le destin de l'offensive. À la suite cette défaite, de nombreuses unités allemandes expérimentées se retrouvèrent gravement épuisées en hommes et en équipement, les survivants n'ayant comme solution que le repli le long des défenses de la ligne Siegfried.
Avec environ 610 000 hommes engagés et quelque 89 000 victimes, dont 19 000 tués, la bataille des Ardennes fut la bataille la plus importante et la plus sanglante menée par les États-Unis pendant la Seconde Guerre mondiale.

### Poche de Colmar
La poche de Colmar était une zone avancée dans le centre de l'Alsace, théâtre d'un affrontement de novembre 1944 à février 1945 entre Première Armée française et le 6e groupe d'armées américain à la 19e armée allemande durant la bataille d'Alsace
Une poche de 65 km de long sur 50 km de large fut formée en novembre 1944 sur la rive occidentale du Rhin lorsque la défense allemande dans les Vosges s'effondra à la suite de l'offensive du 6e groupe d'armées américain. Pendant l'opération Nordwind en décembre 1944, la 19e armée fit une percée au nord de la poche contre des forces allemandes attaquant au sud de la Sarre dans le nord de l'Alsace. Fin janvier et début février 1945, la 1re armée française (renforcée par le XXIe corps américain) nettoiera la poche des forces allemandes.

### Invasion de l'Allemagne
Au début de l'année 1945, le cours de la guerre devient définitivement favorable aux forces alliées en Europe. Sur le Front de l'Ouest, à la fin janvier, les Alliés ont contenu la contre-offensive des Ardennes. L'échec de la dernière offensive majeure des nazis à l'ouest achève d'épuiser les forces allemandes, les laissant mal armées pour résister aux assauts finaux des Alliés en Europe. Des pertes supplémentaires en Rhénanie finissent d'affaiblir la Wehrmacht, qui ne peut plus aligner que des éléments épars pour défendre la rive orientale du Rhin.
Le 7 mars, les Alliés saisissent le dernier pont intact sur le Rhin lors de la bataille de Remagen et établissent une grande tête de pont sur la rive est du fleuve. Durant les opérations Lumberjack et Plunder en février-mars 1945, les pertes allemandes sont estimées à 400 000 hommes, dont 280 000 faits prisonniers de guerre.

### Offensive sud-allemande
L'offensive sud-allemande est l'une des dernières offensives de la Seconde Guerre mondiale en Europe. Elle a été menée par les 7e et 3e armées des États-Unis, assistées par la 1re armée française. Les troupes soviétiques se sont associées aux forces américaines en Tchécoslovaquie, notamment lors de la bataille de Slivice. L'offensive a été mise en œuvre par le 6e groupe d'armée américain pour protéger le flanc droit du 12e groupe d'armée et pour empêcher une ultime position allemande dans les Alpes. Face à une résistance allemande était beaucoup plus féroce que dans le nord, la progression du 6e groupe d'armées a été ralenti. Cependant, fin avril, de nombreuses divisions allemandes se sont rendues sans combattre aux forces américaines qui avançaient, évitant ainsi une inévitable destruction. Dans les Alpes, VIe corps de la 7e armée se lia à la cinquième armée américaine ayant combattu en Italie, tandis que la 3e armée progressa en Autriche et en Tchécoslovaquie, et rejoindra les forces soviétiques avançant de l'est. Les combats se poursuivirent quelques jours après la capitulation de l'Allemagne le 8 mai, en raison des forces allemandes combattant à l'ouest préférant se rendre aux Américains plutôt qu'aux Soviétiques.

### Course vers Berlin
À la suite des défaites successives de l'armée allemande, celles-ci se replient vers le Rhin et le cœur de l'Allemagne. Les Alliés finissent par traverser le Rhin en mars 1945 après la prise du pont Ludendorff à Remagen. Les Américains exécutèrent un mouvement en tenailles en déployant la 9e armée au nord et la 1re armée au sud. Une fois encerclées, 300 000 soldats Allemands furent capturés dans la poche de la Ruhr. Les Américains firent ensuite route vers l'est, rencontrant pour la première fois les Soviétiques à Torgau, sur l'Elbe, en avril. La bataille de Berlin scella définitivement l'issue du Troisième Reich le 2 mai 1945, qui tomba aux mains des Soviétiques.
La guerre en Europe s'achève officiellement le jour de la victoire, le 8 mai 1945.

## Théâtre du Pacifique

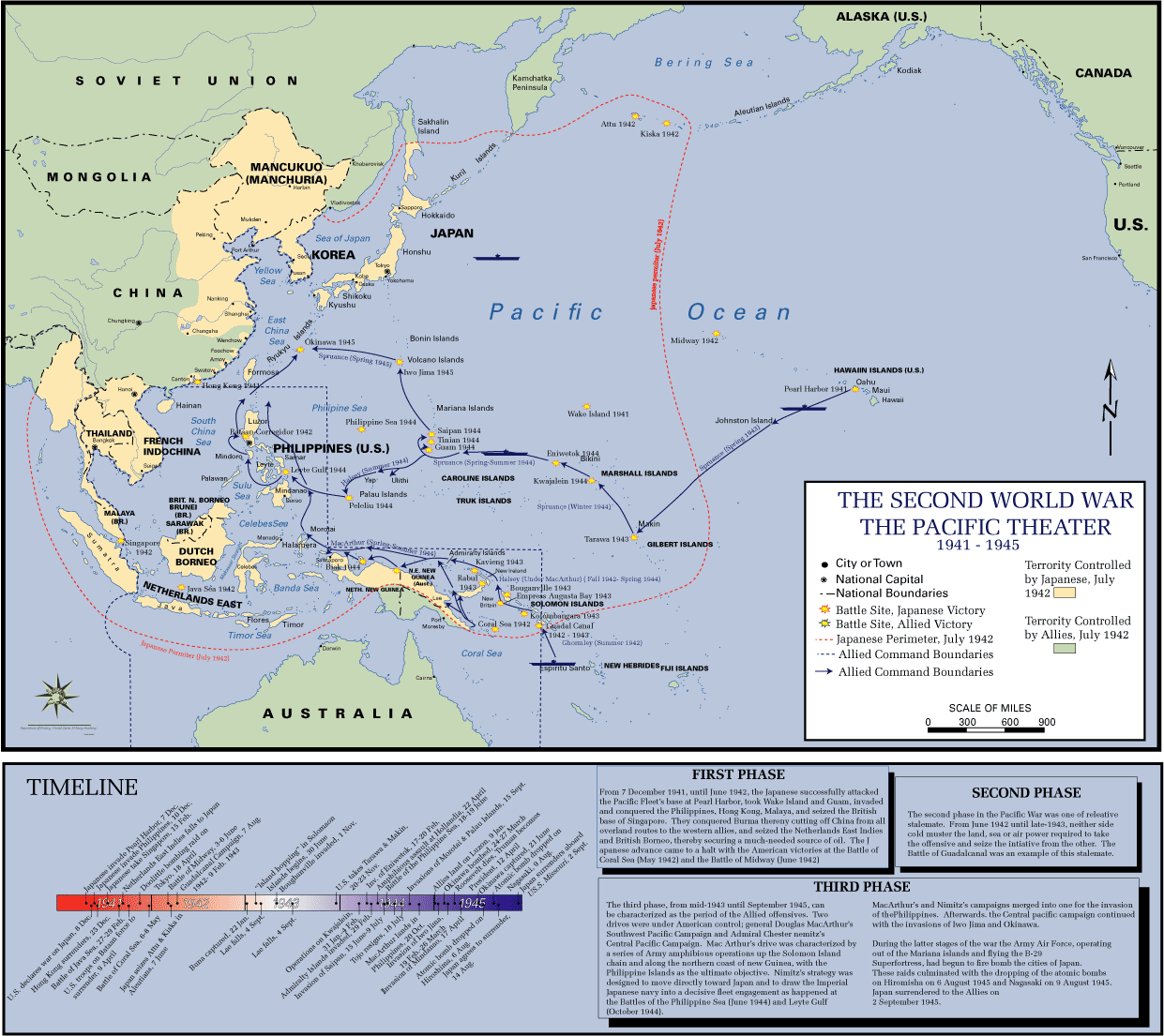
Les conquêtes de l'Empire du Japon.

### Attaque de Pearl Harbor

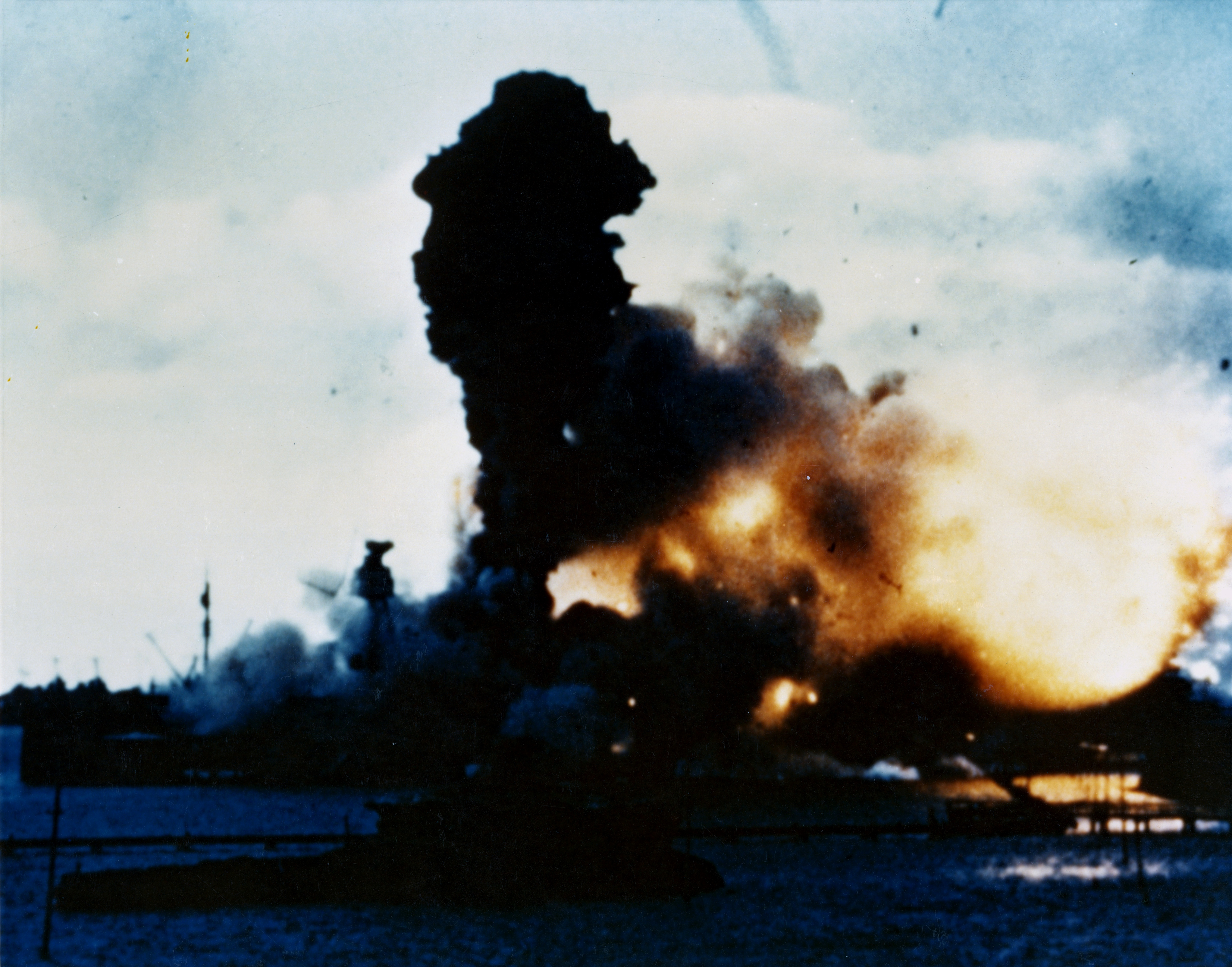
Explosion du cuirassé à Pearl Harbor.

En raison des conquêtes japonaises en Indochine française et en Chine, les États-Unis, en coordination avec les Britanniques et les Néerlandais, ont coupé toutes les livraisons de pétrole au Japon, qui importa à l'époque 90% de son pétrole. L'embargo pétrolier menaçait de briser la machine militaire japonaise. Le Japon refusa les demandes américaines de quitter la Chine, et conscient qu'une guerre avec les États-Unis sera inévitable, son seul espoir était de frapper en premier. Le président Roosevelt avait transféré quelques mois plus tôt la flotte américaine à Hawaï depuis la Californie afin de dissuader les Japonais. L'amiral Isoroku Yamamoto a fait valoir qu'une seule option était possible pour gagner la guerre : éliminer en premier la puissante flotte américaine ancrée dans le Pacifique. La flotte japonaise, commandée par l'amiral Chūichi Nagumo, parvient à s'approcher à moins de 200 milles d'Hawaï sans être détectée. Sur une période de cinq heures, ses six porte-avions mettent en place deux vagues de 360 bombardiers en piqué, torpilleurs et chasseurs, détruisant ou endommageant gravement huit cuirassés, dix petits navires de guerre et 230 avions ; 2 403 militaires et civils américains ont été tués. Les pertes japonaises sont négligeables — 29 avions sont abattus (plusieurs avions américains seront également abattus par des tirs antiaériens). Le commandant Minoru Genda, le planificateur en chef du raid, supplia Nagumo de frapper à nouveau les installations à terre, les réservoirs de stockage de pétrole et les sous-marins, et de traquer les porte-avions américains censés être à proximité. Cependant, Nagumo décida de renoncer à une troisième attaque pour plusieurs raisons : en premier lieu, les défenses antiaériennes eurent plus de succès au cours de la seconde vague et occasionnèrent les 2/3 des dommages nippons. L'effet de surprise avait disparu et une troisième vague risquait d’accroître les pertes japonaises. Ensuite, la préparation d'une troisième attaque aurait pris beaucoup trop de temps, laissant aux Américains la possibilité d'attaquer les forces de Nagumo situées à moins de 400 km au nord d'Oahu. L'armada pouvait rapidement être localisée et prise en chasse par les sous-marins ennemis. En outre, les Japonais ignoraient toujours la position des porte-avions américains et avaient atteint la limite de leurs capacités logistiques : rester plus longtemps augmentait le risque de manquer de carburant. La deuxième vague avait atteint l'objectif initial de la mission, à savoir neutraliser la flotte américaine du Pacifique.
Le calcul de Tokyo selon lequel les Américains perdraient courage et chercheraient un compromis de paix s'est avéré extrêmement erroné : « l'attaque sournoise » a électrisé l'opinion publique, engageant l'Amérique avec une quasi-unanimité dans une guerre à mort contre l'Empire japonais,.

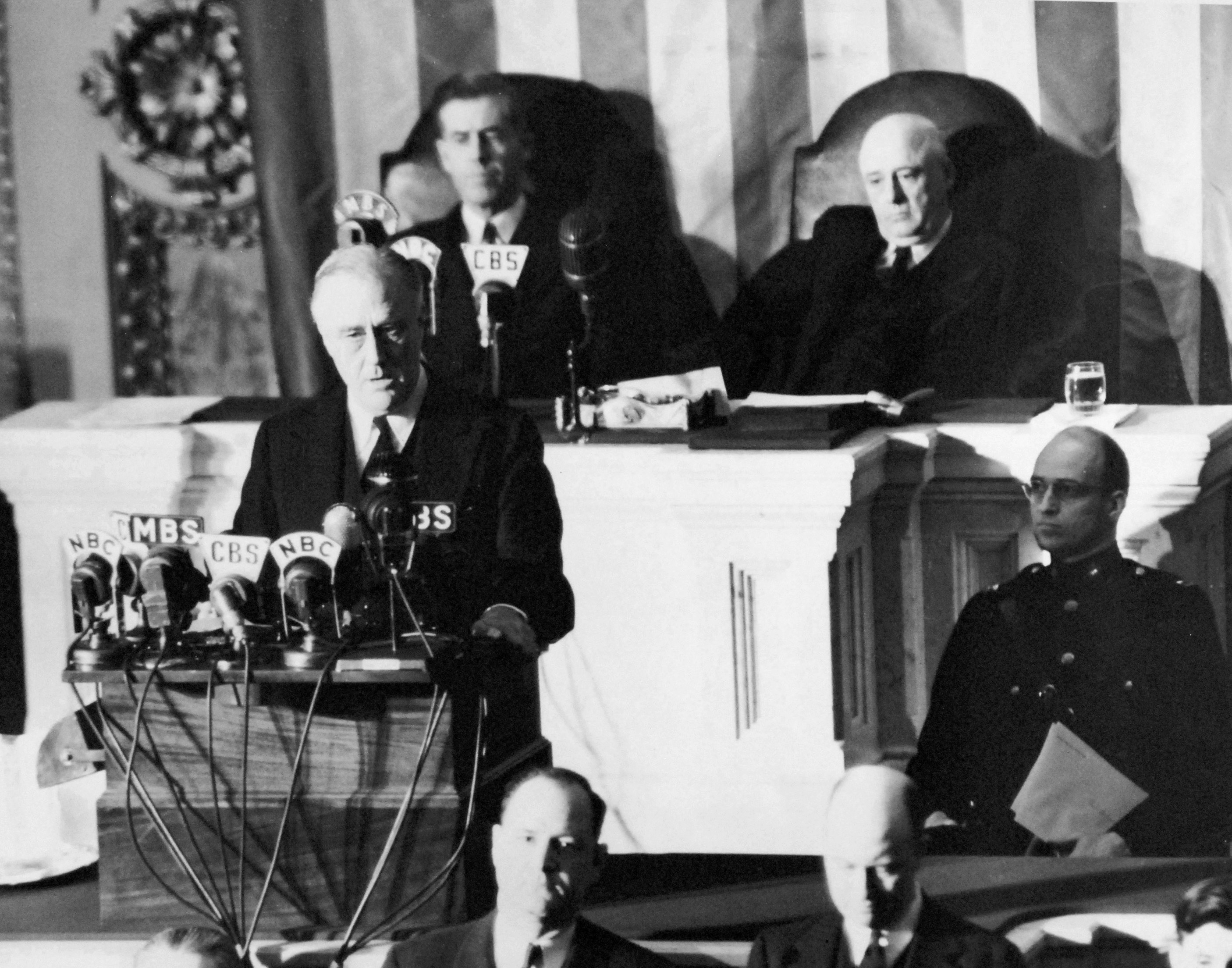
Le président Franklin Delano Roosevelt s'adresse à une session conjointe du Congrès américain le 8 décembre 1941, demandant au Congrès une déclaration de guerre.

À la suite de l'attaque de Pearl Harbor, le président Roosevelt s'exprime officiellement le 7 décembre 1941, « une date qui vivra dans l'infamie », et demande une déclaration de guerre au Japon lors d'une session conjointe au Congrès américain le 8 décembre 1941. La motion est adoptée avec une seule voix contre. Trois jours plus tard, Adolf Hitler déclare à son tour la guerre aux États-Unis ; il avait fait remarquer le soir-même de l'attaque japonaise : « nous ne pouvons pas perdre la guerre [...] nous avons maintenant un allié qui n'a jamais été conquis depuis 3 000 ans ».

### Chute des Philippines et des Indes néerlandaises
Quelques heures après Pearl Harbor, les forces aériennes japonaises de Formose met en déroute une grande partie de l'US Far East Air Force, basée près de Manille. L'armée japonaise envahit et piège les forces américaines et philippines sur la péninsule de Bataan. Roosevelt évacue le général Douglas MacArthur et les infirmières, n'ayant cependant aucun moyen de sauver les hommes piégés contre la puissance armada navale japonaise. MacArthur s'envole ainsi pour l'Australie, en jurant « j'ai évacué Bataan mais je reviendrai ». Le major-général Jonathan M. Wainwright se rend le 8 mai ; ses hommes mourront par milliers lors de la marche de la mort de Bataan et dans des camps de prisonniers japonais ravagés par la maladie où la nourriture et les médicaments se faisait rares.
La marine japonaise sembla imparable en s'emparant des Indes orientales néerlandaises, mettant la main sur de riches ressources pétrolières. Les forces américaines, britanniques, hollandaises et australiennes furent combinées sous le commandement de l'ABDA, mais leurs flottes furent mis rapidement hors de combat dans plusieurs batailles navales autour de Java.

### Campagne des Îles Salomon et de la Nouvelle-Guinée
Après leur avance rapide, les Japonais ont lancé la campagne des îles Salomon à partir de leur base principale nouvellement conquise à Rabaul en janvier 1942. Les Japonais saisissent plusieurs îles, dont Tulagi et Guadalcanal, avant d'être stoppés par des événements menant à la campagne de Guadalcanal. Cette campagne convergera également avec la campagne de Nouvelle-Guinée.

### Bataille de la mer de corail
En mai 1942, la flotte américaine engage la flotte japonaise au cours de la première bataille uniquement aéronavale de l'histoire, dans laquelle les forces navales en présence s'affrontèrent par avions interposés sans jamais être à portée de canon. Bien qu'indécis, ce fut néanmoins un point de départ car les commandants américains apprirent la tactique qui leur servirait plus tard dans la guerre. Ces tactiques se révélèrent utiles lors de la bataille de Midway un mois plus tard. Un extrait du Naval War College Review (en) écrit : « bien qu'ayant été une victoire tactique marginale pour l'IJN [marine japonaise impériale] en termes de navires et de tonnage coulé, la bataille de la mer de Corail représenta un petit triomphe stratégique pour l'US Navy ».

### Bataille des îles Aléoutiennes
La bataille des îles Aléoutiennes fut la dernière bataille entre nations souveraines à être menée sur le sol américain. Dans le cadre d'un plan de diversion pour la bataille de Midway, les Japonais ont pris le contrôle de deux des îles Aléoutiennes (Attu et Kiska). Le 11 mai 1943, les forces américaines et canadiennes, dirigées par la 7e division d'infanterie américaine, débarquent sur Attu, débutant l'opération pour reprendre les îles à la fin de mai 1943. Après une série de batailles, les forces alliées reprennent Attu. Le 15 août 1943, les forces alliées débarquent sur Kiska, constatant l'île abandonnée par les Japonais.

### Bataille de Midway

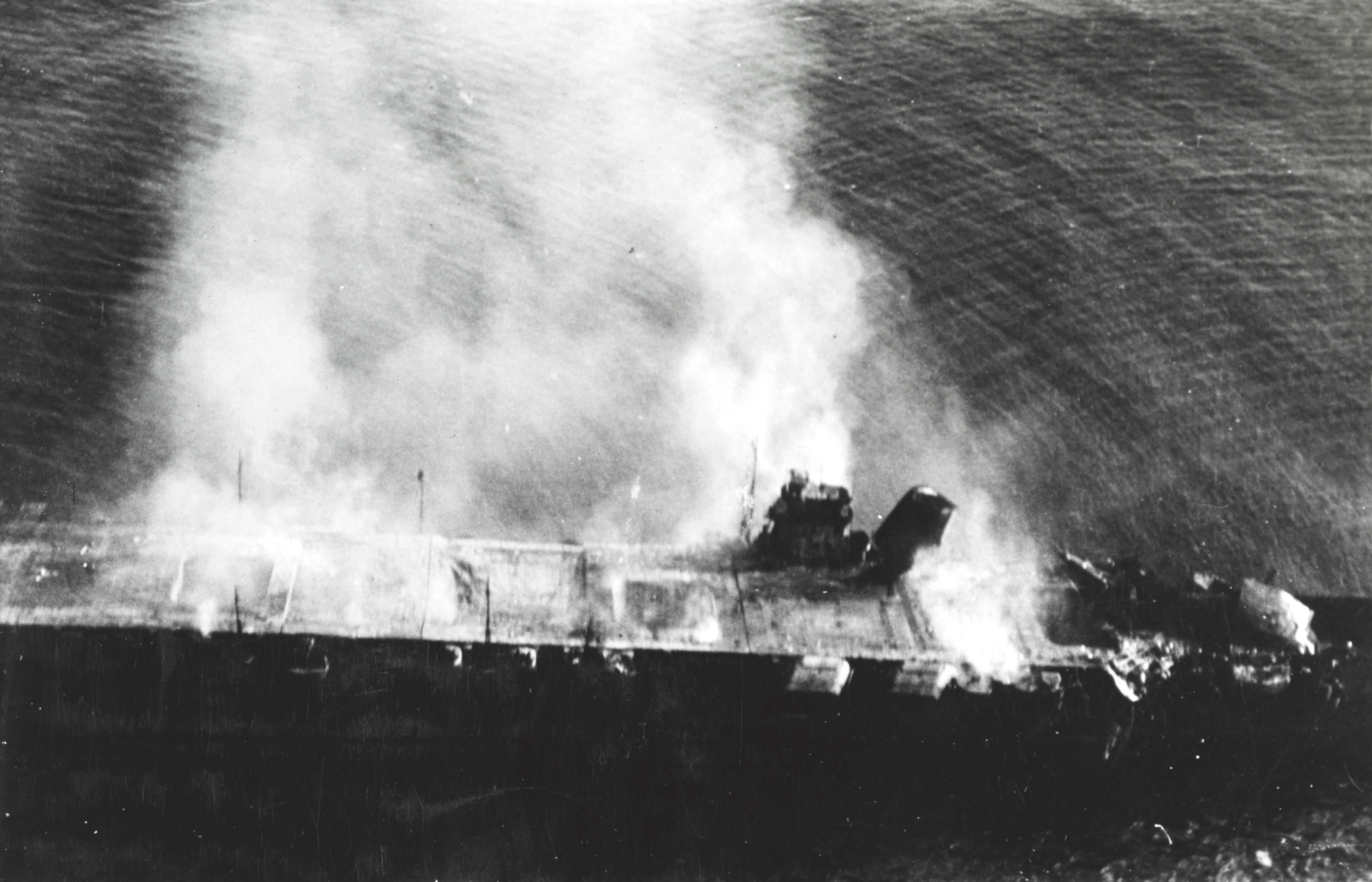
Le porte-avions japonais Hiryu brûle après avoir été attaqué lors de la bataille de Midway.

Ayant appris d'importantes leçons dans la mer de Corail, la marine américaine fut opérationnelle lorsque la marine japonaise dirigée par l'amiral Isoroku Yamamoto lança une offensive visant à détruire la flotte américaine du Pacifique sur l'atoll de Midway. Les Japonais espéraient embarrasser les Américains après l'humiliation subie lors du raid de Doolittle sur Tokyo. Midway constituait une île stratégique que les deux parties souhaitaient utiliser comme base aérienne. Yamamoto espérait obtenir un effet de surprise complet en une prise rapide de l'île, suivie d'une bataille décisive avec pour objectif la destruction de la flotte de porte-avions américains. Cependant, les services de renseignement américains interceptèrent son plan avant le début de la bataille, permettant à l'amiral Chester Nimitz de formuler une embuscade défensive efficace de la flotte japonaise. Débutée le 4 juin 1942, la bataille marqua le naufrage des quatre principaux porte-avions japonais (Kaga, Sōryū, Akagi et Hiryū) ainsi qu'un croiseur lourd (Mikuma), coulés par les aviateurs américains, tandis que les pertes américaines se limitèrent à un porte-avions (USS Yorktown) et un destroyer. Cette bataille marqua un tournant dans la campagne du Pacifique mais également dans la Seconde Guerre mondiale. Elle mit fin à la supériorité des forces japonaises dans l'océan Pacifique.

### Campagne stratégique du saute-mouton
Après la victoire éclatante de Midway, les États-Unis lancent une importante offensive terrestre. Les Alliés mettent au point une stratégie connue sous le nom de « saute-mouton », consistant à contourner les îles du Pacifique les plus fortifiées par les Japonais et ainsi de concentrer les efforts sur d'autres îles stratégiques moins bien défendues mais qui pouvaient servir de bases permettant aux Américains de se rapprocher du territoire japonais par sauts de puce successifs.
La puissance aérienne étant cruciale pour toute opération, seules les îles pouvant soutenir des pistes d'atterrissage étaient ciblées par les Alliés. Les combats pour chaque îles du Pacifique furent intenses, car les Américains affrontaient un ennemi déterminé et endurci qui n'avait connu que peu de défaites sur le terrain.

#### Stratégie aérienne

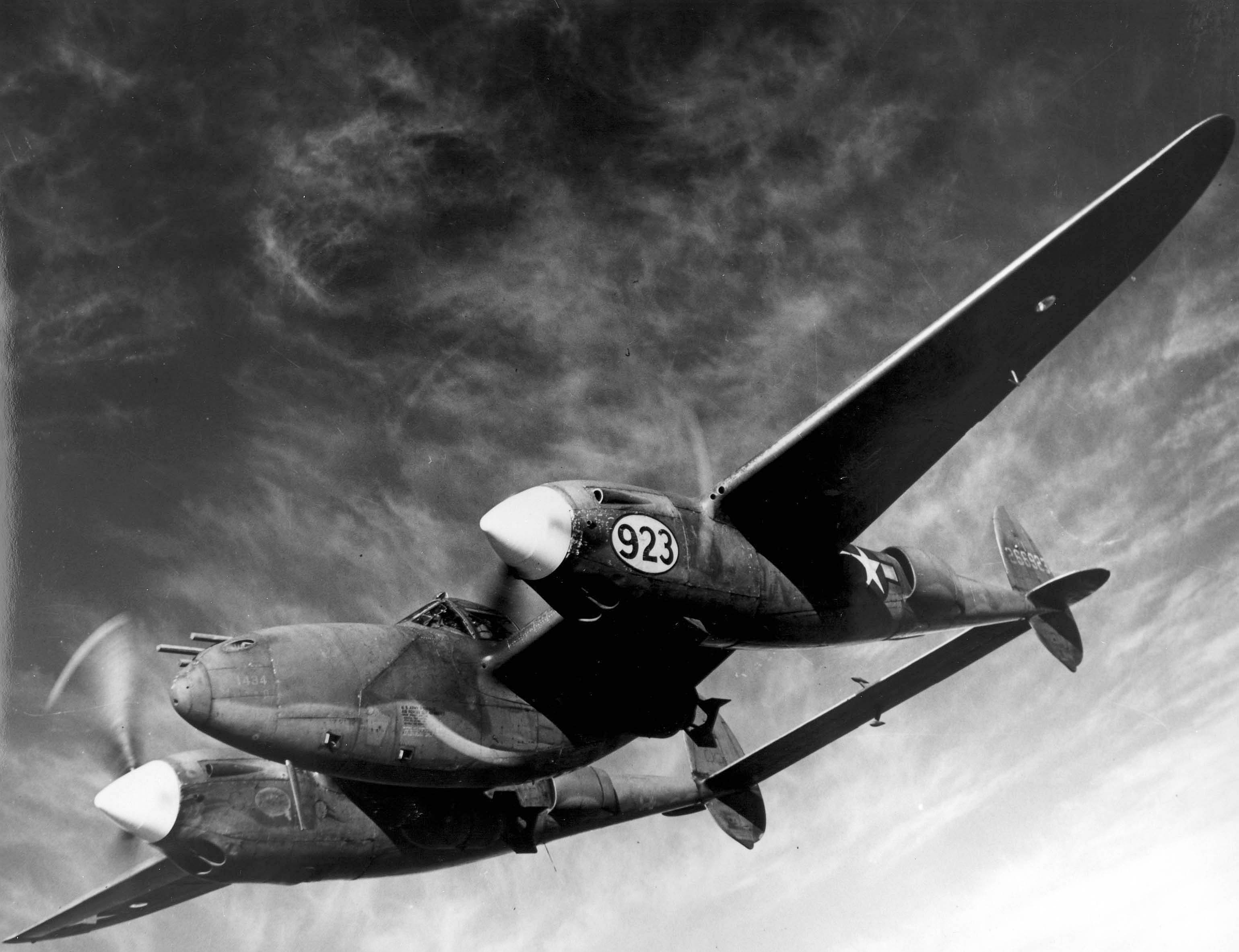
P-38 Lightning.

Le général George Kenney, chargé de la puissance aérienne tactique sous MacArthur, regretta toujours le manque d'avions, de pilotes ou de ravitaillement. (Il n'avait aucune autorité sur les porte-avions de la Marine.) Mais les Japonais étaient toujours en plus mauvaise posture — leur équipement se détériorait rapidement en raison de la mauvaise qualité des aérodromes et de l'entretien plus que limité. Les Japonais disposaient d'excellents avions et pilotes en 1942, mais les commandants au sol dictaient leurs lois en ignorant le besoin fondamental d'une supériorité aérienne avant la mise en œuvre d'une mission future. Théoriquement, la doctrine japonaise souligna la nécessité de gagner la supériorité aérienne, mais les commandants d'infanterie gaspillèrent à plusieurs reprises des ressources aériennes en les déployant dans des objectifs secondaires. Lorsqu'Arnold, faisant écho à la ligne officielle de l'armée, estima que le Pacifique était un théâtre « défensif », Kenney répliqua en prenant l'exemple du « pilote type » japonais, toujours dans l'offensive : « Il attaque tout le temps et persiste à agir ainsi. Pour vous défendre contre lui, vous devez non seulement l'attaquer, mais le battre à coups de poing ».
Une des clés de la stratégie de Kenney fut la neutralisation des points forts japonais contournés comme Rabaul (voir : neutralisation de Rabaul) et Truk par des bombardements répétés, tout en pointant l'enseignement des nouveaux pilotes qui manquaient cruellement d'entrainement. Celui-ci mit donc en place de vastes programmes d'exercices et de manœuvres aériennes. L'arrivée de chasseurs supérieurs, en particulier le Lockheed P-38 Lightning, donna aux Américains un avantage en termes de portée et de performances, consolidés lors de la bataille de la mer de Bismarck (mars 1943), lorsque des bombardiers coulèrent un convoi majeur transportant des troupes et des fournitures à la Nouvelle-Guinée. Ce succès ne fut pas un hasard, les bombardiers de haut vol ne pouvaient presque jamais toucher au but des navires en mouvement. Kenney résolut cette faiblesse en enseignant aux pilotes la nouvelle tactique efficace en volant seulement à quelques dizaines de pieds au-dessus de la mer vers leurs cibles, les avions larguent leurs bombes qui, idéalement, ricochent à la surface de l'eau pour exploser sur le côté du navire cible, sous lui ou juste au-dessus.

##### Construction d'aérodrome
Le but de la stratégie du saute-mouton était de construire des aérodromes avancés en fonction des mouvements des troupes. Le commandant de l'AAF, le général Hap Arnold, anticipa la construction d'aérodromes avancés dans des endroits inhospitaliers. Travaillant en étroite collaboration avec le Corps du génie de l'armée des États-Unis, il crée des bataillons de génie aéronautique qui, en 1945, comptent 118 000 hommes ; opérant sur tous les théâtres de guerre. Des pistes, hangars, stations radar, générateurs électriques, casernes, réservoirs de stockage d'essence et décharges de munitions ont dû être construits à la hâte sur de minuscules îles de corail, vasières, déserts sans relief, jungles denses ou emplacements exposés encore sous le feu de l'artillerie ennemie. Le matériel de construction lourd a dû être importé, ainsi que les ingénieurs, plans, tapis d'atterrissage en treillis d'acier, hangars préfabriqués, carburant d'aviation, bombes et les munitions, et toutes les fournitures nécessaires. Dès qu'un projet était achevé, le bataillon remballait son équipement et passait à l'objectif suivant, pendant que le quartier général inscrivait un nouvel aérodrome sur ses cartes. Les fortes pluies ont souvent réduit la capacité des anciens aérodromes, nécessitant leur reconstruction. Les ingénieurs devaient également souvent réparer et utiliser un aérodrome ennemi capturé. Contrairement aux aérodromes allemands bien construits en Europe, les américains firent face à des installations japonaises délabrées avec un mauvais emplacement, un mauvais drainage, une faible protection et des pistes étroites et cahoteuses. L'ingénierie constitua une priorité secondaire pour les Japonais soucieux d'une stratégie offensive, qui manquaient chroniquement d'équipement adéquat et d'imagination.

#### Expérience de combat
Les aviateurs volaient beaucoup plus souvent dans le Pacifique Sud-Ouest qu'en Europe. Des temps de repos en Australie étaient prévus, mais il n'y avait pas un nombre fixe de missions susceptibles de provoquer un transfert hors d'une zone de combat, comme ce fut le cas en Europe. Couplé à l'environnement monotone, chaud et maladif, cela résultait à un mauvais moral que les vétérans blasés transmettaient rapidement aux nouveaux arrivants. Après quelques mois, les épidémies de fatigue au combat (maintenant appelées réaction au stress de combat) réduisirent considérablement l'efficacité des unités. Les hommes ayant opérés depuis les aérodromes de la jungle le plus longtemps rapportèrent régulièrement leur état de fatigue aux chirurgiens de vol : 

« Beaucoup souffrent de dysenterie chronique ou d'une autre maladie, et presque tous présentent des états de fatigue chronique... Ils apparaissent apathiques, négligés, négligents et apathiques, montrant une expression faciale semblable à un masque. La parole est lente, ils se plaignent de maux de tête chroniques, d'insomnie, de troubles de la mémoire, d'un désordre de la pensée, se sentent oubliés, s'inquiètent pour eux-mêmes, ont peur de nouvelles affectations, n'ont aucun sens des responsabilités et semblent sans espoir pour l'avenir. »

#### L'aviation maritime et la question du soutien au sol

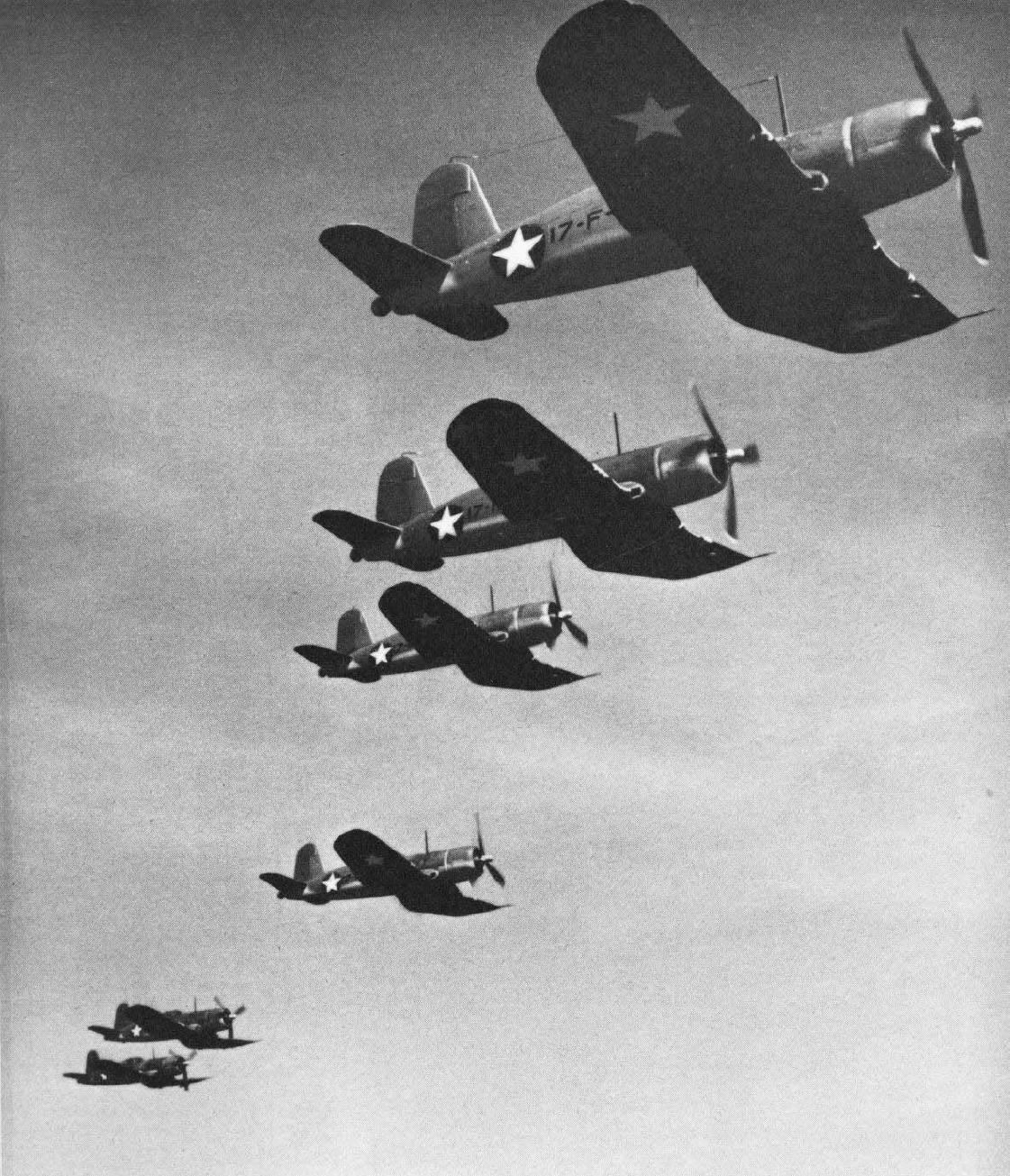
Chance-Vought F4U Corsair, 1943.

Les Marines disposaient de leur propre aviation terrestre, construite autour de l'excellent Chance Vought F4U Corsair, un chasseur-bombardier exceptionnellement grand. En 1944, 10 000 pilotes de marine exploitaient 126 escadrons de combat. La Marine Aviation avait à l'origine pour mission de soutenir étroitement les troupes au sol, avant d'abandonner ce rôle dans les années 1920 et 1930 en devenant une composante subalterne de l'aviation navale. Leur nouvelle mission consistait à protéger la flotte des attaques aériennes ennemies. Les pilotes de marine, comme tous les aviateurs, croyaient farouchement à l'importance primordiale de la supériorité aérienne ; ils ne souhaitaient pas être liés au soutien des troupes terrestres. D'un autre côté, les Marines au sol avaient besoin d'un appui aérien rapproché car ils ne disposaient pas leur propre puissance de feu. La mobilité était une mission fondamentale des forces terrestres marines. Face aux Japonais toujours terrées avec efficacité, les Marines réclamaient souvent l'usage de frappes aériennes sur des positions situées entre 300 et 1 500 mètres. En 1944, après une acrimonie interne considérable, la Marine Aviation a été forcée de commencer à aider. À Iwo Jima, les anciens pilotes du groupe de liaison aérienne (ALP) demandèrent un soutien aérien tout en les dirigeant de manière tactique. Au cours du prochain demi-siècle, le soutien aérien rapproché resta au cœur de la mission de l'aviation maritime, provoquant une éternelle jalousie de l'armée qui ne fut jamais autorisée à utiliser des chasseurs à voilure fixe ou des bombardiers, tout en ayant eu l'accord pour l'usage de transports non armés et d'avions d'observation.

#### Guadalcanal

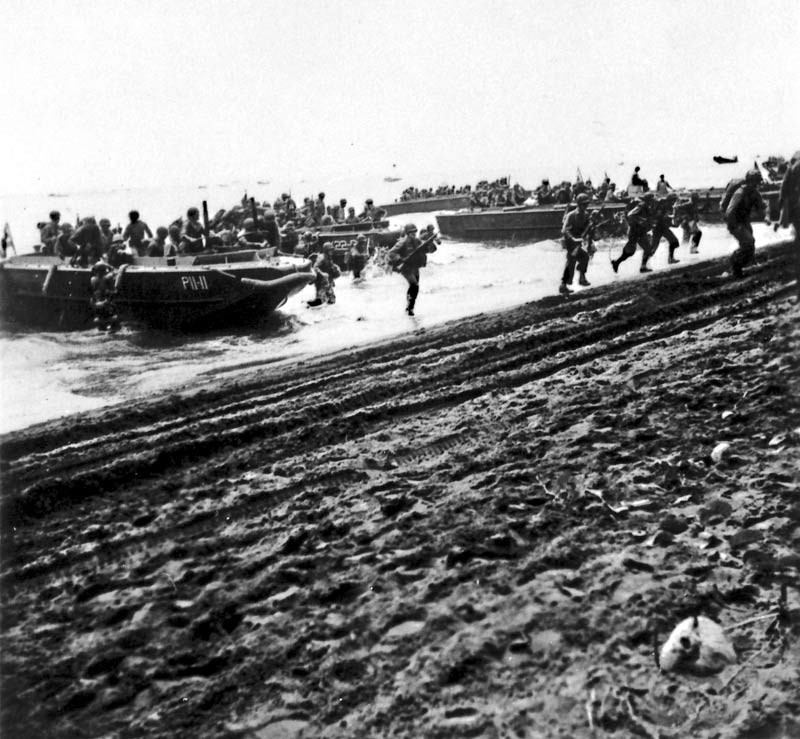
Marines américains débarquant des LCP sur Guadalcanal le 7 août 1942.

Guadalcanal, théâtre d'une opération s'étalant d'août 1942 à février 1943, fut la première grande offensive alliée de la guerre dans le théâtre du Pacifique. Cette campagne opposa les forces aériennes, navales et terrestres américaines (assistées plus tard par les Australiens et les Néo-Zélandais) à une résistance japonaise déterminée. Guadalcanal était la clé du contrôle des îles Salomon, que les deux parties considéraient comme stratégiquement essentielles. Tous deux remportèrent quelques batailles, avant d'être dépassées face aux difficultés d'approvisionnement de leur ligne de front respectives. Des échecs logistiques dans un environnement hostile ont longtemps gêné les belligérants. Maintes et maintes fois, le système de soutien logistique japonais échoua, seulement 20% des fournitures expédiées de Rabaul à Guadalcanal arrivèrent à destination. En conséquence, les 30 000 soldats japonais manquèrent d'équipement lourd, de munitions adéquates et même de nourriture ; 10 000 furent tués à l'ennemi, 10 000 moururent de faim et 10 000 autres seront évacués en février 1943. En fin de compte, Guadalcanal fut une victoire américaine majeure face à l'incapacité japonaise de tenir le rythme imposé par l’afflux de renforts américains qui s'est avérée décisive. Guadalcanal est un épisode emblématique des annales de l'histoire militaire américaine, soulignant la bravoure héroïque d'individus sous-équipés dans un combat acharné avec un ennemi déterminé.
Des Marines de la 1re division débarquent le 7 août 1942, des soldats du XIVe corps d'armée les renforcent et finissent par être remplacés fin novembre 1942. Après avoir rapidement capturés Henderson Field et préparé des défenses, les Américains repoussent (lors de la bataille d'Edson's Ridge), vague après vague, des contre-attaques japonaises avant de charger le restant des troupes japonaises. Après plus de six mois de combat, l'île fut fermement contrôlée par les Alliés le 8 février 1943.

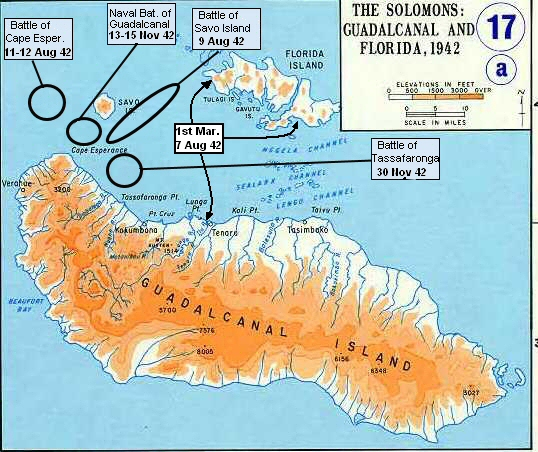
Guadalcanal, montrant plusieurs batailles navales.

Pendant ce temps, les marines rivales menèrent sept batailles, les deux camps remportant des victoires. Après la victoire japonaise à la bataille de l'île de Savo les 8 et 9 août, l'amiral Fletcher retira ses navires des environs de Guadalcanal. Une deuxième force navale japonaise navigua vers le sud et engagea la flotte américaine dans la bataille des Salomon orientales les 24 et 25 août, se terminant par une issue indécise mais forçant la force navale japonaise à battre en retraite. Du 11 au 12 octobre 1942, afin de perturber les tentatives japonaises de renforcement et de ravitaillement de leurs troupes sur Guadalcanal (surnommé les Tokyo Express), une petite force navale américaine attaqua ces lignes d'approvisionnement lors de la bataille du cap Espérance qui se solda par une victoire. Pour soutenir l'offensive terrestre japonaise en octobre, les forces navales japonaises se sont engagées et espéraient vaincre de façon décisive les forces navales américaines dans la zone d'opération lors de la bataille des îles Santa Cruz du 25 au 27 octobre 1942, les Japonais ne parviendront pas à leur objectif.
Du 12 au 15 novembre 1942 se déroule la bataille navale de Guadalcanal : apprenant le renforcement des troupes japonaises en vue d'une attaque contre l'aérodrome d'Henderson, les forces américaines lancèrent des avions et des navires de guerre pour empêcher les troupes terrestres japonaises d'atteindre la zone, réussissant ainsi à les faire reculer dans la dernière tentative majeure du Japon qui espérait les déloger de l'île. Le 30 novembre, la Task Force 67 tenta de surprendre et de détruire, sans succès, une force navale ennemie livrant des vivres aux troupes japonaises de Guadalcanal lors de la bataille de Tassafaronga. La bataille navale finale se déroula entre le 29 et le 30 janvier 1943, connue sous le nom de bataille de l'île de Rennell. Des bombardiers japonais, qui protégeaient une flotte envoyée pour évacuer les troupes japonaises de Guadalcanal, attaquèrent pendant deux jours au sud de Guadalcanal, des bâtiments de guerre américains faisant partie d'une force opérationnelle qui amenait des troupes fraîches sur l'île. À la suite de la bataille, une victoire japonaise où un croiseur lourd américain est coulé et un destroyer gravement endommagé, la Task Force américaine se retira des Salomon, laissant les Japonais procéder au retrait de leurs dernières troupes de Guadalcanal.

#### Tarawa

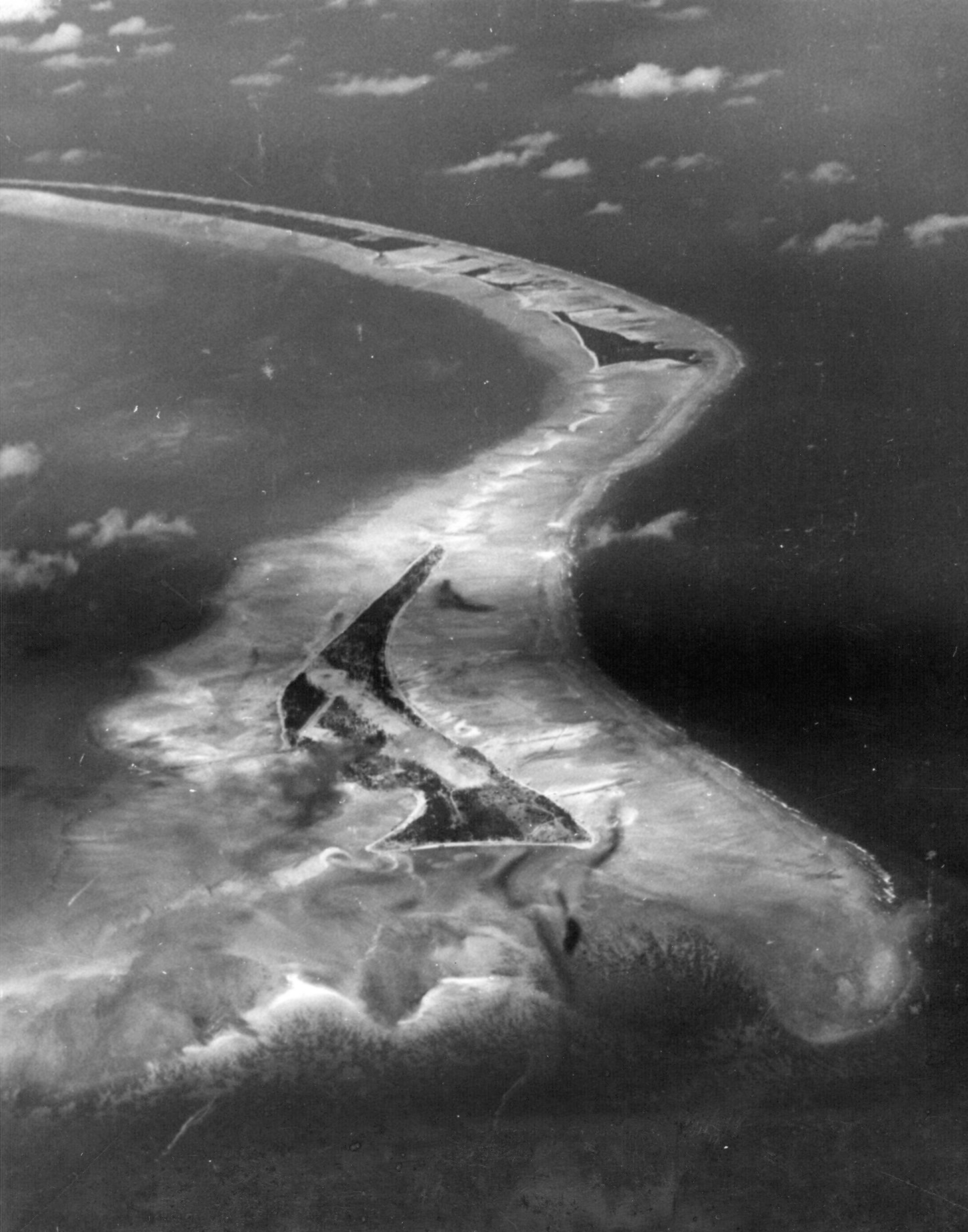
Atoll de Tarawa en septembre 1943

Après des combats violents au cours desquels peu de prisonniers ont été faits de chaque côté, les États-Unis et les Alliés ont poursuivi l'offensive. Le débarquement à Tarawa le 20 novembre 1943, par les Américains, s'enlisa alors que des blindés tentaient de percer les lignes de défense japonaises. Ils purent finalement débarquer un nombre limité de chars pour les conduire à l'intérieur des terres. Après des jours de combats, ceux-ci prirent le contrôle de Tarawa le 23 novembre. Sur les 2 600 soldats japonais déployés sur l'île, seuls 17 se sont rendus.

#### Opérations dans le Pacifique central

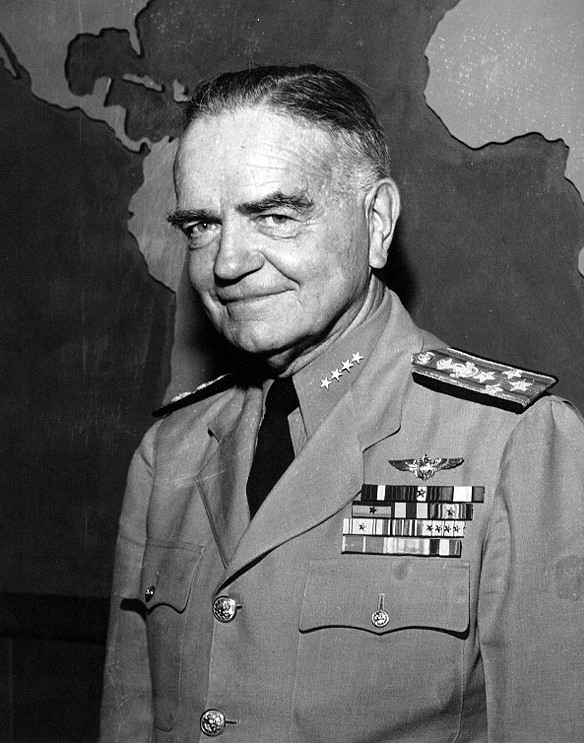
L'amiral William F. Halsey, commandant de la troisième flotte américaine dans le golfe de Leyte.

En prévision de la reconquête des Philippines, les Alliés ont lancé la campagne des îles Gilbert et Marshall avec pour objectif de libérer ces îles des Japonais à l'été 1943. En se rapprochant du Japon, l'US Navy remporta de manière décisive la bataille de la mer des Philippines et les forces de débarquement capturèrent les îles Mariannes et Palaos à l'été 1944. L'objectif était de construire des bases aériennes à portée du nouveau bombardier B-29 destiné à bombarder les villes industrielles du Japon.

#### Libération des Philippines
La bataille du golfe de Leyte, à la fin d'octobre 1944, fut une victoire américaine décisive qui coula la quasi-totalité de la flotte japonaise restante lors la plus grande bataille navale de l'histoire,,. Le 24 et 25 octobre 1944, des combats acharnés sur une surface vaste comme le tiers de l'Europe virent la fin de la Flotte impériale japonaise comme force offensive capable d'influer sur le cours de la guerre. Ces combats eurent lieu au cours de quatre engagements principaux situés en mer de Sibuyan, dans le détroit de Surigao, au cap Engaño et au large de Samar.
Les 7e et la 3e flotte, commandées respectivement par les vice-amiraux Halsey et Kinkaid, rassemblent des effectifs particulièrement impressionnants : dix-sept grands porte-avions, dix-huit porte-avions d’escorte, douze cuirassés, 24 croiseurs, 141 destroyers et 1 500 avions embarqués. Elle s’est soldée par une éclatante victoire américaine. Toutefois, le plan Sho-Go a failli réussir : Ozawa avait bien attiré les porte-avions d’Halsey vers le nord tandis que Kurita a été à deux doigts d’emporter la décision. Mais des renseignements erronés et une mauvaise analyse de la situation l’ont empêché de remporter un succès considérable.
Le général MacArthur a tenu sa promesse en revenant aux Philippines lors du débarquement à Leyte le 20 octobre 1944. La reprise des Philippines s'est étalé de 1944 à 1945 et a inclus les batailles de Leyte, Luçon et Mindanao.

#### Iwo Jima

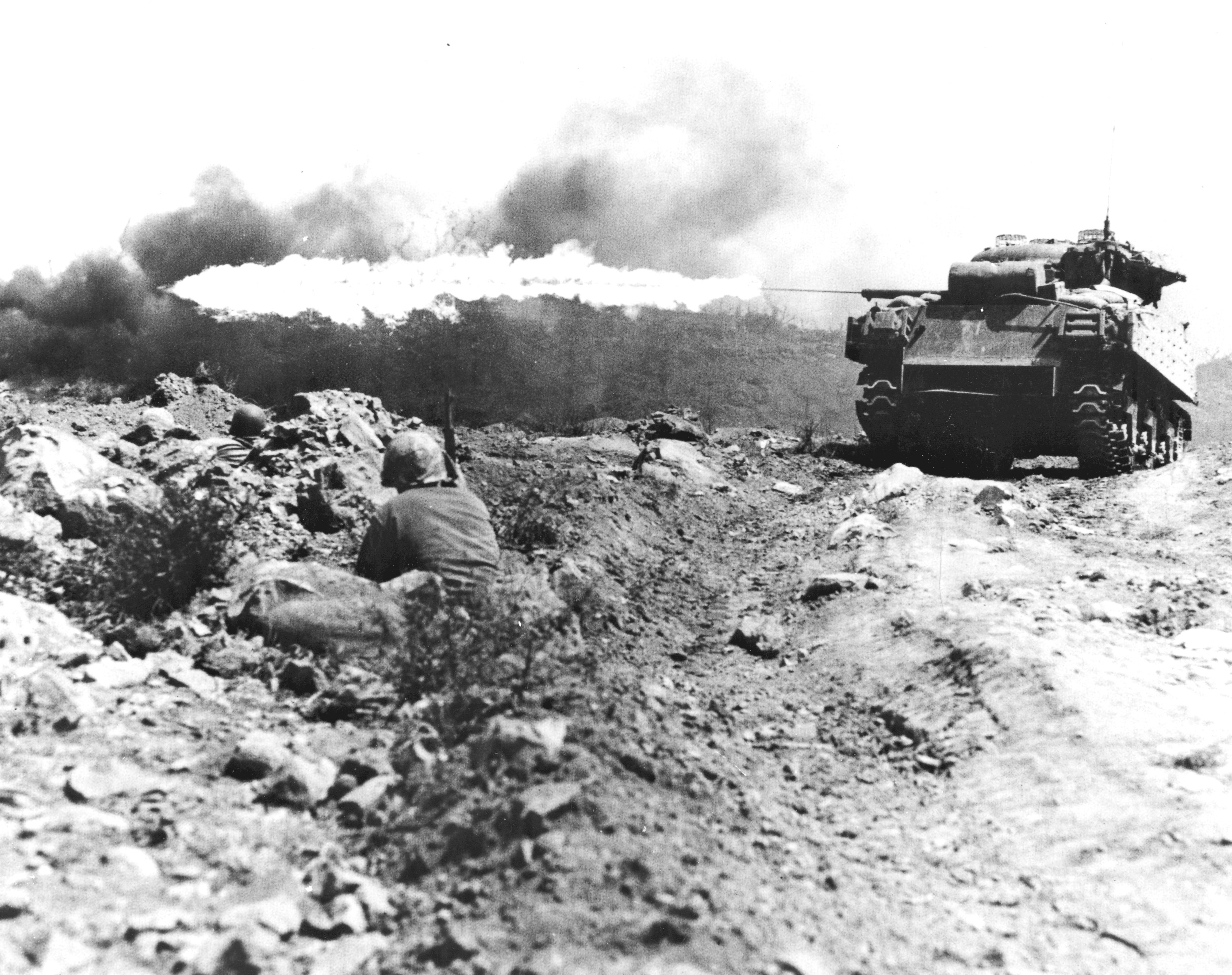
Un char Sherman M4 équipé d'un lance-flammes nettoyant un bunker japonais à Iwo Jima, mars 1945.

Désirant de nouvelles bases pour des escortes de chasse, les Américains décident de ne contourner la petite île d'Iwo Jima. En prévision d’un débarquement, l’armée américaine décide de bombarder intensivement la zone en 1944. Il s’agit d’ailleurs du plus long bombardement de toute la guerre du Pacifique, s’échelonnant d’août à octobre 1944. Les Japonais, se sachant inférieur tactiquement, optent pour une stratégie de maximisation des pertes américaines pour les décourager d'envahir l'archipel du Japon. Tirant les leçons de la bataille de Saipan, ils préparèrent de nombreuses positions fortifiées sur l'île, notamment des bunkers et des tunnels. L'attaque des Marines a commencé le 19 février 1945, après trois jours de pilonnage aérien et naval du mont Suribachi sans grandes conséquences. À l’instar de ce qui s’est passé sur les plages de Normandie, les Américains se retrouvent très vite bloqués. Un feu nourri d’artillerie, de snipers et de mitrailleuses japonaises, retranchées dans des hauteurs paralyse la progression et surprend les Marines. Pire, l’afflux de troupes américaines, qui débarqueront encore et encore, provoque un véritable embouteillage qui augmentera les pertes humaines. Il faudra attendre le soir pour que la plage soit sécurisée, notamment en raison de la panne de munitions des Japonais. La bataille, qui a commencé sur la plage, se mue en une bataille de plaine, puis souterraine. Pour déloger les soldats retranchés dans les cavernes, les Américains utiliseront massivement les grenades et les lance-flammes. Le premier aérodrome est notamment pris le 22 février. Par la suite, des raids japonais orchestrés par des officiers seront lancés sur les troupes américaines, en particulier quand les balles viennent à manquer. Un véritable choc psychologique pour les Américains, tant l’initiative nippone était suicidaire. Le 25 février, le deuxième aérodrome est occupé. Le troisième terrain d’aviation est remporté par les Américains le 2 mars, et la zone située à l’Est de cette de celle-ci mettra un jour à être prise. Elle est surnommée le « hachoir à viande » (the meatgrinder), car les Japonais se battront, encore une fois, de toute leur force. Pour conquérir cette zone, 6 600 Marines seront blessées ou tuées. Il faudra néanmoins attendre le 15 mars pour que la majorité de l’île soit occupée par les Américains. Si l’essentiel des troupes nippones est décimé, des résidus de l’armée, notamment des groupes de quelques individus, continueront de lutter séparément. Par exemple, le blockhaus du général Tadamichi Kuribayashi ne sera conquis que le 25 mars. L’ultime offensive japonaise interviendra le 26 mars avec 300 soldats qui s’étaient infiltrés dans les défenses américaines.

#### Okinawa
La bataille d'Okinawa fut la dernière grande bataille du Pacifique et de la Seconde Guerre mondiale. L'île devait devenir une zone de rassemblement pour l'éventuelle invasion du Japon car elle n'était qu'à 550 km au sud du continent japonais. Les Marines et soldats débarquèrent sans opposition le 1er avril 1945, pour entamer une campagne de 82 jours qui devint la plus grande bataille terre-mer-air de l'histoire et fut notée pour la férocité des combats et le nombre élevé de victimes civiles avec plus de 150 000 ayant perdu la vie. Les pilotes kamikazes japonais ont causé la plus grande perte de navires de l'histoire de la marine américaine avec le naufrage de 38 navires, 368 autres étant endommagés. Le total des pertes américaines a dépassé 12 500 morts et 38 000 blessés, tandis que les Japonais ont perdu plus de 110 000 soldats. Le combat acharné et les pertes américaines élevées ont conduit l'armée et la marine à s'opposer à une invasion des îles principales. Une stratégie alternative fut alors choisie : l'utilisation de l'arme nucléaire pour forcer les Japonais à la reddition.

#### Bombardement stratégique du Japon

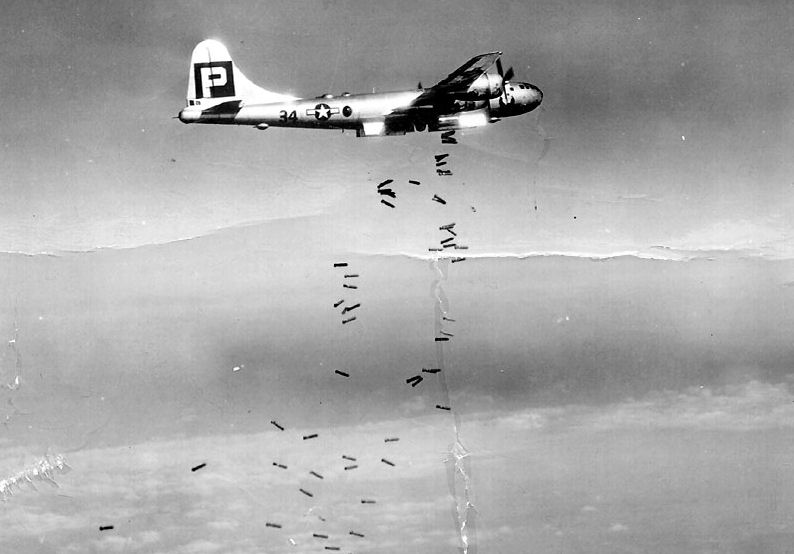
B-29 Superfortress larguant des bombes explosives de 500 livres au-dessus du Japon, 1945.

L'inflammabilité des grandes villes du Japon et la concentration de la production de munitions ont fait du bombardement stratégique l'arme de destruction massive adéquate des Américains à partir de 1941. Les premiers tests ont été menés à partir de bases en Chine, où des efforts massifs pour y établir des bases B-29 et les approvisionner ont échoué en 1944 — les bases furent par la suite capturés et occupés par l'armée japonaise. Saipan et Tinian, libéré par les États-Unis en juin 1944, ont fourni des bases sûres pour le B-29 à très longue portée. Le Boeing B-29 Superfortress possédait quatre moteurs suralimentés Wright R-3350 de 2 200 chevaux qui pouvaient emporter quatre tonnes de bombes à 33 000 pieds, pour un rayon d'action de 3 500 milles. Cependant, les raids systématiques commencés en juin 1944 ne furent pas satisfaisants pour ce type de terrain. D'après les expériences menées en Europe, cette stratégie fut trop actée sur la légitime défense. Le général Henry Harley Arnold, en charge personnelle de la campagne, a fait appel à un nouveau leader, le général Curtis LeMay. Au début de 1945, LeMay ordonne un changement radical de tactique : retirer les mitrailleuses et les artilleurs, voler à basse altitude la nuit afin d'économiser du carburant, tout pouvant embarquer des bombes supplémentaires. Les systèmes radar, de chasse et antiaérien japonais démontrèrent leur inefficacités face aux bombardiers, qui provoquèrent d'immenses incendies sur les villes ciblés. Face à la menace, des millions de civils fuirent ainsi vers les montagnes.

Tokyo a été touché à plusieurs reprises, et lors du premier raid massif du 9 au 10 mars 1945, la ville subie une conflagration d'environ seize miles carrés (41 km2), et provoque la mort d'au moins 83 000 civils Japonais. Le 5 juin, Kobe ne fut pas épargné, 51 000 bâtiments ont été incendiés lors d'un raid de 473 B-29. Cette fois-ci, les Japonais parviennent à riposter : 11 B-29 sont abattus et 176 autres endommagés. Osaka, ville où un sixième des munitions de l'Empire a été fabriqué, fut la cible de 247 B-29 qui largueront 1 733 tonnes de bombes incendiaires. Une tempête de feu brûla 8,1 milles carrés, dont 135 000 maisons, et tua 4 000 personnes,. Les responsables locaux japonais ont rapporté : 

« Malgré le peu de dommages sur les grandes usines, environ un quart des quelque 4 000 petites usines, qui fonctionnaient de paires entre elles, ont été complètement détruites par le feu... De plus, en raison de la peur croissante des attaques aériennes, les travailleurs furent en général réticents à travailler dans les usines, et la fréquentation fluctua jusqu'à 50%. »

L'armée japonaise, qui n'était pas basée dans les villes, n'a pratiquement pas été touchée par les raids. L'armée manquait de nourriture et d'essence, mais, comme le prouve Iwo Jima et Okinawa, celle-ci montra une résistance féroce. Les Japonais disposait également d'une nouvelle tactique qui, espérait-elle, fournirait le pouvoir de négociation afin d'obtenir une paix séparée, le kamikaze.

#### Kamikaze
À la fin de 1944, les Japonais ont inventé une nouvelle tactique inattendue et très efficace, l'avion suicide Kamikaze fonçant comme un missile guidé sur des navires américains. La stratégie Kamikaze a permis l'utilisation de pilotes non formés et d'avions obsolètes. Les attaques ont commencé en octobre 1944 et se sont poursuivies jusqu'à la fin de la guerre. La plupart des pilotes Kamikaze étaient inexpérimentés et recevaient une formation minimale ; cependant, la plupart étaient bien éduqués et profondément attachés à l'empereur,.

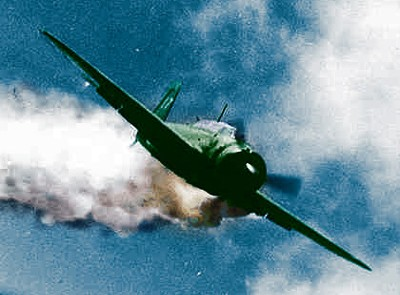
Le D4Y3 du Lt. Yoshinori Yamaguchi plonge sur l', à, le 25 novembre 1944. Les volets aérofreins sont sortis et on peut voir une traînée de fumée sortir du réservoir d'aile. L'absence de réservoirs auto-obturants rendit les D4Y faciles à enflammer avec quelques balles traçantes.

Les plus grosses attaques auront lieu pendant la bataille d'Okinawa, lors des opérations Kikusui, mettant en jeu plus de quatre cents avions-suicides, ainsi que les premiers Ohka. Lors de cette bataille, les kamikazes japonais coulent 38 navires et endommagent 368 autres à des degrés divers, tuant 4 900 marins. La Task Force 58 analysa la technique japonaise à Okinawa en avril 1945 : 

« Les attaques ennemies ont rarement été exécutées avec autant d'habileté et avec une détermination aussi téméraire. Ces attaques étaient généralement menées par un seul ou quelques avions effectuant leurs approches avec des changements radicaux de cap et d'altitude, se dispersant lors de l'interception et utilisant la couverture nuageuse à leurs avantages. »

Les Américains mettent en place une défense contre les Kamikazes dans le but était de les abattre au sol en l'air bien avant qu'ils n'approchent de la flotte. Lors de la bataille d'Okinawa, l'amiral Richmond Turner, chef des forces de soutien, avait disposé ses bâtiments sur deux lignes de manière à prévenir les interventions aériennes japonaises, notamment grâce aux navires piquet radar. Deux cent cinquante appareils nippons seront détruits avant de pouvoir commencer leur attaque. Néanmoins, un certain nombre de navires, dont le porte-avions USS Hancock, sont plus ou moins gravement endommagés.
Le Japon suspendit les attaques de ce type en mai 1945, préférant amasser l’essence et dissimuler leurs avions en prévision d'attaques-suicides futures de grande ampleur si les Américains venaient à envahir l'archipel.
L'industrie japonaise fabriquait 1 500 nouveaux avions par mois en 1945. Cependant, la qualité de la construction fut très médiocre et achevée parfois à la hâte ; c'est ainsi que de nombreux nouveaux avions s'écrasèrent pendant l'entraînement ou avant d'atteindre les objectifs.
S'attendant à une résistance accrue, y compris à beaucoup plus d'attaques kamikazes une fois les principales îles du Japon envahies, le haut commandement américain repensa sa stratégie en utilisant des bombes atomiques pour mettre fin à la guerre, espérant que cela rendrait inutile une invasion coûteuse en hommes et en vivres.

#### Sous-marins américains dans le Pacifique

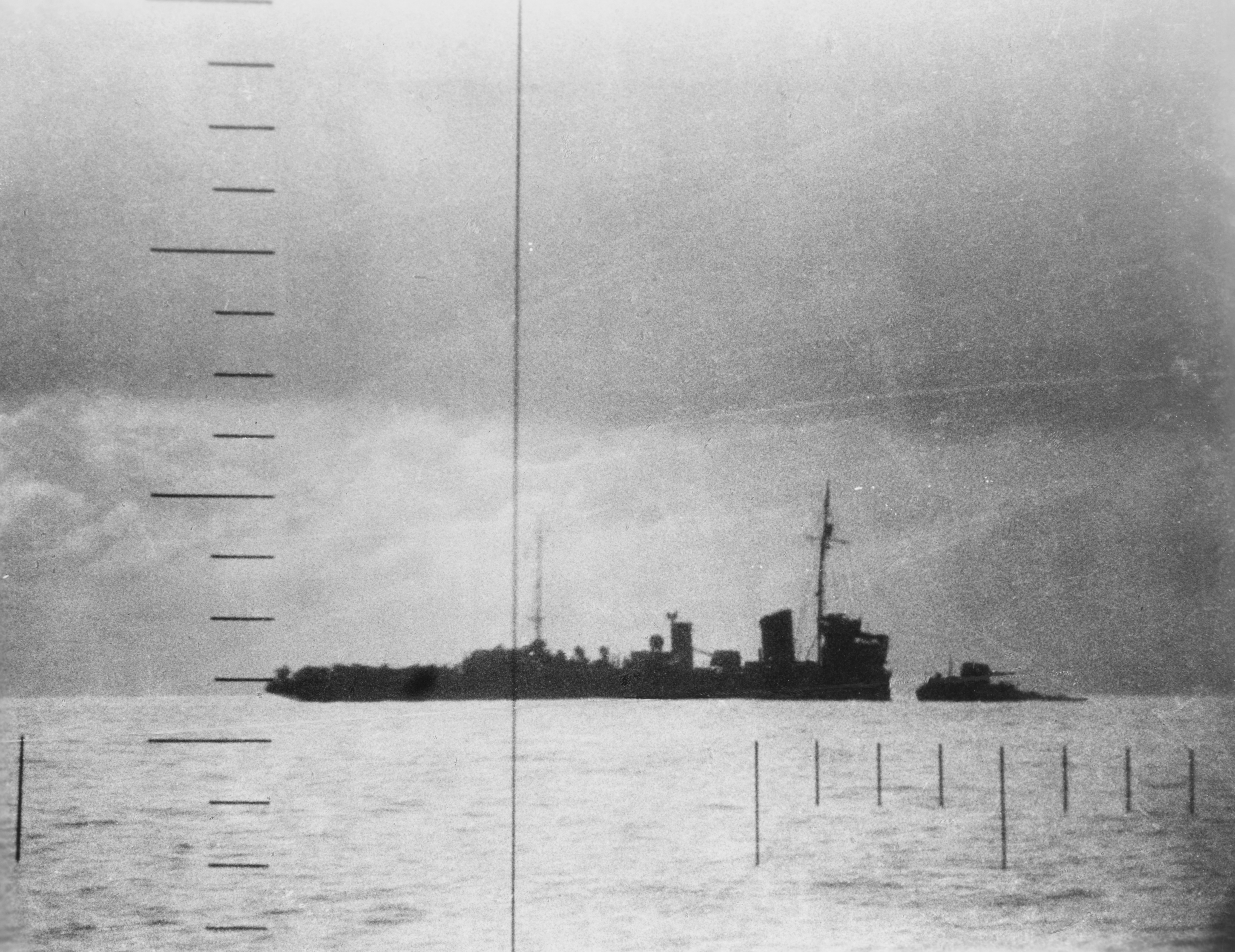
Naufrage d'un navire d'escorte japonais après avoir été torpillé par l', 23 avril 1943.

Les sous-marins américains ont participé à la majorité des batailles navales dans le théâtre du Pacifique, mais les sous-marins ont été les plus décisifs dans leur blocus du Japon, pour lequel l'effort de guerre dépendait de son transport maritime.
Dans l'après-midi du 7 décembre 1941, six heures après l'attaque japonaise, les commandants de la marine américaine dans le Pacifique ont reçu l'ordre du chef d'état-major de la marine américaine « d'exécuter une guerre aérienne et sous-marine sans restriction contre le Japon » (voir aussi : guerre sous-marine à outrance). Cet ordre autorisait les sous-marins américains du Pacifique à attaquer et couler tout navire de guerre, navire commercial ou navire à passagers civil battant pavillon japonais, sans avertissement. L'United States Pacific Fleet et l'United States Asiatic Fleet entrèrent immédiatement en action pour contrer l'offensive japonaise à travers le Pacifique, notamment aux Philippines, en Indochine, aux Indes néerlandaises et en Malaisie. La force sous-marine de l'US Navy représentait seulement 2 % du tonnage total de la marine. Le 7 décembre 1941, la marine américaine disposait de dix-huit sous-marins de taille moyenne (classe S) dans le Pacifique, 38 sous-marins ailleurs et 73 en construction, le tout réparti dans 55 flottilles. À la fin de la guerre, les États-Unis achevèrent 228 submersibles.
Les sous-marins de l'US Navy étaient notamment utilisés pour des missions de surveillance, comprenant des reconnaissances avec débarquement de personnel américain, à l’approvisionnement des guérilleros dans les territoires occupés japonais, ou encore le transport de commandos pour des missions telles que le raid de Makin, secourant également des aviateurs abattus au-dessus de l'océan.
À la suite de plusieurs améliorations clés de la stratégie et de la tactique, à partir de 1943, les sous-marins alliés ont mené une campagne sévèrement efficace contre la marine impériale et marine marchande japonaise, annihilant de fait l'Empire japonais des ressources essentielles. À la fin de la guerre en août 1945, les sous-marins de l'US Navy ont envoyé par le fond environ 1 300 navires marchands japonais, ainsi qu'environ deux cents navires de guerre. Comme les forces sous-marines nippones, un nombre important de sous-marins américains ont été coulés dans le Pacifique ; les sources varient d'une quarantaine à une soixantaine de submersibles perdus, (voir : liste des pertes sous-marines de l'US Navy pendant la Seconde Guerre mondiale). Près de 16 000 sous-mariniers servirent durant la guerre, desquels 375 officiers et 3 131 hommes d'équipage furent tués au combat (soit un sous-marinier sur cinq, 22 % des effectifs). Il s'agit du taux de pertes le plus élevé de toutes les forces américaines durant la Seconde Guerre mondiale. Les submersibles détruisirent plus de la moitié de la flotte marchande japonaise, dépassant la barres des cinq millions de tonnes de navires envoyés par le fond.

#### Bombardement atomique de villes japonaises

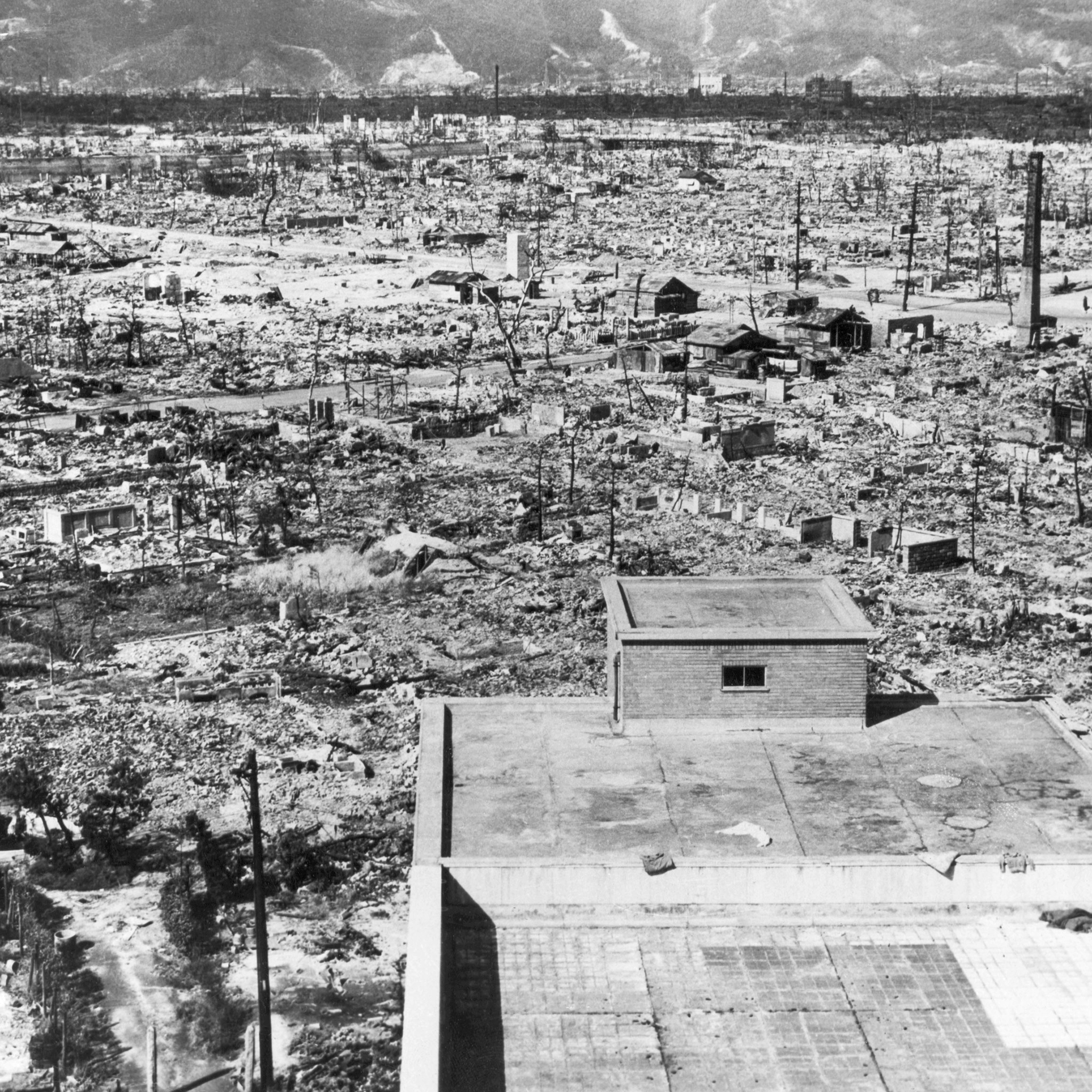
Les effets de la bombe atomique à Hiroshima.

Alors que la victoire des États-Unis devient de plus en plus inévitable, les échanges entre Hirohito, le cabinet et l'état-major montrent que l'empire du Japon n'était pas sur le point de se rendre sans condition. Face à la multiplication des pertes sur le champ de bataille, une crainte dans le haut commandement américain montre qu'une invasion du Japon continental entraînerait d'énormes pertes de la part des Alliés, comme le montrent les estimations des pertes pour l'opération Downfall. Dès lors, le 21 juillet 1945, le président Harry S. Truman approuve le largage des bombes sur le Japon. La première bombe est larguée sur une ville industrielle, Hiroshima, le 6 août 1945, tuant environ 70 000 personnes. Le bombardement d'Hiroshima ne modifia en rien l'attitude de Hirohito et du gouvernement qui ne prirent aucune mesure pour amorcer le processus de reddition, espérant toujours une issue favorable aux négociations avec l'Union soviétique. Une deuxième bombe est alors larguée sur une autre ville industrielle, Nagasaki, le 9 août et tue environ 35 000 personnes. L'invasion soviétique de la Mandchourie commença également le 9 août au cours duquel l'Armée rouge progressa rapidement. Dans la foulée, le Japon décide de capituler le 15 août 1945.
Le VJ Day, qui a lieu le 15 août 1945, marque la fin de la guerre du Pacifique. La Seconde Guerre mondiale prend officiellement fin le 2 septembre 1945 par la reddition également sans condition de l'Empire du Japon, dernière nation de l’Axe à connaître une défaite totale.

## Front américain mineur
Les États-Unis ont fourni plusieurs forces sur le théâtre CBI, comme la 5307e Composite Unit, surnommée « Merrill's Marauders » d'après son commandant Frank Merrill. Il s'agit de la seule unité terrestre américaine à combattre dans la jungle sur le théâtre d’opérations du Raj britannique.
En un peu plus de cinq mois de combat en 1944, les Marauders ont avancé de 750 miles à travers certains des terrains de jungle les plus hostiles au monde, ont combattu dans cinq engagements majeurs de la campagne, principalement derrière des lignes ennemies, avec ou à l'appui de l'Empire britannique et des forces chinoises en Birmanie, en subissant de lourdes pertes. Le 10 août 1944, les Marauders sont regroupés dans la 475e infanterie. Les États-Unis avaient également un conseiller auprès de Tchang Kaï-chek et Joseph Stilwell. Des unités de la 10e, 14e et de la 20e force aérienne de l'USAAF ont également servi sur ce théâtre d'opération, incluant les « Flying Tigers ».

## Attaques sur le sol américain
Bien que les puissances de l'Axe n'aient jamais planifié une invasion à grande échelle des États-Unis, le pays fit face à des attaques et des actes de sabotage sur le sol américain.
- Janvier-août 1942 — Opération Paukenschlag, des sous-marins allemands engagent des navires américains au large de la côte est des États-Unis.
- 23 février 1942 — Bombardement d'Ellwood, une attaque sous-marine japonaise sur la Californie.
- 4 mars 1942 — Opération K, une reconnaissance japonaise sur Pearl Harbor à la suite de l'attaque du 7 décembre 1941.
- 3 juin 1942 - 15 août 1943 — Campagne des îles Aléoutiennes, la bataille pour le territoire alors incorporé de l'Alaska.
- 21-22 juin 1942 — Bombardement de Fort Stevens, deuxième attaque contre une base militaire américaine sur le continent américain pendant la Seconde Guerre mondiale.
- 9 septembre 1942 et 29 septembre 1942 — Attaque aérienne de Lookout, la seule attaque de bombardement par avion sur leur territoire métropolitain pendant la Seconde Guerre mondiale.
- Novembre 1944-avril 1945 — Bombes-ballons Fu-Go, plus de 9 300 d'entre elles ont été lancées par le Japon à travers l'océan Pacifique vers le continent américain dans le but de déclencher des incendies de forêt. Moins de 500 ont touché au but, la plupart sans exploser. Le 5 mai 1945, six civils américains ont été tués dans l'Oregon par l'explosion d'une de ces bombes. Il s'agit des seuls morts attribués au projet Fugo, et des seules victimes civiles de la Seconde Guerre mondiale sur le territoire continental des États-Unis.

### Attaques prévues
- Amerika Bomber : projet allemand consistant à bombarder l'Amérique au moyen d'un gigantesque bombardier à très long rayon d'action
- Projet Z : projet de l'Empire du Japon, similaire au projet nazi Amerika Bomber, visant à concevoir un bombardier intercontinental capable d'atteindre l'Amérique du Nord

## Autres unités et services
- Cactus Air Force
- 1er détachement du service spécial
- Eagle Squadrons
- Flying Tigers
- Merrill's Marauders
- Office of Strategic Services
- Tuskegee Airmen
- Le Mathematical Tables Project, dirigé par Gertrude Blanch, emploie 450 personnes pour effectuer des calculs pour l'armée[72]

## Chronologie

### Théâtre européenetméditerranéen
| Bataille                              | Campagne                   | Date de début     | Date de fin       | Victoire   |
| ------------------------------------- | -------------------------- | ----------------- | ----------------- | ---------- |
| Bataille de l'Atlantique              |                            | 3 septembre 1939  | 8 mai 1945        | Alliés     |
| Opération Torch                       | Campagne d'Afrique du Nord | 8 novembre 1942   | 10 novembre 1942  | Alliés     |
| Course pour Tunis                     | Campagne de Tunisie        | 10 novembre 1942  | 25 décembre 1942  | Allemagne  |
| Bataille de Sidi Bouzid               | Campagne de Tunisie        | 14 février 1943   | 17 février 1943   | Allemagne  |
| Bataille de Kasserine                 | Campagne de Tunisie        | 19 février 1943   | 25 février 1943   | Allemagne  |
| Bataille d'El Guettar                 | Campagne de Tunisie        | 23 mars 1943      | 7 avril 1943      | Allemagne  |
| Bataille d'Hill 609                   | Campagne de Tunisie        | 27 avril 1943     | 1er mai 1943      | États-Unis |
| Opérations Vulcan et Strike           | Campagne de Tunisie        | 6 mai 1943        | 12 mai 1943       | États-Unis |
| Opération Flax                        | Campagne de Tunisie        | 5 avril 1943      | 27 avril 1943     | États-Unis |
| Opération Husky                       | Campagne d'Italie          | 9 juillet 1943    | 17 août 1943      | Alliés     |
| Opération Avalanche                   | Campagne d'Italie          | 3 septembre 1943  | 16 septembre 1943 | Alliés     |
| Ligne Bernhardt                       | Campagne d'Italie          | 1er décembre 1943 | 15 janvier 1944   | Alliés     |
| Bataille de Monte Cassino             | Campagne d'Italie          | 17 janvier 1944   | 19 mai 1944       | Alliés     |
| Opération Shingle                     | Campagne d'Italie          | 22 janvier 1944   | 5 juin 1944       | Alliés     |
| Bataille de Normandie alias D-Day     | Front de l'Ouest           | 6 juin 1944       | 25 août 1944      | Alliés     |
| Bataille de Saint-Lô                  | Front de l'Ouest           | 9 juillet 1944    | 24 juillet 1944   | Alliés     |
| Opération Cobra                       | Front de l'Ouest           | 25 juillet 1944   | 31 juillet 1944   | Alliés     |
| Opération Lüttich                     | Front de l'Ouest           | 7 août 1944       | 13 août 1944      | Alliés     |
| Poche de Falaise                      | Front de l'Ouest           | 12 août 1944      | 21 août 1944      | Alliés     |
| Libération de Paris                   | Front de l'Ouest           | 19 août 1944      | 25 août 1944      | Alliés     |
| Opération Dragoon                     | Front de l'Ouest           | 15 août 1944      | 14 septembre 1944 | Alliés     |
| Campagne de la ligne Siegfried        | Front de l'Ouest           | 25 août 1944      | 7 mars 1945       | Alliés     |
| Ligne gothique                        | Campagne d'Italie          | 25 août 1944      | 17 décembre 1944  | Alliés     |
| Opération Market Garden               | Front de l'Ouest           | 17 septembre 1944 | 25 septembre 1944 | Allemagne  |
| Bataille d'Arracourt                  | Front de l'Ouest           | 18 septembre 1944 | 29 septembre 1944 | Alliés     |
| Bataille de la forêt de Hürtgen       | Front de l'Ouest           | 19 septembre 1944 | 10 février 1945   | Allemagne  |
| Bataille d'Aix-la-Chapelle            | Front de l'Ouest           | 1er octobre 1944  | 22 octobre 1944   | États-Unis |
| Opération Queen                       | Front de l'Ouest           | 16 novembre 1944  | 16 décembre 1944  | Allemagne  |
| Bataille des Ardennes                 | Front de l'Ouest           | 16 décembre 1944  | 25 janvier 1945   | Alliés     |
| Opération Bodenplatte                 | Front de l'Ouest           | 1er janvier 1945  | 1er janvier 1945  | Alliés     |
| Opération Nordwind                    | Front de l'Ouest           | 1er janvier 1945  | 25 janvier 1945   | Alliés     |
| Poche de Colmar                       | Front de l'Ouest           | 20 janvier 1945   | 9 février 1945    | Alliés     |
| Offensive du printemps 1945 en Italie | Campagne d'Italie          | 6 avril 1945      | 2 mai 1945        | Alliés     |
| Campagne d'Allemagne                  | Front de l'Ouest           | 8 février 1945    | 5 mai 1945        | Alliés     |
| Opération Grenade                     | Front de l'Ouest           | 9 février 1945    | 9 février 1945    | Alliés     |
| Opération Lumberjack                  | Front de l'Ouest           | 7 mars 1945       | 25 mars 1945      | Alliés     |
| Opération Varsity                     | Front de l'Ouest           | 24 mars 1945      | 24 mars 1945      | Alliés     |
| Poche de la Ruhr                      | Front de l'Ouest           | 7 mars 1945       | 21 avril 1945     | Alliés     |
| Bataille de Francfort                 | Front de l'Ouest           | 26 mars 1945      | 29 mars 1945      | Alliés     |

### Théâtre du Pacifique
| Bataille                               | Campagne                                    | Date de début     | Date de fin       | Victoire                                 |
| -------------------------------------- | ------------------------------------------- | ----------------- | ----------------- | ---------------------------------------- |
| Attaque de Pearl Harbor                |                                             | 7 décembre 1941   | 7 décembre 1941   | Japon                                    |
| Invasion de Guam                       |                                             | 8 décembre 1941   | 8 décembre 1941   | Japon                                    |
| Bataille de l'atoll de Wake            | Théâtre du Pacifique                        | 8 décembre 1941   | 23 décembre 1941  | Japon                                    |
| Bataille des Philippines               | Théâtre du Pacifique Sud-Ouest              | 8 décembre 1941   | 8 mai 1942        | Japon                                    |
| Bataille de Balikpapan                 | Invasion des Indes orientales néerlandaises | 23 janvier 1942   | 24 janvier 1942   | Japon                                    |
| Bataille d'Amboine                     | Invasion des Indes orientales néerlandaises | 30 janvier 1942   | 3 février 1942    | Japon                                    |
| Bataille du détroit de Makassar        | Invasion des Indes orientales néerlandaises | 4 février 1942    | 4 février 1942    | Japon                                    |
| Bataille du détroit de Badung          | Invasion des Indes orientales néerlandaises | 18 février 1942   | 19 février 1942   | Japon                                    |
| Invasion du Timor                      | Invasion des Indes orientales néerlandaises | 19 février 1942   | 10 février 1943   | Japon (tactique) ； Alliés (stratégique) |
| Première bataille de la mer de Java    | Invasion des Indes orientales néerlandaises | 27 février 1942   | 1er mars 1942     | Japon                                    |
| Bataille du détroit de la Sonde        | Invasion des Indes orientales néerlandaises | 28 février 1942   | 1er mars 1942     | Japon                                    |
| Invasion de Java                       | Invasion des Indes orientales néerlandaises | 28 février 1942   | 12 mars 1942      | Japon                                    |
| Invasion de Tulagi                     | Campagne des îles Salomon                   | 3 mai 1942        | 4 mai 1942        | Japon                                    |
| Bataille de la mer de Corail           | Campagne de Nouvelle-Guinée                 | 4 mai 1942        | 8 mai 1942        | Japon (tactique) ； Alliés (stratégique) |
| Bataille de Corregidor                 |                                             | 5 mai 1942        | 6 mai 1942        | Japon                                    |
| Bataille de Midway                     |                                             | 4 juin 1942       | 7 juin 1942       | États-Unis                               |
| Campagne des îles Aléoutiennes         |                                             | 6 juin 1942       | 15 août 1943      | Alliés                                   |
| Bataille de Tulagi et Gavutu–Tanambogo | Campagne de Guadalcanal                     | 7 août 1942       | 9 août 1942       | Alliés                                   |
| Bataille de l'île de Savo              | Campagne de Guadalcanal                     | 8 août 1942       | 9 août 1942       | Japon                                    |
| Raid de Makin                          | Campagne des îles Gilbert et Marshall       | 17 août 1942      | 18 août 1942      | États-Unis                               |
| Bataille de Tenaru                     | Campagne de Guadalcanal                     | 21 août 1942      | 21 août 1942      | Alliés                                   |
| Bataille des Salomon orientales        | Campagne de Guadalcanal                     | 24 août 1942      | 25 août 1942      | États-Unis                               |
| Bataille de la baie de Milne           | Campagne de Nouvelle-Guinée                 | 25 août 1942      | 5 septembre 1942  | Allies                                   |
| Bataille d'Edson's Ridge               | Campagne de Guadalcanal                     | 12 septembre 1942 | 14 septembre 1942 | États-Unis                               |
| Opérations de la rivière Matanikau     | Campagne de Guadalcanal                     | 23 septembre 1942 | 27 septembre 1942 | Japon                                    |
| Troisième bataille des Matanikau       | Campagne de Guadalcanal                     | 7 octobre 1942    | 9 octobre 1942    | États-Unis                               |
| Bataille du cap Espérance              | Campagne de Guadalcanal                     | 11 octobre 1942   | 12 octobre 1942   | États-Unis                               |
| Bataille d'Henderson Field             | Campagne de Guadalcanal                     | 23 octobre 1942   | 26 octobre 1942   | États-Unis                               |
| Bataille des îles Santa Cruz           | Campagne de Guadalcanal                     | 25 octobre 1942   | 27 octobre 1942   | Japon                                    |
| Bataille navale de Guadalcanal         | Campagne de Guadalcanal                     | 12 novembre 1942  | 15 novembre 1942  | États-Unis                               |
| Bataille de Buna-Gona-Sanananda        | Campagne de Nouvelle-Guinée                 | 16 novembre 1942  | 22 janvier 1943   | Alliés                                   |
| Bataille de Tassafaronga               | Campagne de Guadalcanal                     | 29 novembre 1942  | 29 novembre 1942  | Japon                                    |
| Bataille de l'île de Rennell           | Campagne de Guadalcanal                     | 29 janvier 1943   | 30 janvier 1943   | Japon                                    |
| Bataille de Wau                        | Campagne de Nouvelle-Guinée                 | 29 janvier 1943   | 31 janvier 1943   | Allies                                   |
| Bataille de la mer de Bismarck         | Campagne de Nouvelle-Guinée                 | 2 mars 1943       | 4 mars 1943       | Allies                                   |
| Bataille du détroit de Blackett        | Campagne des îles Salomon                   | 6 mars 1943       | 6 mars 1943       | États-Unis                               |
| Bataille des îles Komandorski          | Campagne des îles Aléoutiennes              | 27 mars 1943      | 27 mars 1943      | Indécise                                 |
| Opération Vengeance                    | Campagne des îles Salomon                   | 18 avril 1943     | 18 avril 1943     | États-Unis                               |
| Campagne de Salamaua-Lae               | Campagne de Nouvelle-Guinée                 | 22 avril 1943     | 16 septembre 1943 | Alliés                                   |
| Bataille de Nouvelle-Géorgie           | Campagne des îles Salomon                   | 20 juin 1943      | 25 août 1943      | Alliés                                   |
| Bataille du golfe de Kula              | Campagne des îles Salomon                   | 6 juillet 1943    | 6 juillet 1943    | Indécise                                 |
| Bataille de Kolombangara               | Campagne des îles Salomon                   | 12 juillet 1943   | 13 juillet 1943   | Japon                                    |
| Bataille du golfe de Vella             | Campagne des îles Salomon                   | 6 août 1943       | 7 août 1943       | États-Unis                               |
| Bataille de Vella Lavella              | Campagne des îles Salomon                   | 15 août 1943      | 9 octobre 1943    | Alliés                                   |
| Bombardement de Wewak                  | Campagne de Nouvelle-Guinée                 | 17 août 1943      | 17 août 1943      | États-Unis                               |
| Campagne des monts Finisterre          | Campagne de Nouvelle-Guinée                 | 19 septembre 1943 | 24 avril 1944     | Alliés                                   |
| Bataille navale de Vella Lavella       | Campagne des îles Salomon                   | 7 octobre 1943    | 7 octobre 1943    | Japon                                    |
| Bataille des îles du Trésor            | Campagne des îles Salomon                   | 25 octobre 1943   | 12 novembre 1943  | Allies                                   |
| Raid sur Choiseul                      | Campagne des îles Salomon                   | 28 octobre 1943   | 3 novembre 1943   | Alliés                                   |
| Bombardement de Rabaul                 | Campagne de Nouvelle-Guinée                 | 1er novembre 1943 | 11 novembre 1943  | Alliés                                   |
| Campagne de Bougainville               | Campagne de Nouvelle-Guinée                 | 1er novembre 1943 | 21 August 1945    | Alliés                                   |
| Bataille de Tarawa                     | Campagne des îles Gilbert et Marshall       | 20 novembre 1943  | 23 novembre 1943  | États-Unis                               |
| Bataille de Makin                      | Campagne des îles Gilbert et Marshall       | 20 novembre 1943  | 24 novembre 1943  | États-Unis                               |
| Bataille du cap Saint-George           | Campagne des îles Salomon                   | 26 novembre 1943  | 26 novembre 1943  | États-Unis                               |
| Campagne de Nouvelle-Bretagne          | Campagne de Nouvelle-Guinée                 | 15 décembre 1943  | 21 août 1945      | Alliés                                   |
| Débarquement sur Saidor                | Campagne de Nouvelle-Guinée                 | 2 janvier 1944    | 10 février 1944   | Alliés                                   |
| Bataille du cap Saint-George           | Campagne des îles Salomon                   | 29 janvier 1944   | 27 février 1944   | Alliés                                   |
| Bataille de Kwajalein                  | Campagne des îles Gilbert et Marshall       | 31 janvier 1944   | 3 février 1944    | États-Unis                               |
| Opération Hailstone                    | Campagne des îles Gilbert et Marshall       | 17 février 1944   | 18 février 1944   | États-Unis                               |
| Bataille d'Eniwetok                    | Campagne des îles Gilbert et Marshall       | 17 février 1944   | 23 février 1944   | États-Unis                               |
| Campagne des îles de l'Amirauté        | Campagne de Nouvelle-Guinée                 | 29 février 1944   | 18 mai 1944       | Alliés                                   |
| Débarquement sur Emirau                | Campagne de Nouvelle-Guinée                 | 20 mars 1944      | 27 mars 1944      | États-Unis                               |
| Bataille de Saipan                     | Campagne des îles Mariannes et Palaos       | 15 juin 1944      | 9 juillet 1944    | États-Unis                               |
| Bataille de la mer des Philippines     | Campagne des îles Mariannes et Palaos       | 19 juin 1944      | 20 juin 1944      | États-Unis                               |
| Bataille de Guam                       | Campagne des îles Mariannes et Palaos       | 21 juillet 1944   | 8 août 1944       | États-Unis                               |
| Bataille de Tinian                     | Campagne des îles Mariannes et Palaos       | 24 juillet 1944   | 1er août 1944     | États-Unis                               |
| Bataille de Peleliu                    | Campagne des îles Mariannes et Palaos       | 15 septembre 1944 | 25 novembre 1944  | États-Unis                               |
| Bataille d'Angaur                      | Campagne des îles Mariannes et Palaos       | 17 septembre 1944 | 30 septembre 1944 | États-Unis                               |
| Bataille de Leyte                      | Campagne des Philippines                    | 20 octobre 1944   | 31 décembre 1944  | Allies                                   |
| Bataille du golfe de Leyte             | Campagne des Philippines                    | 23 octobre 1944   | 26 octobre 1944   | États-Unis                               |
| Bataille de la baie d'Ormoc            | Campagne des Philippines                    | 11 novembre 1944  | 21 décembre 1944  | États-Unis                               |
| Bataille de Mindoro                    | Campagne des Philippines                    | 13 décembre 1944  | 16 décembre 1944  | États-Unis                               |
| Bataille de Bataan                     | Campagne des Philippines                    | 31 janvier 1945   | 8 février 1945    | Alliés                                   |
| Bataille de Manille                    | Campagne des Philippines                    | 3 février 1945    | 3 mars 1945       | Alliés                                   |
| Bataille de Corregidor                 | Campagne des Philippines                    | 16 février 1945   | 26 février 1945   | Alliés                                   |
| Bataille d'Iwo Jima                    | Campagne des archipels Ogasawara et Ryūkyū  | 19 février 1945   | 16 mars 1945      | États-Unis                               |
| Bataille de Palawan                    | Campagne des Philippines                    | 28 février 1945   | 22 avril 1945     | États-Unis                               |
| Bataille d'Okinawa                     | Campagne des archipels Ogasawara et Ryūkyū  | 1er avril 1945    | 21 juin 1945      | Alliés                                   |
| Opération Ten-Go                       | Campagne des archipels Ogasawara et Ryūkyū  | 7 avril 1945      | 7 avril 1945      | États-Unis                               |
| Bataille de Tarakan                    | Campagne de Bornéo                          | 1er mai 1945      | 19 juin 1945      | Alliés                                   |

### Aviation
- Perret, Geoffrey. Winged Victory: The Army Air Forces in World War II (1997)

### Armée
- Perret, Geoffrey. There's a War to Be Won: The United States Army in World War II (1997)

### Europe
- Weigley, Russell. Eisenhower's Lieutenants: The Campaigns of France and Germany, 1944–45 (1990)

### Marine Corps
- Sherrod, Robert Lee. History of Marine Corps Aviation in World War II (1987)

### US Navy
- Morison, Two-Ocean War: A Short History of the United States Navy in the Second World War (2007)

### Pacifique
- (en) James D. Hornfischer, Neptune's Inferno: The U.S. Navy at Guadalcanal, Bantam Books, 2011 (ISBN 978-0-553-80670-0, lire en ligne)
- (en) James D. Hornfischer, Ship of Ghosts: The Story of the USS Houston, FDR's Legendary Lost Cruiser, and the Epic Saga of Her Survivors, Bantam Books, 2006 (ISBN 978-0-553-80390-7, lire en ligne)
- (en) James D. Hornfischer, The Last Stand of the Tin Can Sailors: The Extraordinary World War II Story of the U.S. Navy's Finest Hour, Bantam Books, 2004 (ISBN 978-0-553-38148-1)
- Parshall, Jonathan and Anthony Tully. Shattered Sword: The Untold Story of the Battle of Midway (2005).
- Spector, Ronald. Eagle Against the Sun: The American War With Japan (1985)
- Tillman, Barrett. Whirlwind: The Air War Against Japan, 1942–1945 (2010).
- Tillman, Barrett. Clash of the Carriers: The True Story of the Marianas Turkey Shoot of World War II (2005).

### Biographie
- Ambrose, Stephen. The Supreme Commander: The War Years of Dwight D. Eisenhower (1999)
- Beschloss, Michael R. The Conquerors: Roosevelt, Truman and the Destruction of Hitler's Germany, 1941–1945 (2002)
- Buell, Thomas B. Master of Sea Power: A Biography of Fleet Admiral Ernest J. King (1995).
- Buell, Thomas. The Quiet Warrior: A Biography of Admiral Raymond Spruance. (1974).
- Burns, James MacGregor. vol. 2: Roosevelt: Soldier of Freedom 1940–1945 (1970), A major interpretive scholarly biography, emphasis on politics online at ACLS e-books
- (en) Davis, Richard G., HAP: Henry H. Arnold, Military Aviator, USAF, 1997 (ISBN 0-16-049071-5, lire en ligne [PDF])
- Larrabee, Eric. Commander in Chief: Franklin Delano Roosevelt, His Lieutenants, and Their War (2004), chapters on all the key American war leaders
- James, D. Clayton. The Years of MacArthur 1941–1945 (1975), vol 2. of standard scholarly biography
- Leary, William ed. We Shall Return! MacArthur's Commanders and the Defeat of Japan, 1942–1945 (1988)
- Morison, Elting E. Turmoil and Tradition: A Study of the Life and Times of Henry L. Stimson (1960)
- Pogue, Forrest. George C. Marshall: Ordeal and Hope, 1939–1942 (1999); George C. Marshall: Organizer of Victory, 1943–1945 (1999); standard scholarly biography
- Potter, E. B. Bull Halsey (1985).
- Potter, E. B. Nimitz. (1976).
- Showalter, Dennis. Patton And Rommel: Men of War in the Twentieth Century (2006), by a leading scholar
- (en) David J. Ulbrich, Preparing for Victory: Thomas Holcomb and the Making of Modern Marine Corps, 1936–1943, Annapolis, Maryland, Naval Institute Press, 2011 (ISBN 978-1-59114-903-3)